# Michael Schumacher

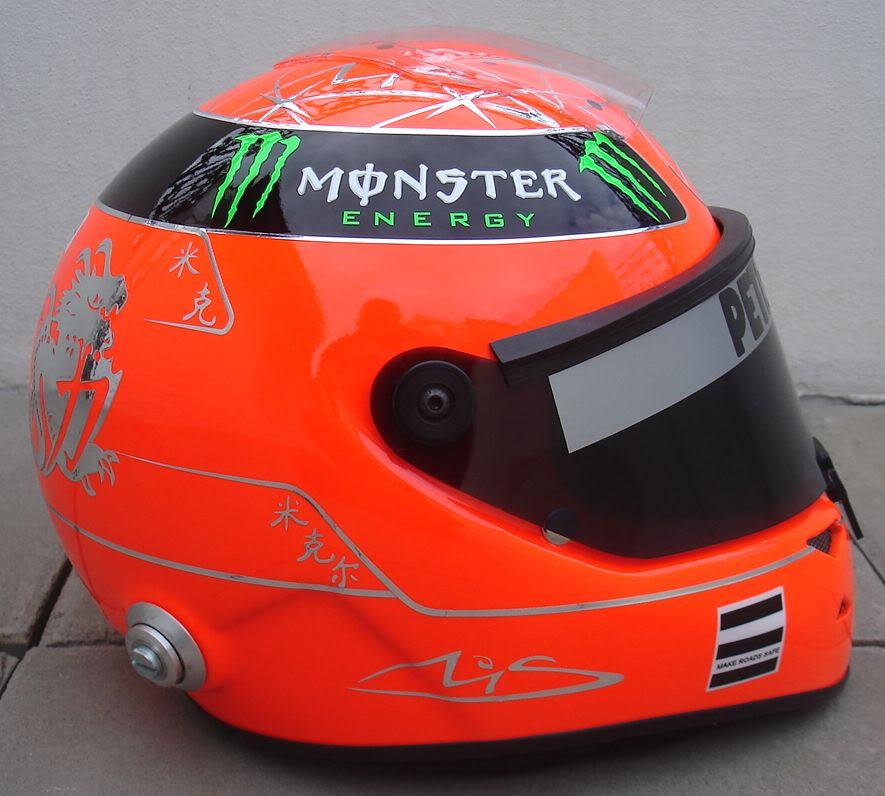
Helm von Michael Schumacher aus der Formel-1-Saison 2011

Michael Schumacher (* 3. Januar 1969 in Hürth) ist ein ehemaliger deutscher Automobilrennfahrer.
Er startete von 1991 bis 2006 sowie von 2010 bis 2012 bei insgesamt 307 Großen Preisen der Formel-1-Weltmeisterschaft. Er hält die Rekorde von sieben Weltmeistertiteln (seit 2020 zusammen mit Lewis Hamilton), fünf Weltmeisterschaften in Folge und 77 schnellsten Rennrunden. Zur Zeit seines Karriereendes hielt er zudem die Rekorde von 91 Siegen, 68 Pole-Positions und 155 Podestplatzierungen. Diese wurden nur von Hamilton überboten.
Nachdem Schumacher 1990 und 1991 in der Sportwagen-Weltmeisterschaft aktiv gewesen war, debütierte er 1991 beim Großen Preis von Belgien für Jordan in der Formel 1. Zum nächsten Rennen wechselte er zu Benetton, wo er bis 1995 blieb. In seiner Zeit bei Benetton gewann Schumacher 1992 in Belgien seinen ersten Grand Prix und wurde 1994 und 1995 Formel-1-Weltmeister. 1996 wechselte er zu Ferrari, wo er bis 2006 aktiv war. Schumacher gewann von 2000 bis 2004 fünfmal in Folge die Weltmeisterschaft. Nach einer mehrjährigen Pause kehrte er 2010 für drei Jahre zu Mercedes in die Formel 1 zurück. Er erzielte noch einmal einen Podestplatz, seine beste Gesamtplatzierung in diesen drei Jahren war 2011 der achte Rang.
Im Dezember 2013 zog sich Schumacher bei einem Skiunfall schwere Kopfverletzungen zu. Seitdem befindet er sich in medizinischer Rehabilitation, zunächst im Krankenhaus, seit September 2014 zu Hause. Es gibt seitdem keine öffentlichen Informationen über seinen Gesundheitszustand.

## Herkunft und Privatleben
Schumacher wurde 1969 als erster Sohn des damaligen Kaminmaurers und späteren Pächters einer Kartbahn in Kerpen, Rolf Schumacher, und dessen Ehefrau Elisabeth (1949–2003) im Ortsteil Hermülheim der Stadt Hürth geboren. Sein Bruder ist Ralf Schumacher, der von 1997 bis 2006 gleichzeitig mit ihm in der Formel 1 fuhr. 
Schumacher besuchte die Otto-Hahn-Realschule in Kerpen. Nach der mittleren Reife begann er 1986 in Otzberg bei Darmstadt eine Ausbildung als Kfz-Mechaniker, wechselte 1987 zum ehemaligen Rennfahrer Willi Bergmeister in das gleichnamige VW-Autohaus in Langenfeld und legte 1989 die Gesellenprüfung ab.
Schumacher ist seit 1991 mit Corinna Schumacher (* 1969) liiert. Sie heirateten am 1. August 1995 standesamtlich in Kerpen. Die kirchliche Trauung fand vier Tage später in der Kapelle auf dem Petersberg statt. Für die Vermarktung der Trauung schloss das Paar einen Exklusivvertrag mit einer Illustrierten und einem Fernsehsender ab.
Sie haben zwei Kinder, Gina-Maria Bethke (* 1997) und Mick Schumacher (* 1999), der ebenfalls Automobilrennfahrer ist und 2021 sowie 2022 in der Formel 1 fuhr. Gina-Maria und Corinna Schumacher gewannen Medaillen im Reining-Westernreiten. Auch Michael Schumachers Neffe David Schumacher ist Automobilrennfahrer. Seine Tochter Gina-Maria wurde am 29. März 2025 Mutter einer Tochter und machte Schumacher somit zum Großvater.
Die Familie wohnt seit 1996 in der Schweiz im Kanton Waadt, bis 2008 in Vufflens-le-Château und seitdem in Gland. Schumacher bezeichnete sich als gläubigen Katholiken.

## Karriere

### Kartsport
Seinen ersten aktiven Kontakt mit einem Motorfahrzeug hatte Schumacher bereits im Alter von vier Jahren, als sein Vater ihm ein umgebautes Kettcar mit 5-PS-Mofamotor schenkte. In Horrem entstand bald der Kontakt zu dem Kart-Club Rennsportfreunde Wolfgang Graf Berghe von Trips, Go-Kart-Club Horrem e. V. (heute Kart-Club Kerpen-Manheim), woraufhin Vater und Sohn merkten, wo die Defizite des klobigen Eigenbaus lagen. Jene Kartbahn war ab 1964 gebaut und bei ihrer Eröffnung 1965 dem 1961 tödlich verunglückten Formel-1-Fahrer Wolfgang Graf Berghe von Trips gewidmet worden. Sie bot dem Jungen von nun an eine gute Gelegenheit zum Training.
In der Folge versuchte Schumacher noch vorhandene Mängel durch häufiges Üben, insbesondere bei Regen, auszugleichen: „Da war ich meistens allein auf der Strecke, da fiel die Unterlegenheit meines Gefährts nicht so auf. Ganz davon zu schweigen, dass mir das Schleudern und Driften im Regen ganz besonders viel Spaß machte.“ Ein Zeitungsartikel würdigte ihn bereits als den wahrscheinlich jüngsten Kartfahrer der Bundesrepublik. Mit fünf Jahren feierte er seinen ersten Sieg; ein Jahr später errang er die erste Clubmeisterschaft gegen zum Teil wesentlich ältere Clubmitglieder. Als der Club von Kerpen-Horrem nach Kerpen-Manheim zum neu gebauten Erftlandring umzog, traf es sich für die Familie gut, dass ein Platzwart gesucht wurde und sich beiden Elternteilen eine zusätzliche Einnahmequelle bot. Mutter Elisabeth sorgte im späteren Verlauf für die Gastronomie auf der Kartbahn. Da den Eltern dennoch bald das Geld zur Finanzierung des Materials fehlte, sprangen Förderer ein, die Schumachers Talent entdeckt hatten. Zunächst war es der Karthändler Gerhard Noack, der ihm das erste regelkonforme Rennkart schenkte und die Siege seines Schützlings als willkommene Werbung sah. Später lieferte Adolf Neubert die Eurokarts, mit denen der Heranwachsende 1985 Junioren-Vize-Weltmeister wurde. 1987 wurde er auch auf Eurokart Deutscher Meister der Klasse A/100 und Europameister A/100.
Bei Kartrennen traf Schumacher schon in jungen Jahren auf einige von jenen, die zukünftig seine Formel-1-Rivalen sein sollten, wie Heinz-Harald Frentzen und Nick Heidfeld aus Mönchengladbach, oder die Finnen Mika Häkkinen und Mika Salo.
Weil die Geldmittel nicht ausreichten, startete Schumacher aus Altersgründen in der Kartszene zunächst längere Zeit mit luxemburgischer Lizenz. Dadurch brauchten keine finanziellen Mittel als Sicherheit zurückgestellt zu werden, und er war bereits mit zwölf Jahren lizenzberechtigt. Außerdem mussten deutlich weniger Rennen zur Aufrechterhaltung der Lizenz bestritten werden. 1982 fand Schumacher den Unternehmer Jürgen Dilk, der Spielautomaten vertrieb, als weiteren Sponsor. 1984 und 1985 gewann er mit dieser Unterstützung die deutsche Juniorenmeisterschaft.

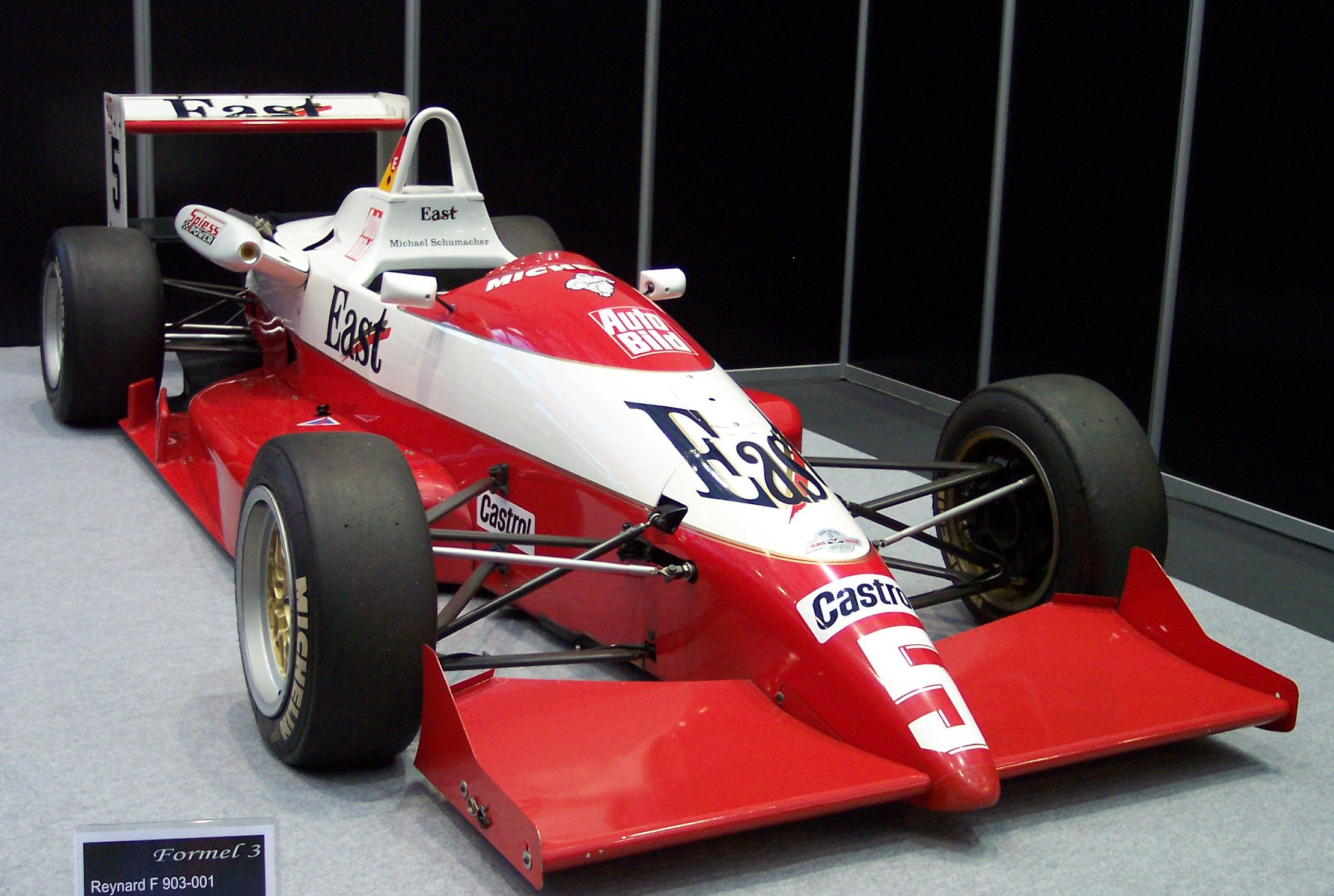
Schumachers Reynard-F 903-001, Essen Motor Show 1990

Auch nach Erreichen höherer Fahrzeugklassen gab Schumacher das Kartfahren nie ganz auf, sondern nahm gelegentlich weiterhin an Kartrennen teil.

### Formel König, Formel Ford und Formel 3
Seine Monoposto-Karriere begann Schumacher 1987 in der Formel König. Diesen Schritt ermöglichte ihm erneut Jürgen Dilk, der 16.000 DM pro Saison in Schumachers Karriere investierte. 1988 wurde Schumacher Vizemeister in der Formel Ford und wechselte daraufhin in die Formel 3 zum WTS-Team seines neuen Managers Willi Weber, der nach dem Weggang seines bisherigen Schützlings Joachim Winkelhock in die Formel 1 und in die DTM einen angemessenen Ersatz suchte. Bei der ersten Testfahrt in einem Formel-3-Fahrzeug auf dem Nürburgring geriet Schumacher in der fünften Runde in die Leitplanken. Weber hatte Schumachers Leistungen in der Formel Ford in Erinnerung und gab ihm eine zweite Chance, bei der dieser hervorragende Zeiten erzielte. Willi Weber war sich wohl bewusst, dass es Schumacher sowohl an Sponsoren als auch an eigenen finanziellen Mitteln zum Einstieg in die nächsthöhere Formelklasse fehlte. Daher entschloss er sich, ihn selbst zu finanzieren. Im Gegenzug erhielt Weber einen Managervertrag, der Schumacher zehn Jahre an Weber band und diesem 20 Prozent von dessen Einnahmen zusicherte. Später prägte Weber das Bonmot von der „Lotterie Schumacher“, in der damals nur einer ein Los gekauft habe: er selbst. Schumacher belegte 1989 in der Formel 3 punktgleich mit Heinz-Harald Frentzen Rang zwei, hinter Meister Karl Wendlinger.

### Sportwagen-Prototypen und DTM-Intermezzo
Für 1990 erhielt Schumacher einen Vertrag vom Mercedes-Junior-Team, das auf Sportwagen des Schweizers Peter Sauber Langstreckenrennen unter anderem in Le Mans bestritt. Zu seinen jungen Kollegen gehörten Heinz-Harald Frentzen und Karl Wendlinger. Betreut wurden die Junioren von Rennleiter Jochen Neerpasch und früheren Formel-1-Fahrern wie Jochen Mass.
Die „jungen Wilden“ fuhren sogenannte „Sportprototypen“. Diese Autos hatten eine Leistung von etwa 920 PS und waren so schnell wie damalige Formel-1-Wagen. Schumacher, Frentzen und Wendlinger waren schon versierte Rennfahrer mit langjähriger Rennerfahrung, als sie in die Formel 1 wechselten. Nennenswerte Leistungsunterschiede waren bei den dreien während ihrer gemeinsamen Zeit auf identischen Wagen kaum festzustellen. Das Gesamtklassement der Sportwagen-Weltmeisterschaft 1990 schloss Schumacher punktgleich mit Wendlinger als Fünftplatzierter ab, während seine Teamkameraden Jean-Louis Schlesser und Mauro Baldi Weltmeister wurden mit 1,5 Punkten Vorsprung vor Jochen Mass auf Platz drei. Frentzen wurde Sechzehnter. Im Folgejahr wurde Schumacher bei der Sportwagen-Weltmeisterschaft 1991 – wiederum punktgleich mit Wendlinger – Neunter im Gesamtklassement hinter Schlesser und Mass auf Platz sieben.
Parallel zum Sportwagenengagement errang Schumacher 1990 die deutsche Meisterschaft in der Formel 3 und gewann – trotz einer Kollision im zweiten Lauf mit Mika Häkkinen – zudem das internationale Rennen in Macao.
Der Sportwagennachwuchs durfte am Saisonfinale der DTM auf dem Hockenheimring teilnehmen, wo es um die Meisterschaftsentscheidung zwischen Fahrern der Marken Mercedes, BMW und Audi ging, die jeweils Gaststarter zur Unterstützung ihrer Titelfavoriten mitbrachten. Schumacher kollidierte in der ersten Kurve mit dem BMW des Tabellenführers Johnny Cecotto.

### Gastspiel in der japanischen Formel 3000
Jochen Neerpasch ermöglichte Schumacher im Sommer 1991 ein Gastspiel in der japanischen Formel 3000, der sogenannten Formel Nippon, beim Suntory Team Le Mans auf einem Ralt RT23-Mugen MF308. Dabei bewies Schumacher durch ein gutes Rennen in Sugo, das er mit einem zweiten Platz hinter dem US-Amerikaner Ross Cheever (dem jüngeren Bruder Eddie Cheevers) abschloss, seine Flexibilität und sein Vermögen, sich auch auf unbekannte Strecken kurzfristig einzustellen. Weder Schumacher noch Weber setzten jedoch auf die Formel 3000 als Zwischenschritt zur Formel-1-Karriere, da sich erfahrungsgemäß nur für die ersten beiden Top-Piloten das Tor zur Formel 1 eventuell öffnete. Schumacher fuhr bereits damals mit seinem späteren Teamkollegen Johnny Herbert in einem Team und gegen spätere Fahrerkollegen wie Ukyō Katayama, der in der Saison 1991 die japanische Formel-3000-Meisterschaft gewann, sowie gegen Eddie Irvine. Schumacher selbst hielt es für sicherer, den Einstieg über den noch zögernden Mercedes-Konzern zu suchen, während Weber Chancen für ein Formel-3000-Cockpit für 1992 erkundete.

### Einstieg in die Formel 1

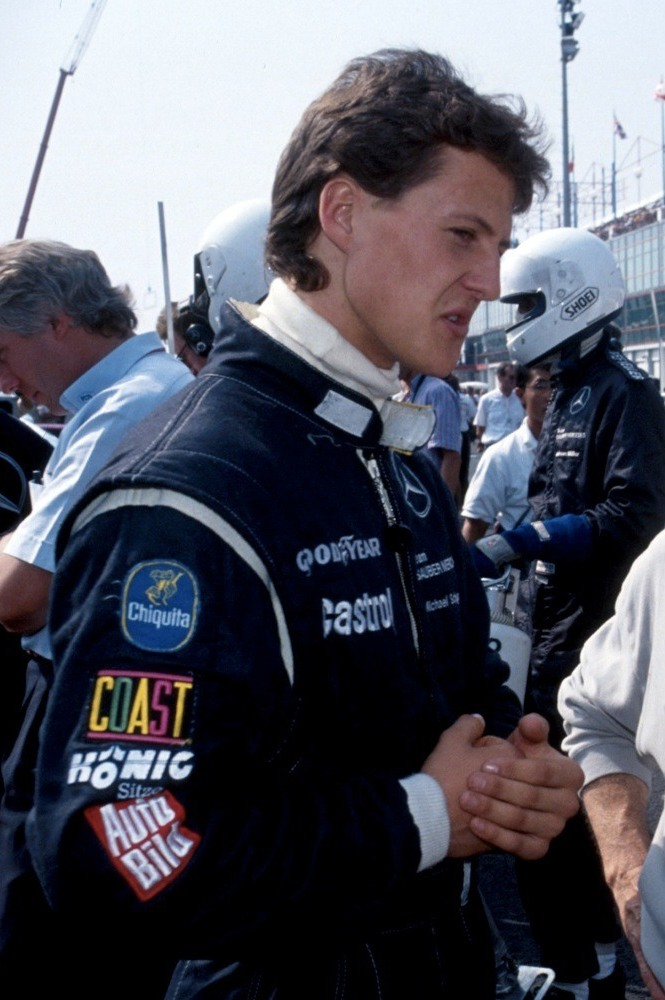
Michael Schumacher (1991)

1991 verbüßte Jordans Stammfahrer Bertrand Gachot eine Gefängnisstrafe, weil er einen englischen Taxifahrer in einem Streit mit Reizgas besprüht hatte. Schumacher sollte Gachot in Spa-Francorchamps ersetzen. Obwohl er dort noch nie gefahren war, versicherte sein Manager Willi Weber Teamchef Eddie Jordan, Schumacher kenne den anspruchsvollen Kurs dank der Nähe seines Heimatortes Kerpen. Dank einer Bürgschaft von Mercedes konnte Schumacher bei Testfahrten in Silverstone seine Eignung als Formel-1-Fahrer unter Beweis stellen. Erst 2005 gestand Jordan, dass Schumacher damals gar nicht seine erste Wahl gewesen sei – dies wäre eigentlich Stefan Johansson gewesen –, sondern dass die finanzielle Mitgift des Deutschen den Ausschlag gegeben habe. Die ursprüngliche Vereinbarung mit Jordan umfasste eine Zahlung von 150.000 £ pro Rennen an den Rennstall – ein Zehntel der Summe, die Jordans Hauptsponsor 7 Up für die gesamte Saison zur Verfügung gestellt hatte.
Schumacher fuhr den Ardennenkurs vor dem Training mit einem Fahrrad ab, Willi Weber und er übernachteten in der Jugendherberge von Spa. Im Qualifying wurde Schumacher zum Erstaunen der Fachwelt Siebter, fiel aber im Rennen schon 500 Meter nach dem Start mit Kupplungsschaden an fünfter Stelle liegend aus, nachdem er zwei Kontrahenten bereits vor der ersten Kurve überholt hatte. Rückblickend betrachtete Schumacher das kurzzeitige Erfolgserlebnis als jenen Moment, an dem er bemerkt habe, dass ihm auch das Überholen von Spitzenfahrern wie Ayrton Senna und Piquet leichter gelingt als gedacht. Besonders die Ingenieure von Jordan waren überrascht von Schumachers Courage und Fahrzeugbeherrschung: Die Telemetriedaten bewiesen, dass er die schwierige Bergaufkurve Eau Rouge mit voller Geschwindigkeit gefahren war, ohne vom Gas zu gehen. Bereits im Training hatte er keinen Respekt vor großen Namen und hatte Alain Prost ungeduldig angezeigt, ihn vorbeizulassen, da er sich von ihm aufgehalten fühlte.

### Ära Benetton (1991–1995)
Nach nur einem Rennen verließ Schumacher das Jordan-Team. Der anschließende Wechsel zu Benetton war auf ein Zusammenspiel mehrerer Akteure zurückzuführen. Einerseits war Jordans Angebot für ein weiteres Engagement Schumachers unattraktiv: Eddie Jordan hatte Schumacher einen Vertrag mit dreijähriger Laufzeit angeboten und verlangte dafür von Mercedes jährliche Zahlungen in Höhe von 3,5 Millionen Dollar, ohne Schumacher regelmäßige Renneinsätze zu garantieren. Andererseits intervenierte Bernie Ecclestone nach dem Rennen in Spa zu Schumachers Gunsten. Ecclestone war an einer Stärkung der Formel 1 auf dem deutschen Markt interessiert und sah in Schumacher einen Fahrer, der dazu beitragen könnte. Bei dem etablierten Team Benetton, das 1991 zu den vier Topteams gehörte, waren aus Ecclestones Sicht Schumachers Chancen für eine erfolgreiche Entwicklung größer als bei Jordan. Nach Eddie Jordans Ansicht stand dies auch damit im Zusammenhang, dass Ecclestone zuvor für das Jahr 1992 die weniger konkurrenzfähigen Motoren von Yamaha an das Jordan-Team vermittelt hatte – die Erfolgsaussichten des Rennstalls waren also schlechter als in der Saison 1991. Da Ecclestone zudem mit dem Benetton-Miteigentümer Tom Walkinshaw in freundschaftlicher Beziehung stand, wies Bernie Ecclestone Benetton unmittelbar nach dem Rennen in Spa auf die Verfügbarkeit Schumachers hin und empfahl die Aufnahme von Vertragsverhandlungen. Benetton zögerte zunächst, Schumacher zu verpflichten, folgte letztlich aber Ecclestones Empfehlung.
Schumacher selbst beschrieb es rückblickend als „komisches Gefühl“, jenes Team, das ihm die Chance für den Einstieg in die Formel 1 gegeben habe, nach nur einem Rennen bereits zu verlassen, begründete den Wechsel aber mit den besseren sportlichen Aussichten bei Benetton.

#### 1991

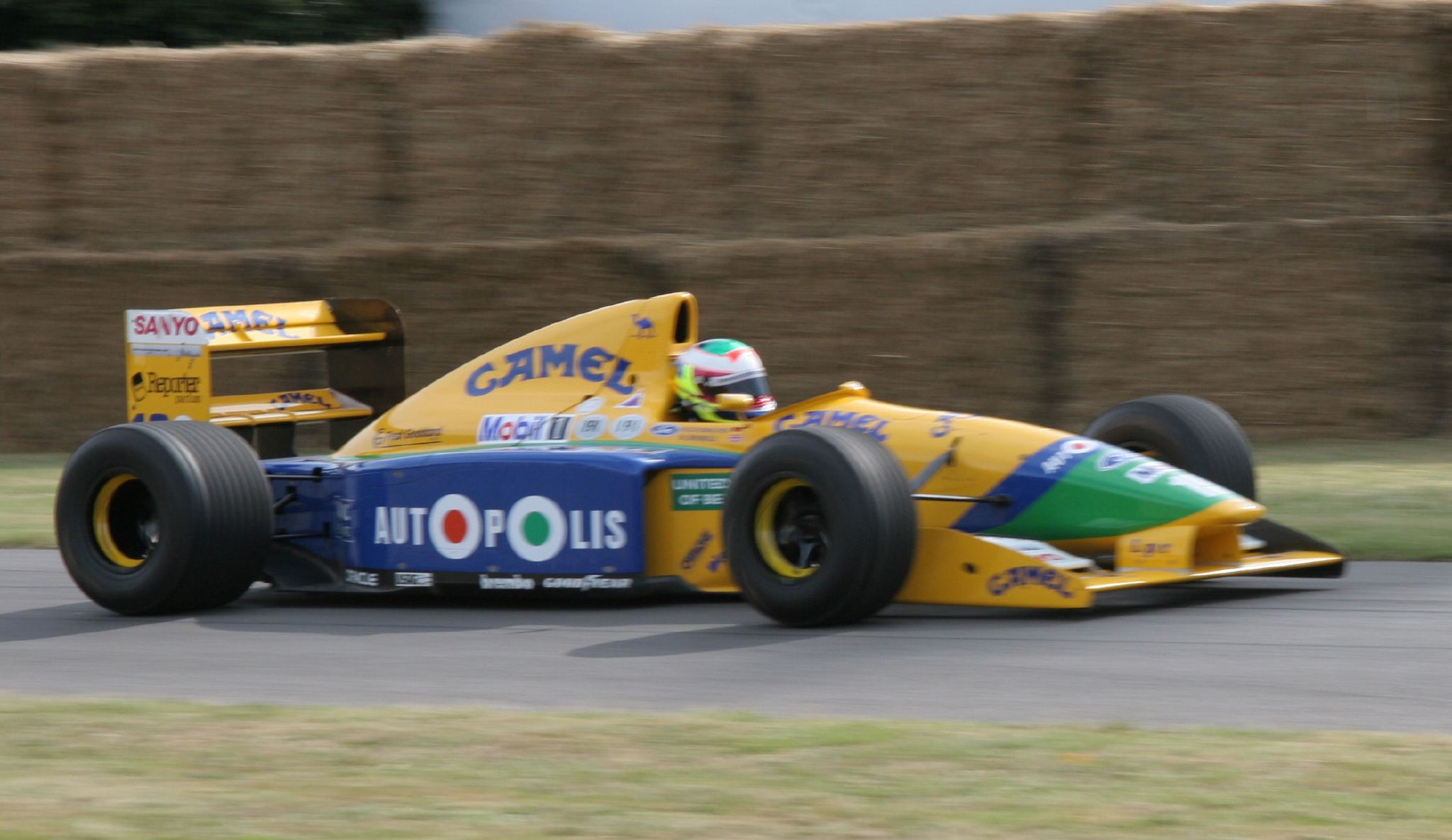
Benetton B191 beim Goodwood Festival of Speed, 2006

Der Wechsel Schumachers zu Benetton wurde von mehreren Gerichtsverfahren begleitet. Vor dem Großen Preis von Italien meldeten sowohl Jordan als auch Benetton ein Auto für Schumacher. Jordan beantragte bei einem Londoner Gericht eine einstweilige Verfügung, mit der Schumacher zum Verbleib im Team veranlasst werden sollte. Gleichzeitig erwirkte Benettons zweiter Fahrer Roberto Moreno vor einem Mailänder Gericht eine Entscheidung, die es Benetton verbot, das zweite Auto an Schumacher zu geben. Die Lage klärte sich erst acht Stunden vor Beginn des freien Trainings: Jordans Antrag wurde abgelehnt, und Roberto Moreno verzichtete, nachdem er eine Abfindung von Benetton erhalten hatte, auf die Durchsetzung der ihn begünstigenden Entscheidung. Moreno übernahm das zweite Cockpit bei Jordan, während Schumacher bei Benetton Teamkollege des dreimaligen Formel-1-Weltmeisters Nelson Piquet wurde.
In Monza wurde Schumacher Fünfter und errang seine ersten beiden WM-Punkte. Er beendete den Grand Prix vor seinem Teamkollegen Piquet. In den folgenden Rennen schlug Schumacher seinen Teamkollegen – mit einer Ausnahme – immer im Qualifying. Im Endklassement der Weltmeisterschaft belegte Schumacher den 14. Platz. Allerdings zeigte er sich im Nachhinein überrascht, da der Benetton B191 sich im direkten Vergleich mit dem Jordan als das deutlich schwieriger abzustimmende und zu fahrende Fahrzeug erwies: „Das Auto sprang bei Unebenheiten, und die Traktion war schrecklich, was vor allem an den Reifen [von Pirelli] lag.“

#### 1992

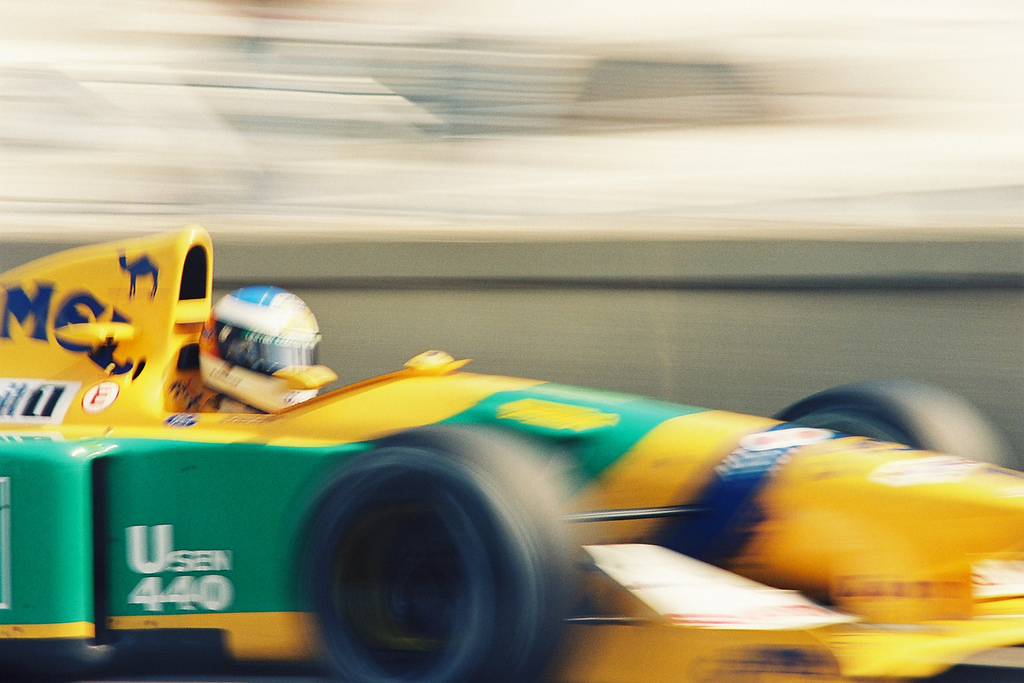
Schumacher im Benetton B192 beim Großen Preis von Monaco 1992

In der Formel-1-Saison 1992 war Schumacher bei Benetton Teamkollege des erfahrenen Martin Brundle. Nachdem er das Auftaktrennen in Südafrika als Vierter beendet hatte, erreichte er bei den anschließenden Rennen drei Podiumsplatzierungen in Folge: In Mexiko und Brasilien wurde er jeweils Dritter, in Spanien Zweiter. Nach zwei weiteren Podiumsplätzen in Kanada und Deutschland gewann Schumacher ein Jahr nach seinem Debüt dank geschickter Boxentaktik bei wechselhaftem Wetter mit dem Großen Preis von Belgien sein erstes Formel-1-Rennen. Schumacher wurde damit nach Wolfgang Graf Berghe von Trips (1961) und Jochen Mass (1975) der dritte mit deutscher Lizenz fahrende Formel-1-Sieger. Schumacher beendete seine erste komplette Saison hinter den Williams-Piloten Nigel Mansell und Riccardo Patrese auf dem dritten Platz der Fahrerwertung.

#### 1993

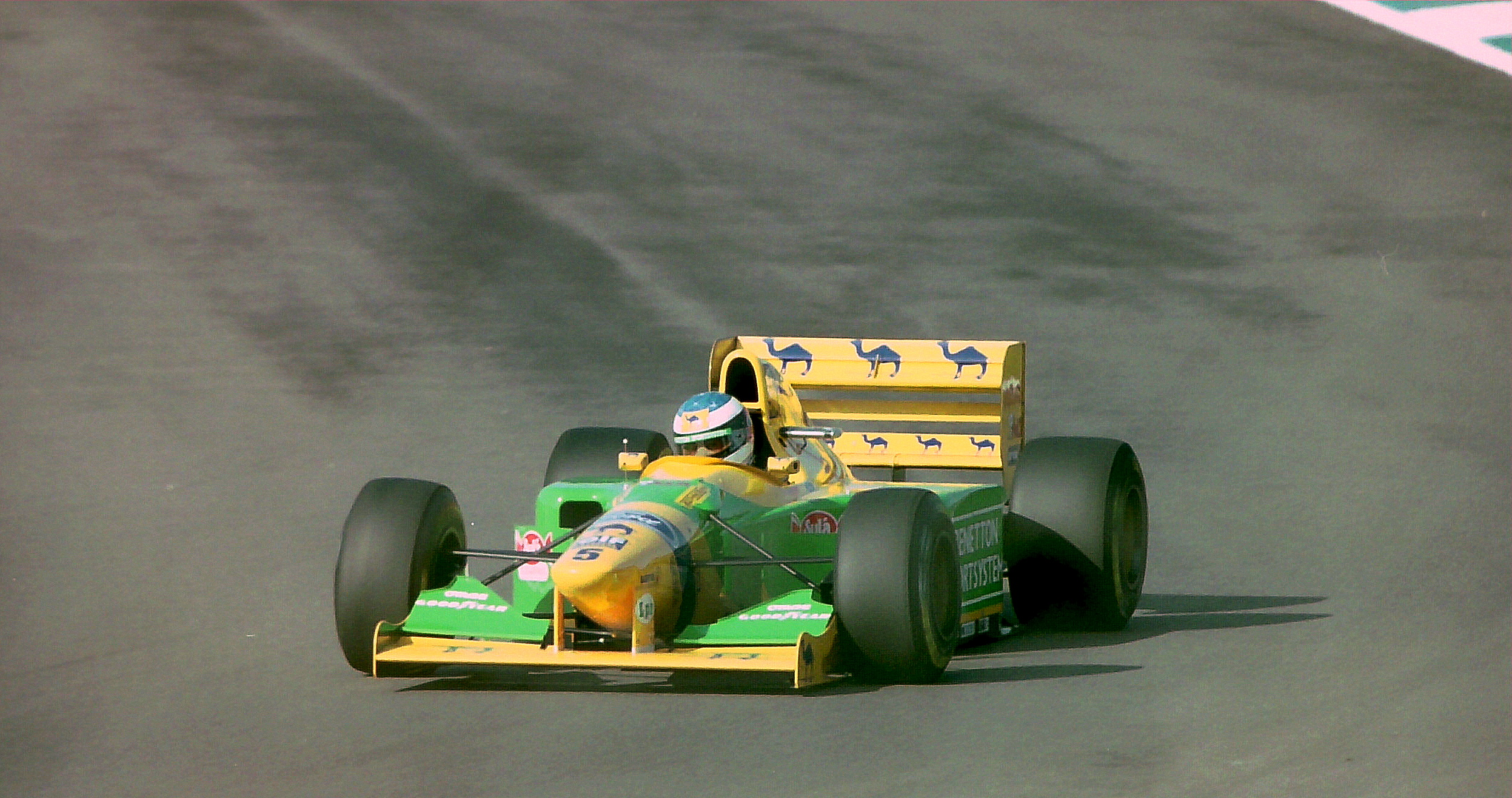
Schumacher im Benetton B193 beim Großen Preis von Europa 1993

In der Saison 1993 bestätigte Schumacher seine bisherigen Leistungen, kam diesmal mit einem Sieg in Estoril auf Platz vier in der Weltmeisterschaft und musste den Titel des besten Nicht-Williams-Piloten an Ayrton Senna abtreten, der Vize-Weltmeister hinter Alain Prost im Williams wurde. Prost beendete mit Saisonschluss seine Karriere.

#### 1994: 1. WM-Titel

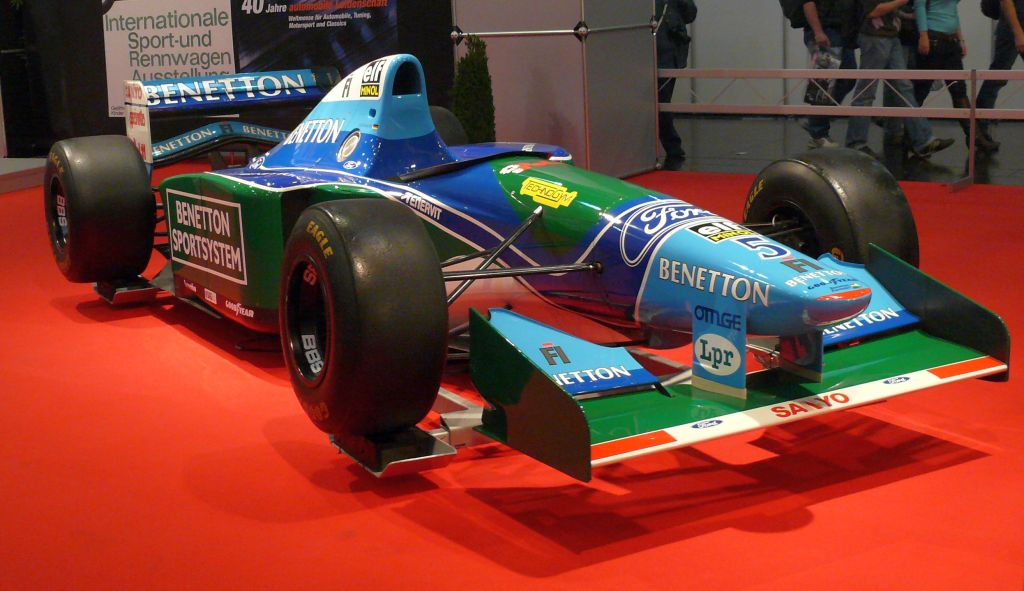
Benetton-Ford B194, mit dem Schumacher 1994 Weltmeister wurde

Für die Saison 1994 wurden einige Regeln geändert. Die Elektronikhilfen wie ABS, Vierradlenkung und das aktive Fahrwerk wurden untersagt, dagegen Tankstopps erlaubt. Benetton gelang die Anpassung an die neuen Bedingungen sehr gut. Die Gestaltung des B194 mit der „höheren“ Nase war schon von seinen Vorgängern B192 und B193 bekannt und wurde – entgegen dem allgemeinen Trend – beibehalten. Es erwies sich als richtungsweisend, da es der Luft eine bessere Anströmung des Diffusors am Heck ermöglichte. Von den führenden Teams probierte 1994 lediglich Ferrari ebenfalls diese Lösung aus. Die Grundidee der hohen Nase stammte aber aus dem Jahr 1990, als das Tyrrell-Team diese Form am 019 erstmals präsentierte.
Das Jahr begann für Schumacher erfolgreich mit zwei überlegenen Siegen. In Interlagos hatte er – außer Senna vor dessen Ausfall – schon alle Fahrer überrundet. Dabei hatte Schumacher zum ersten Mal seine Stärke der – von der britischen Fachpresse so genannten – „Sprints“ gezeigt. Die kurzen bzw. taktischen Sprints sollten eines seiner Markenzeichen werden. Schumacher gewann auch den Großen Preis des Pazifiks auf dem Tanaka International Circuit in Aida, während Senna bereits kurz nach dem Start ausschied.
Beim dritten Rennen, dem Großen Preis von San Marino in Imola (Italien), kam es im Freitagstraining zu einem schweren Unfall von Rubens Barrichello und einen Tag später im Qualifying zum tödlichen Unfall von Roland Ratzenberger. Im Rennen selbst verunglückte Ayrton Senna. In der Tamburellokurve kam er von der Rennpiste ab und zog sich dabei tödliche Kopfverletzungen zu. Nach Sennas Tod schien es zunächst so, als ob Schumacher den Titel 1994 ohne große Konkurrenz einfahren könne. Bei Williams stieg der zuvor als zweiter Fahrer gehandelte Damon Hill zur Nummer 1 auf. Für Senna rückte zunächst David Coulthard und im späteren Saisonverlauf für vier Rennen Nigel Mansell ins Team.
Bis zum Grand Prix im englischen Silverstone dominierte Schumacher die Saison. Bemerkenswert war sein zweiter Platz in Barcelona, bei dem er mehr als die Hälfte des Rennens nur den fünften Gang zur Verfügung hatte. Das Rennen in Silverstone markierte den Auftakt zu verschiedenen Skandalen und Anschuldigungen gegen Schumacher und Benetton: Zunächst wurde Schumacher während des Rennens disqualifiziert, durfte dann aber doch zu Ende fahren. Der zweite Platz wurde ihm später wieder aberkannt. Zusätzlich wurde eine Sperre von zwei Rennen ausgesprochen, durch die er schließlich – trotz einer Berufungsverhandlung – die beiden Grand Prix von Portugal und Italien verpasste. Dazu kam eine Disqualifikation in Spa, als Schumachers Holzplatte am Unterboden nicht regelkonform war. Sie war wahrscheinlich über das erlaubte Maß hinaus abgefahren worden.
In der Motorsport-Fachpresse hielt sich der Vorwurf, die FIA hätte den WM-Kampf künstlich spannend halten wollen. „Haltlose Manipulationsvorwürfe und üble Nachrede anderer Rennställe vergiften Mitte des Jahres das sportliche Klima in der Formel 1 nachhaltig.“ In den Schlagzeilen der Boulevard-Presse war vom „Schummel-Schumi“ die Rede. Schumacher wurde für mehrere Rennen gesperrt.
In seiner Abwesenheit gewann Hill in Portugal und Italien und die schon sicher geglaubte Weltmeisterschaft war wieder offen. Schumacher gewann den Großen Preis von Europa in Jerez, doch Hill konterte und siegte im vorletzten Rennen in Suzuka nach hartem Kampf gegen Schumacher. Beim letzten Rennen in Australien verließ Schumacher in Führung liegend nach einem Fahrfehler die Strecke und touchierte eine Mauer. Er lenkte seinen Wagen bei vermindertem Tempo zurück auf die Strecke, wo Hill ihn gleich zu überholen versuchte. Die beiden Fahrzeuge kollidierten, Hill und Schumacher fielen aus. Schumacher reichte sein Punktvorsprung zum Gewinn der Weltmeisterschaft. Damit war Schumacher zum ersten Mal – und gleichzeitig als erster Deutscher – Formel-1-Weltmeister.
Schumacher gewann in dieser Saison acht Rennen und belegte zweimal den zweiten Platz, wobei er nur an 14 der 16 Rennen teilnahm und davon zwölf gewertet wurden (ein Sieg [Spa] sowie ein zweiter Platz [Silverstone] wurden aberkannt). Der Titel blieb für die Presse deshalb ohne echten Glanz. Ferner hafteten dem Titel wiederkehrende Betrugsvorwürfe gegen Schumacher und sein Benetton-Team an. Solche, die man im komplexen System der Bordsoftware hätte orten können, wurden von den Technikern der FIA aber nicht gefunden, sodass es zu keinerlei Sanktionen gegen Schumacher oder Benetton kam.
Bereits während der Saison legte Manager Willi Weber den Grundstein für Schumachers späteren Wechsel zu Ferrari. Schon 1993 hatte Weber durch eine Indiskretion davon erfahren, dass Riccardo Patrese mehr als Schumacher verdiente, obwohl eine Klausel im gemeinsamen Vertrag dies ausschloss. Als Benetton mitten in den oben genannten Betrugsvorwürfen steckte, gelang es Weber mit Hinweis auf die Vertragsverletzung, den für seinen Schützling ungünstig langen Dreijahresvertrag mit dem Team Benetton auf die Hälfte zu verkürzen und gleichzeitig Schumachers Bezüge zu verdoppeln.

#### 1995: 2. WM-Titel

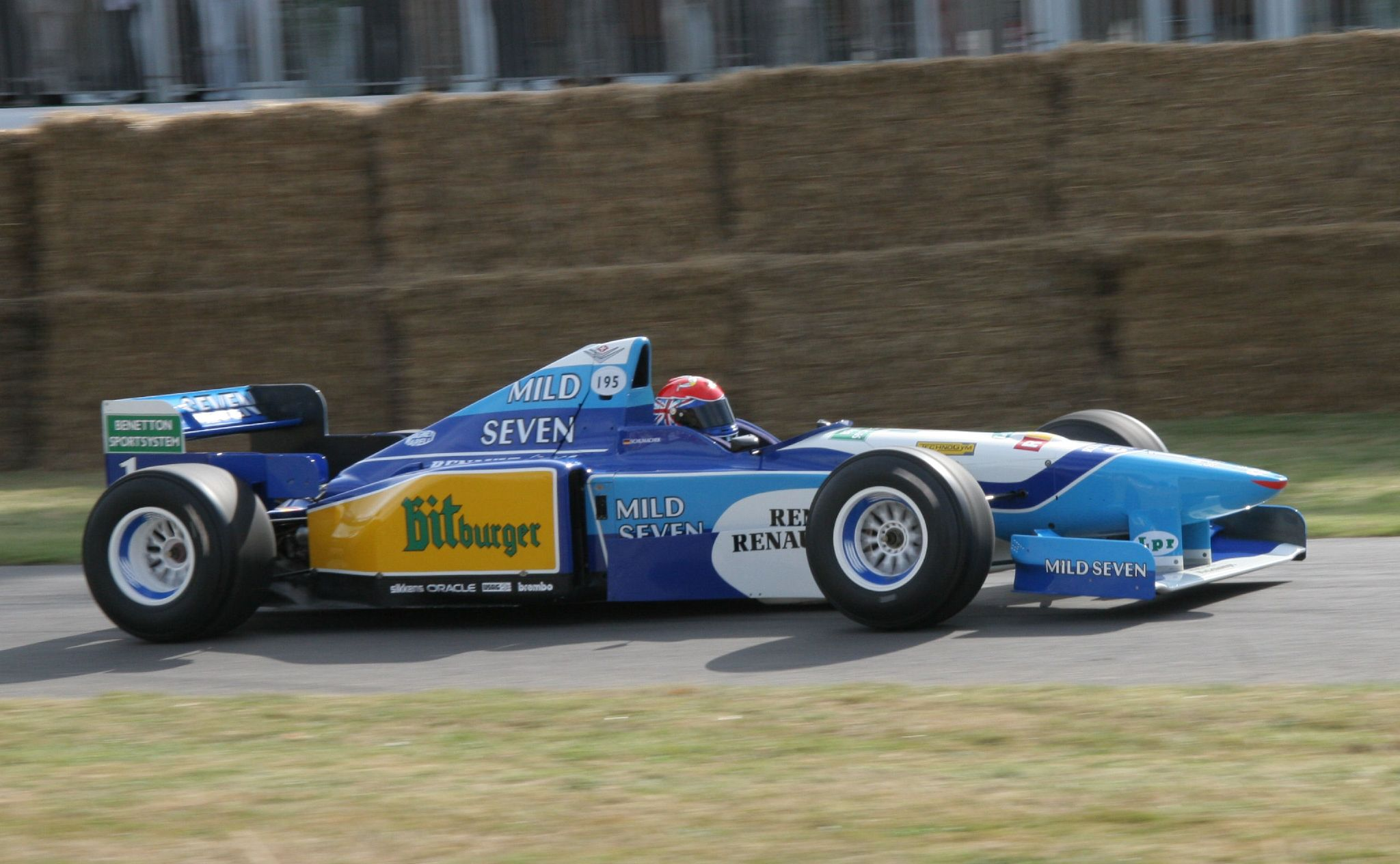
Benetton B195 beim Goodwood Festival of Speed, 2006

Zur Saison 1995 bekam auch Benetton die starken V10-Motoren von Renault. Damit herrschte auf Motorenseite zwischen Williams und Benetton Gleichstand.
Der Start in die Saison lief für Schumacher nicht so glatt wie im Vorjahr. Der Benetton B195 war deutlich schwieriger abzustimmen als das Vorgängermodell und reagierte äußerst nervös auf Setup-Veränderungen, besonders bei Einstellung der Bodenfreiheit. Dieses mussten beide Piloten mehrfach zu ihrem Leidwesen durch Unfälle erfahren. Zwar gewann Schumacher das Auftaktrennen, die beiden nächsten Rennen gingen jedoch an Hill, der damit auch erstmals die Führung in der WM-Wertung übernahm. Auf dem neu gestalteten Kurs von Imola hatte Schumacher einen schweren Unfall, den er glücklicherweise unverletzt überstand. Ab jetzt wendete sich das Blatt wieder zugunsten des Kerpeners. Er dominierte die meisten Rennen, wurde in Kanada durch einen Elektronikdefekt gestoppt und in Silverstone und Monza im Zweikampf mit Hill von der Bahn gedrängt.
Höhepunkte aus Schumachers Sicht waren bis dahin der erste Sieg seiner Karriere auf dem Hockenheimring, der Sieg im Regenrennen von Spa, als er von Position 16 aus startend mit Slicks bei wechselnden Bedingungen, den mit Regenreifen hinter ihm fahrenden Hill entscheidend aufhalten konnte. Und schließlich der Sieg auf dem Nürburgring, als er zwei Runden vor Schluss Jean Alesi überholte. Hier kam es zu einer versöhnlichen Geste vom im Rennen ausgefallenen Damon Hill, als er Schumacher – sportlich fair – vom Streckenrand aus applaudierte. Die Saison wurde abgerundet mit dem Gewinn der zweiten Fahrer-Weltmeisterschaft für Schumacher und dem Konstrukteurs-Titel für Benetton.

### Ära Ferrari (1996–2006)

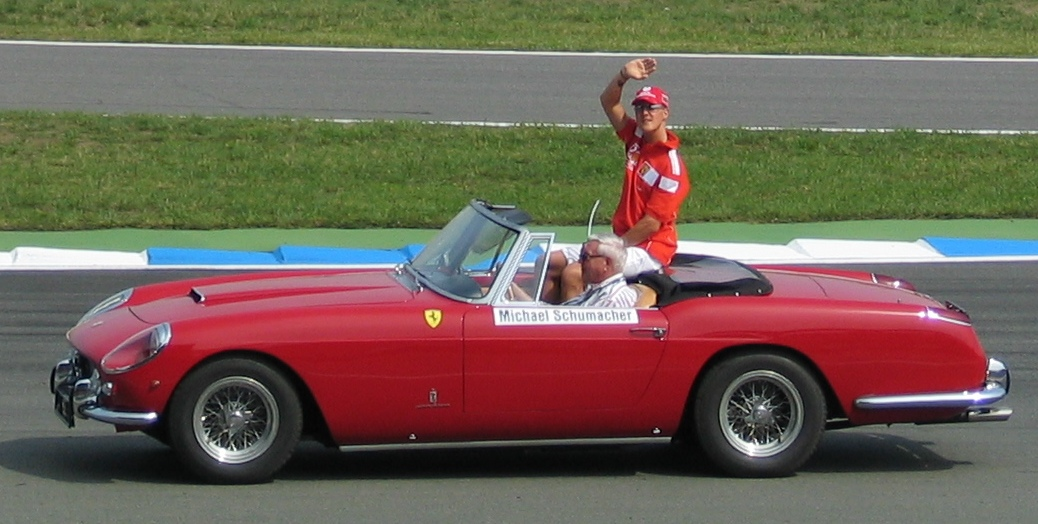
Schumacher auf dem Hockenheimring

Auf Drängen von Berater Niki Lauda suchte das Team von Ferrari, das nun unter der Leitung von Jean Todt stand, einen geeigneten Fahrer. Schumacher war der einzige noch aktive Formel-1-Weltmeister, zudem hatte Benetton seit der Verpflichtung Schumachers einen rasanten Aufstieg hinter sich gebracht, den man sich auch bei Ferrari mit Schumachers Verpflichtung versprach. Der italienische Traditionsrennstall war in den letzten Jahren technisch und organisatorisch zurückgeblieben, da unter anderem ein zwar starker, aber schwerer V12-Motor mit hohem Kraftstoffverbrauch verwendet wurde. Ferrari hatte seit Jody Scheckter 1979 keine Fahrerweltmeisterschaft gewonnen. Die in Schumacher gesetzten Hoffnungen waren besonders bei den italienischen Medien und den „Tifosi“ hoch. Gianni Agnelli, der Fiat- und Ferrari-Chef, wurde mit den Worten zitiert: „Wenn Ferrari mit Michael Schumacher nicht Weltmeister wird, dann werden wir es nie mehr.“

#### 1996

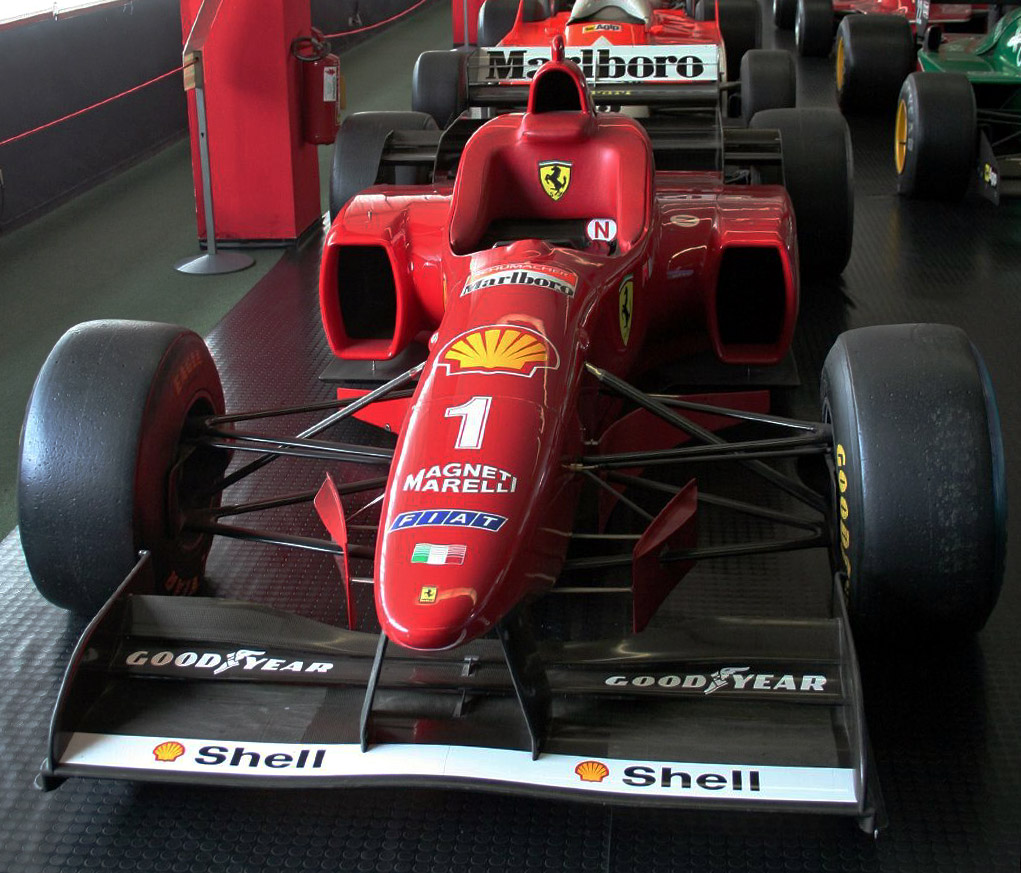
Ferrari F310 nach der Chassis-Retusche

Für die Saison 1996 entwickelte Ferrari mit dem P46 einen Zehnzylinder-Motor und verzichtete auf den Zwölfzylinder, mit dem das Team seit der Saison 1989 angetreten war. Die kompaktere Bauweise versprach eine strömungsgünstigere Gestaltung der Karosserie. Der Motor wurde dank der Erfahrung eines japanischen Honda-Ingenieurs so entwickelt, dass sich der vermeintliche Erfahrungsrückstand im Einsatz eines Zehnzylinders nicht nachteilig bemerkbar machte. Als großer Schwachpunkt erwies sich das Monocoque-Chassis des einstigen Star-Designers John Barnard, eine fehlerhafte Windkanal-Kalibrierung sowie die auf England (Chassis) und Italien (Gesamtpaket) verteilten Strukturen. Barnard gab dem Ferrari – neben einer tiefen Nase – aus Sicherheitsaspekten breite Cockpit-Seitenwülste, die sich aerodynamisch jedoch nachteilig auswirkten. Außerdem wurden die Lufthutze und die Seitenkästen nicht optimal angeströmt, sodass der Fahrer auf den langen Geraden der meisten Rennstrecken den Kopf zur Seite neigen musste, um ein besseres Anströmen der Airbox zu ermöglichen. Für eine Chassis-Retouche wurde Gustav Brunner verpflichtet. Der Monoposto wurde nach dem Großen Preis von Spanien mit einer „hohen Nase“ eingesetzt, um die Anströmung des Unterbodens zu verbessern. Erst nach der Saison äußerte Schumacher, dass ihn allein der „Anblick dieses Bremsfallschirms“, wie er die Seitenwülste nannte, abgestoßen habe.
Beim Saisonstart in Australien versagten Schumacher die Bremsen, in Argentinien brach der Heckflügel und in San Marino eine Bremsscheibe. Dennoch gelang Schumacher im Regenrennen von Barcelona ein überraschender Sieg, bei dem er, von Position drei gestartet, trotz eines gebrochenen Auspuffs und einer defekten Zylinderbank überlegen gewann. Dieser Sieg, den er auch einer konsequenten Regenabstimmung zu verdanken hatte, löste große Euphorie beim Team und den Fans aus. Allerdings kehrte recht schnell wieder Ernüchterung ein, als klar wurde, dass der Wagen auf trockener Piste nicht siegfähig war. Es gab immer wieder Rückschläge, teilweise peinliche technische Schwierigkeiten und Unzuverlässigkeiten; der Begriff „Pfennigartikel“ machte die Runde, weil oft Kleinteile kaputt gingen. So fiel Schumacher in Frankreich schon in der Einführungsrunde aus und in Großbritannien versagte die Hydraulik. Doch auch Schumacher machte Fehler, startete etwa in Monaco von der Pole-Position und rutschte gegen eine Mauer, weil die Curbs vom Regen noch feucht waren, was für ihn das Ende des Rennens in der ersten Runde bedeutete. Schumacher konnte das Rennen in Belgien auf trockener Piste für sich entscheiden. Schon zwei Wochen später folgte beim Großen Preis von Italien der nächste, aber auch letzte Sieg der Saison.
Damon Hill wurde vor dem aufstrebenden Formel-1-Neuling Jacques Villeneuve (beide Williams-Renault) Weltmeister. Schumacher beendete die Saison auf Platz drei mit drei Saisonsiegen, was für Ferrari die beste Saison seit 1990 darstellte.

#### 1997

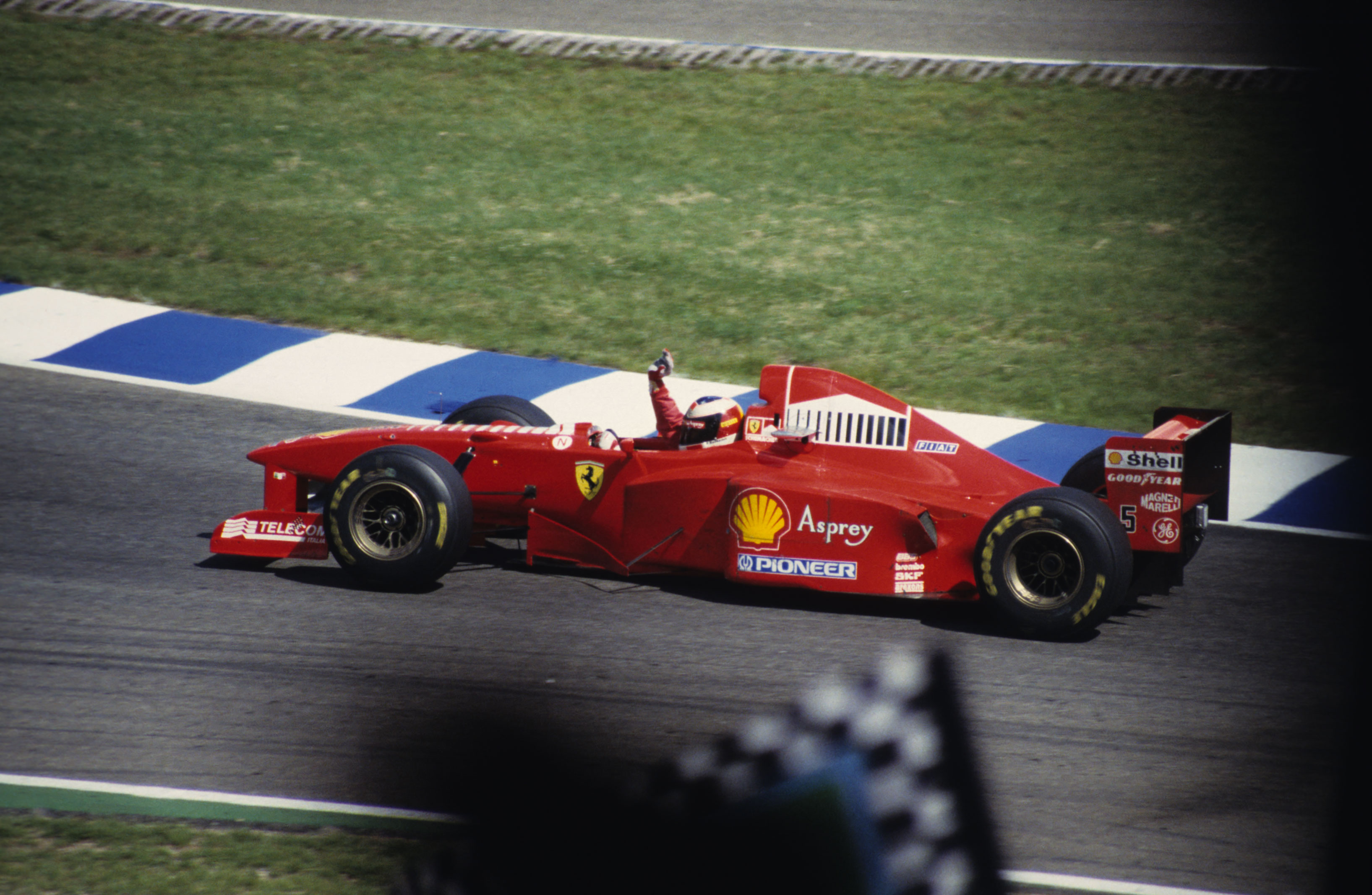
Schumacher, Ferrari F310 B, Hockenheim, 1997

1997 wechselten auf Schumachers Wunsch Renn-Ingenieur Ross Brawn und Konstrukteur Rory Byrne zu Ferrari. Der Ferrari F310B war deutlich konkurrenzfähiger als das Vorjahresmodell. Jacques Villeneuve ging als Favorit in die Saison, sein Williams FW19 war das beste Auto und sein neuer Teamkollege Heinz-Harald Frentzen war ihm unterlegen. Schumacher gewann im Saisonverlauf fünf Rennen. Den für den Kampf um den Weltmeistertitel wichtigsten Sieg fuhr er in Japan ein, als er mithilfe seines Teamkollegen Eddie Irvine, der aus seiner Zeit in Japan den Kurs bestens kannte, Villeneuve hinter sich halten konnte. Vor dem letzten Rennen, dem Großen Preis von Europa führte Schumacher die Weltmeisterschaft an. Villeneuve drohte dort sogar eine Sperre, da er in Japan trotz gelber Flaggen überholt hatte. Die FIA entschied jedoch, dass Villeneuve am Rennen teilnehmen durfte. Im Qualifying erreichten mit Villeneuve, Schumacher und Frentzen gleich drei Piloten auf die Tausendstelsekunde genau dieselbe Zeit. Sie starteten in dieser Reihenfolge, da bei Zeitgleichheit die Reihenfolge der erzielten Zeit maßgebend ist. Nachdem Schumacher über die Hälfte des Rennens geführt hatte, wurde er ohne ersichtlichen Grund wesentlich langsamer und Villeneuve konnte aufschließen. Als er zum Überholen ansetzte, kam es zur Kollision, wie bereits 1994 zwischen Schumacher und Hill. Während damals die Schuldfrage nicht klar war, so gab es dieses Mal wenig Zweifel, dass Schumacher den Zusammenstoß provoziert hatte. Im Gegensatz zu Hill 1994 konnte Villeneuve jedoch das Rennen fortsetzen und beendete es hinter den McLaren-Mercedes als Dritter, was genügte, um Weltmeister zu werden. Schumacher schied nach der Kollision aus. Er wurde durch ein Urteil der FIA wegen Unsportlichkeit aus der WM-Wertung ausgeschlossen. Heinz-Harald Frentzen wurde Vize-Weltmeister. In der Konstrukteurswertung wurden die von Schumacher erzielten Punkte jedoch nicht aberkannt, sodass Ferrari Platz zwei belegte.

#### 1998
Ab dem Jahr 1998 galten neue Regeln. Die Autos durften nur noch maximal 180 cm statt zuvor 200 cm breit sein und mussten Rillenreifen anstelle der sonst im Rennsport üblichen profillosen Slicks haben. Das Team McLaren-Mercedes sowie dessen Reifenlieferant Bridgestone kamen mit den Änderungen auf Anhieb gut zurecht. Hinzu kam, dass der im August 1997 von Williams zu McLaren gewechselte Designer Adrian Newey nun großen Einfluss auf die Konstruktion des Autos nahm. Mika Häkkinen entwickelte sich schnell zum Titelaspiranten, nachdem er die ersten beiden Rennen überlegen gewonnen hatte. Schumacher gewann das dritte Saisonrennen in Argentinien knapp. Es entwickelte sich ein packender Zweikampf über die weitere Saison. Einen unrühmlichen Höhepunkt bildete dabei das Rennen in Belgien, bei dem Häkkinen bereits ausgeschieden war und der deutlich führende Schumacher zum Überrunden des zweiten McLaren von David Coulthard ansetzte. Dabei fuhr Schumacher im Regen bei so gut wie gar keiner Sicht auf Coulthard auf und musste das Rennen beenden (siehe Der „Coulthard-Zwischenfall“ 1998).
Drei Rennen vor Ende der Saison schien es, als könne Häkkinen die WM für sich entscheiden. Doch Schumacher gewann in Italien, während Häkkinen wegen technischer Probleme nicht über den vierten Rang hinauskam, und hielt so die Meisterschaft weiter offen. Häkkinen konnte zwei Wochen später den Großen Preis von Luxemburg gewinnen. Damit musste Schumacher für das letzte Rennen auf die Hilfe seines Teamkollegen Eddie Irvine hoffen, da Häkkinen bei einem Sieg Schumachers höchstens Dritter werden durfte. Am Start starb Schumachers Wagen, auf der Pole-Position stehend, der Motor ab. Nach dem Neustart arbeitete er sich von Platz 22 auf Platz 3 vor, bevor ihn ein Reifenschaden endgültig um alle Siegchancen brachte. Häkkinen gewann das Rennen und damit seine erste Formel-1-Weltmeisterschaft.
Schumacher errang insgesamt sechs Siege und wurde Vizeweltmeister.

#### 1999
1999 war der Technologievorsprung von McLaren-Mercedes nahezu aufgebraucht. Ferrari schien streckenabhängig mindestens ebenbürtig zu sein. Schumacher konnte von den ersten sieben Rennen zwei gewinnen (San Marino und Monaco), während Häkkinen drei Siege (Brasilien, Spanien und Kanada) verbuchen konnte. Schumacher lag vor dem Großen Preis von Großbritannien acht Punkte hinter Häkkinen. Kurz nach dem Start versagten seine Bremsen und er schlug laut Telemetriedaten mit 107 km/h in einem Reifenstapel ein. Die Folge war ein Bruch des rechten Unterschenkels. Schumacher musste für sechs Rennen aussetzen, die WM war für ihn damit verloren.
Die Stimmen, die Schumacher aufforderten, so schnell wie möglich zurückzukommen, wurden gegen Ende der Saison immer lauter. Zwei Rennen vor Saisonende gab Schumacher sein Comeback. Auf dem neuen Kurs in Malaysia war er überlegen. Er überließ im Rennen Irvine den Sieg und belegte selbst Rang zwei. Die beiden Ferrari-Piloten wurden nach dem Rennen zunächst wegen nicht regelkonformer Windleitbleche disqualifiziert. Am grünen Tisch wurde die Disqualifikation aber zurückgenommen. Beim Saisonfinale in Japan siegte Mika Häkkinen aus eigener Kraft und wurde Weltmeister. Ferrari konnte sich nach 16 Jahren erstmals wieder die Konstrukteursmeisterschaft sichern.

#### 2000: 3. WM-Titel

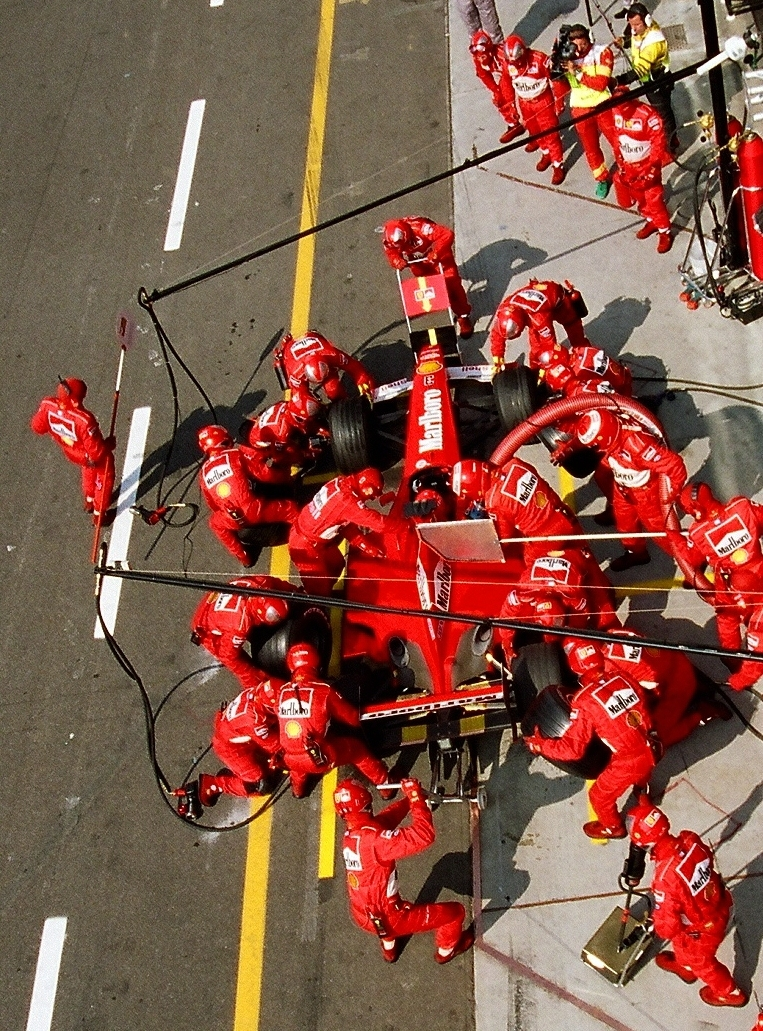
Boxenstopp beim Großen Preis von Italien 2000. Schumacher fuhr seinen 41. Rennsieg ein und brach damit einen Rekord von Ayrton Senna. Seine emotionale Reaktion bei der folgenden Pressekonferenz brachte dem als kühl geltenden Deutschen weltweite Sympathie.

In der Saison 1999 wechselte auch Ferrari zu Bridgestone. Der japanische Reifenhersteller entwickelte ab der Saison 2000 die Pneus nach zwei WM-Titeln von McLaren nun auch mit Ferrari, was die Kräfteverhältnisse entscheidend beeinflusste. Wie schon 1999 schienen Ferrari und McLaren gleich stark zu sein. Dieses Mal hatte Schumacher den besseren Start. Er gewann die ersten drei Rennen, obwohl Häkkinen jeweils die Pole-Position erobern konnte. Mitte der Saison schlug McLaren zurück und konnte mit David Coulthard Rennen aus eigener Kraft gewinnen. Die Saison steuerte dann auf ihre Höhepunkte zu: Zuerst kam es zum Duell Häkkinen gegen Schumacher in Belgien. Häkkinen verfolgte Schumacher rundenlang, ohne entscheidend angreifen zu können. Erst bei der Überrundung von Ricardo Zonta konnte er seinen Geschwindigkeitsüberschuss bei mehr als 300 km/h ausspielen, weil dieser ihm die Innenspur überließ. Er überholte Schumacher und baute mit seinem Sieg den knappen Vorsprung in der WM auf sechs Punkte vor Schumacher aus. Dieser antwortete beim Großen Preis von Italien in einem erneut sehr engen Rennen mit dem 41. Sieg seiner Karriere. Bei der folgenden Pressekonferenz weinte er, nachdem er darauf angesprochen worden war, dass er damit Sennas persönlichen Rekord eingestellt habe. Diese Regung wurde besonders von der italienischen Presse und den Tifosi als eine allzu menschliche Reaktion des sonst so cool und unemotional wirkenden Schumacher bewertet und brachte ihm eine bis dahin nicht gekannte Sympathie ein.
Die restlichen drei Rennen (USA, Japan und Malaysia) gewann Schumacher. Er sicherte sich bereits im vorletzten Rennen der Saison den ersten Fahrertitel für Ferrari seit Jody Scheckter 1979. Der Konstrukteurs-WM-Titel wurde mit dem Sieg Schumachers beim Saisonfinale verteidigt. Sein Teamkollege Rubens Barrichello gewann in Deutschland sein erstes Rennen – dies war zugleich der erste Sieg eines Brasilianers seit Sennas Tod.
In Italien und Deutschland herrschte nach diesem Titelgewinn eine Art Volksfeststimmung. Der sonst eher kühl wirkende Schumacher reagierte ausgesprochen emotional, was den Druck, der auf ihm über vier Jahre lastete, erahnen ließ.

#### 2001: 4. WM-Titel
Die Saison 2001 begann für Schumacher im Training zum Großen Preis von Australien mit einem schweren Unfall, als in der Marina-Kurve das Hecks seines Wagens bei 280 km/h ausbrach und er sich daraufhin im Kiesbett zweimal überschlug, um wieder auf eigenen Rädern zum Stehen zu kommen. Schumacher blieb unverletzt, konnte sich jedoch über seinen späteren Sieg nicht freuen, da ein Streckenposten – von einem bei einer Kollision zwischen den Fahrzeugen seines Bruders Ralf und Villeneuves gelösten Rad – erschlagen wurde. Das Regenrennen in Malaysia gewann Schumacher überlegen, auch wenn er sich nach einer ungewohnten Strategiepanne seines Teams beim Boxenstopp, 72 Sekunden hinter dem Wagen seines Teamkollegen Barrichello, anstellen musste. Obwohl sich mit Blick auf die Weltmeisterschaft ab Mitte der Saison eine Überlegenheit des Ferrari-Teams abzeichnete, waren die einzelnen Grand Prix dennoch spannend. Schumacher war fünf Rennen vor Saisonende uneinholbar und gewann seinen vierten WM-Titel vor David Coulthard im McLaren-Mercedes und seinem Teamkollegen Rubens Barrichello. Beim Großen Preis von Belgien stellte er mit seinem 52. Sieg einen neuen Rekord auf. Ferrari ging beim letzten Rennen mit einem komplett überarbeiteten Fahrzeug an den Start, um Aerodynamikteile für die nächste Saison zu erproben.

#### 2002: 5. WM-Titel

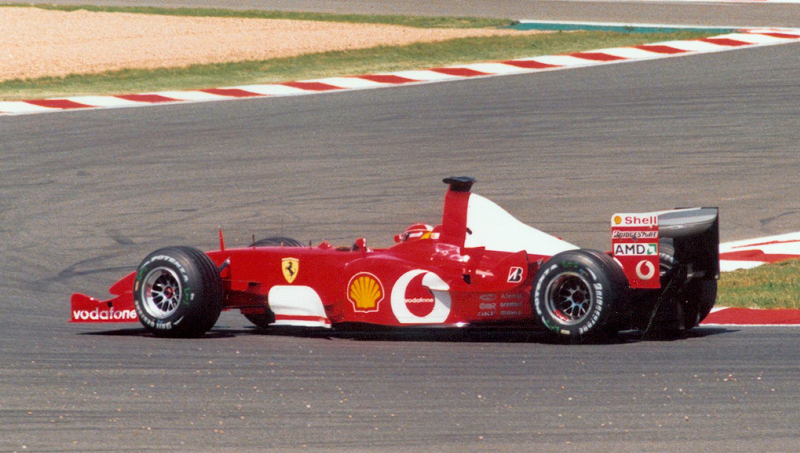
Michael Schumacher, 2002

Die Formel-1-Saison 2002 dominierte Ferrari deutlich mit mehreren Doppelsiegen. Nachdem der in Führung liegende Barrichello per Teamorder Schumacher beim Grand Prix von Österreich hatte vorbeilassen müssen, wurde die Siegerehrung unter Pfiffen des Publikums abgehalten. Auf dem Podest drängte Schumacher beschämt Barrichello auf die oberste Stufe des Siegerpodestes und verbeugte sich vor ihm. Teamchef Todt rechtfertigte seine Anweisung: „In der Vergangenheit haben wir dreimal in Folge im letzten Rennen die Fahrer-WM verloren, und wir wissen, dass wir starke Gegner haben. Deshalb müssen wir aus jeder Situation das Meiste rausholen.“
Vor der Pressekonferenz fing Todt seine Piloten ein und legte sie darauf fest, dass es eine Teamentscheidung gewesen sei und sie nicht für sich selbst fahren könnten. Schumacher selbst hatte kein Verständnis für diese Teamentscheidung.
Die Presse prangerte den Vorfall als Skandal an. Ferrari wurde zu einer Geldstrafe von einer Million US-Dollar verurteilt – allerdings nicht für die Teamorder, da es dafür keine rechtliche Handhabe gab, sondern für die Geste Schumachers auf dem Podium, als er Barrichello auf den ersten Rang schob, als „ungebührliches Verhalten bei einer Siegerehrung“.
Auch gab es mehr unfreiwillig einen weiteren, merkwürdigen Beigeschmack dieser Saison. Im missglückten Versuch, ein Fotofinish und damit den knappsten Zieleinlauf aller Zeiten zu konstruieren, ging beim Großen Preis der USA in Indianapolis der führende Schumacher auf der Zielgerade vom Gas – und ließ den bis dahin zweitplatzierten Barrichello im Windschatten passieren. Schumacher äußerte im Interview, dass er mit diesem zweiten Platz gut leben könne: Jetzt seien sie quitt für das Geschehen in Österreich.

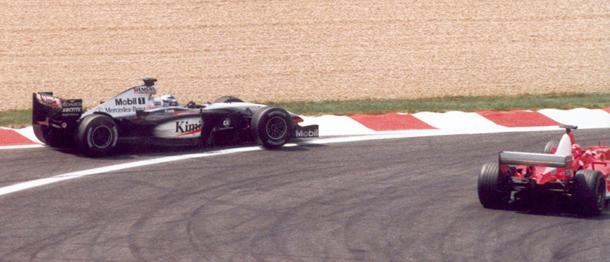
Schumacher überholt den in diesem Rennen bis dahin in Führung liegenden Räikkönen beim Großen Preis von Frankreich und sichert sich damit vorzeitig den WM-Titel.

Schumacher errang seinen fünften Titel bereits sechs Rennen vor Saisonende beim Großen Preis von Frankreich in Magny-Cours. In 17 Rennen fuhr er jedes Mal aufs Podium, erzielte elf Siege, fünf zweite Plätze und wurde einmal Dritter. Auf den Drittplatzierten Juan Pablo Montoya hatte er bereits einen Vorsprung von 94 Punkten. Kein anderer Fahrer wurde schon so früh in der Saison Weltmeister. Damit war der Rekord von Juan Manuel Fangio eingestellt, der seine fünf WM-Titel jedoch innerhalb von nur sieben Jahren und mit vier verschiedenen Fabrikaten erzielte, wobei er fast die Hälfte seiner Rennen gewann.

#### 2003: 6. WM-Titel
Mit Regeländerung bei Punktevergabe und Qualifikation wurde versucht, die Formel 1 spannender zu gestalten. Dabei wurde unter anderem auch der zweite Platz, mit einem geringeren Punkteabstand von nun nur zwei Zählern zum Erstplatzierten, deutlich aufgewertet.
Die Saison 2003 begann für Schumacher mit Fahrfehlern, einer Startpanne und einem Totalausfall beim regenreichen Rennen in Sao Paulo, so dass er nach drei Rennen in der Meisterschaft bereits 18 Punkte Rückstand auf Kimi Räikkönen hatte. Darüber hinaus erwies sich die Entscheidung Ferraris, das neue Modell F-2003 GA erst zum vierten Rennen in Imola einzusetzen, im Rückblick als Hypothek. Bei diesem Rennen wurden Schumacher und sein Bruder durch den Tod ihrer Mutter Elisabeth auf eine harte Probe gestellt. Schumacher gewann den Grand Prix und vergoss mit Trauerflor am Arm und gesenktem Kopf Tränen auf dem Siegerpodest. Beim Großen Preis von Österreich ließ sich Schumacher selbst durch ein Feuer beim Boxenstopp – verursacht durch eine defekte Tankdichtung – nicht aus der Ruhe bringen und gewann auch dort. Mit einem weiteren Sieg in Kanada führte er nun mit 54 zu 51 Punkten gegen Räikkönen.
Beim folgenden Rennen, dem Großen Preis von Europa geriet Schumacher nach einer Berührung mit Montoya ins Kiesbett. Streckenposten schoben ihn wieder auf die Strecke und ermöglichten ihm so indirekt den fünften Platz und vier WM-Punkte, die sich später als wichtig erwiesen. Beim Rennen in Ungarn waren die Ferrari nicht gewohnt konkurrenzfähig, Schumacher wurde auf dem achten Platz liegend von Fernando Alonso überrundet. Die beiden folgenden Rennen in den USA und in Italien konnte Schumacher zwar gewinnen, aber der Saisonabschluss wurde unfreiwillig zur „Zitterpartie“.
Im letzten Saisonrennen sollte ein einziger WM-Punkt zur sechsten Weltmeisterschaft reichen. Schumacher erzielte im Qualifikationstraining nur den 14. Startplatz, während Konkurrent Räikkönen vom achten Platz aus startete. Schumacher selbst musste auf einen Sieg Barrichellos hoffen, doch er tat sich ungewöhnlich schwer, da er an einer nicht auskurierten Erkältung litt. Nach einem Fahrfehler kollidierte er mit Takuma Satō, fiel erneut zurück, kämpfte sich wieder heran und rettete sich mit einem Bremsplatten als Achter ins Ziel. Mit dem Gewinn des Titels wurde Schumacher zum erfolgreichsten Formel-1-Fahrer der Geschichte. Schumacher selbst bekundete danach: „Die meisten meiner Titel habe ich mit Siegen geholt, heute sitze ich hier und habe die WM mit einem 8. Platz gewonnen, dem einen Punkt, der noch nötig war. Deshalb habe ich etwas gemischte Gefühle. […] Wenn man sieht, was in Hockenheim und Budapest passiert ist, da hatten uns viele Leute schon abgeschrieben.“

#### 2004: 7. WM-Titel

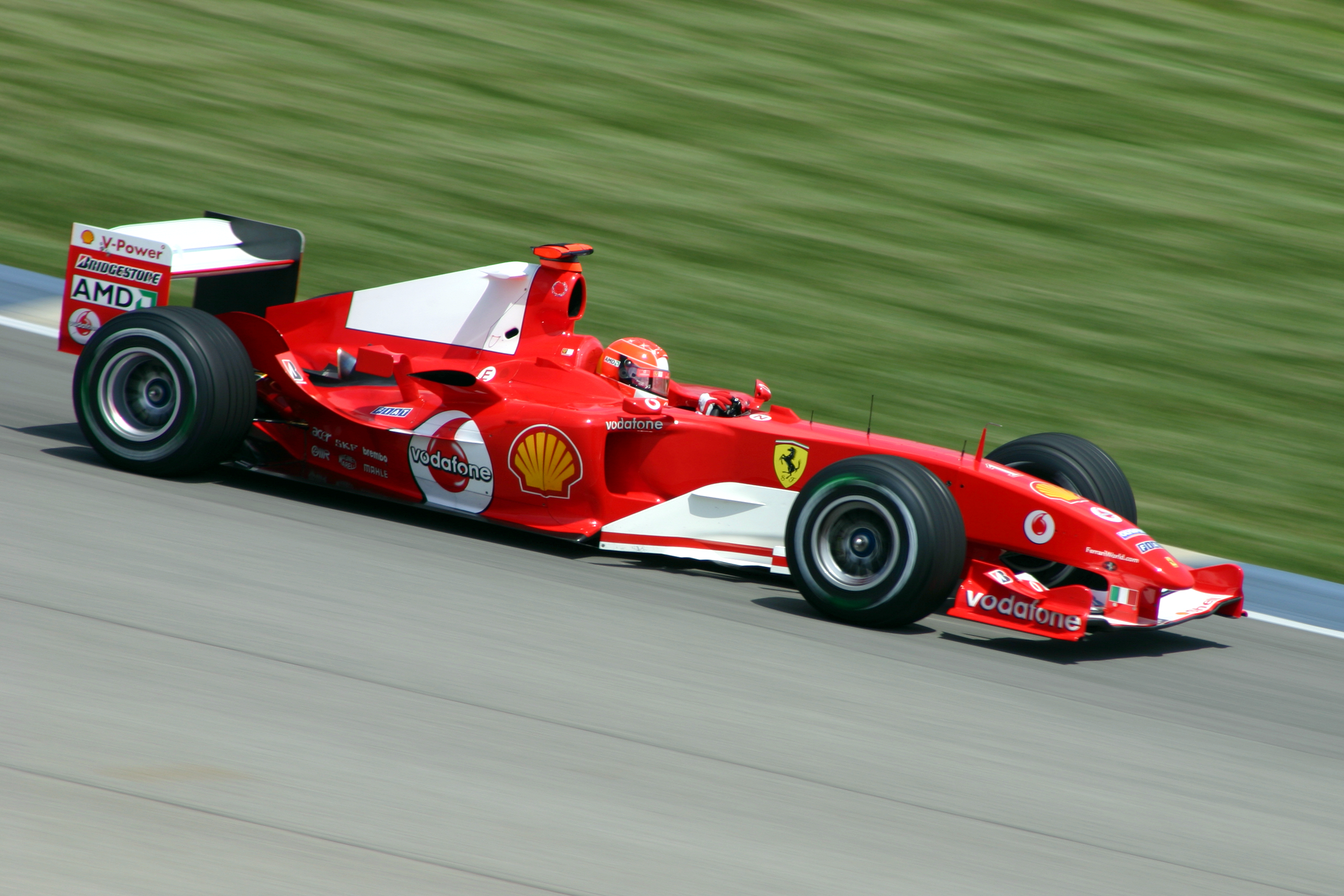
Schumacher 2004 in Indianapolis

Die Saison 2004 begann für Schumacher am 7. März in Australien mit einem ungefährdeten Start-Ziel-Sieg vor Teamkollege Barrichello. Für den Großen Preis von Frankreich setzte Schumacher erstmals in der Formel-1-Geschichte auf eine geplante Vier-Stopp-Strategie und gewann. Beim 14. Rennen der Saison in Belgien wurde er durch einen zweiten Platz hinter Kimi Räikkönen in Ferraris 700. Grand Prix vorzeitig zum siebten Mal Weltmeister. Schumacher gewann 13 von 18 Rennen und stellte damit einen neuen Rekord auf. Von den ersten 13 Rennen gewann er zwölf, bei einem Ausfall in Monaco. Vom Großen Preis von Europa bis zum Großen Preis von Ungarn gewann er sieben Rennen in Folge. Mit zehn schnellsten Rennrunden in einer Saison stellte Schumacher eine weitere Bestmarke auf. Ferrari gewann erneut die Konstrukteursmeisterschaft, die sechste in Folge.

#### 2005

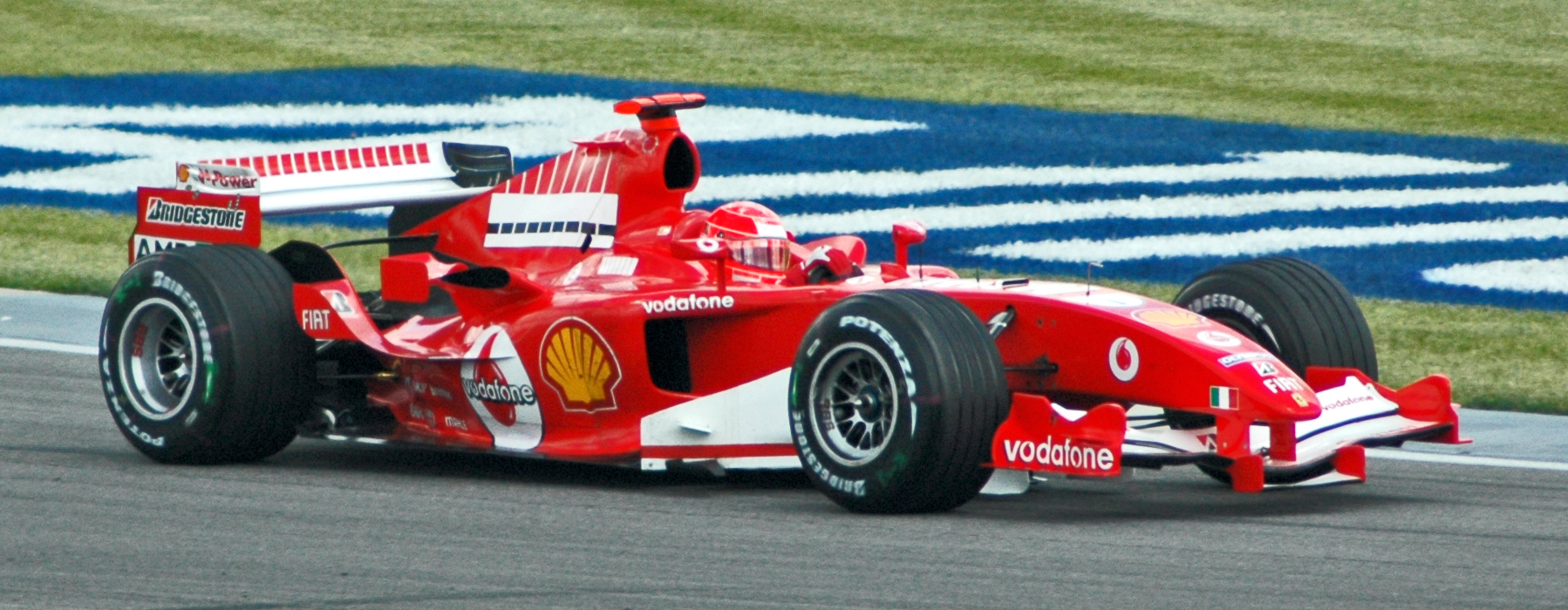
Grand Prix der USA 2005

Die Saison 2005 sollte sich für Schumacher als eine der schwersten Herausforderungen seit dem Wechsel zu Ferrari 1996 erweisen. Hatte Ferrari bis dahin sowohl in Goodyear-Zeiten als auch in der Phase, als das Team zu dem japanischen Hersteller Bridgestone wechselte, nach Auffassung einiger Experten und insbesondere seiner Gegner es stets verstanden, seine Wünsche nach besonderen Reifen-Mischungen und -Formaten durchzusetzen, so stellte sich der langjährige Vorteil nun als Nachteil heraus. Nach dem Wechsel des Sauber-Teams ins Lager der Michelin-Rennställe waren die „Roten“ aus Maranello das einzige Spitzenteam, das die Hauptlast der Reifentests zu tragen hatte. Die beiden kleinen Privatteams Jordan und Minardi konnten dabei keine Rolle spielen, da für sie zusätzliche Reifentests finanziell nicht tragbar waren.

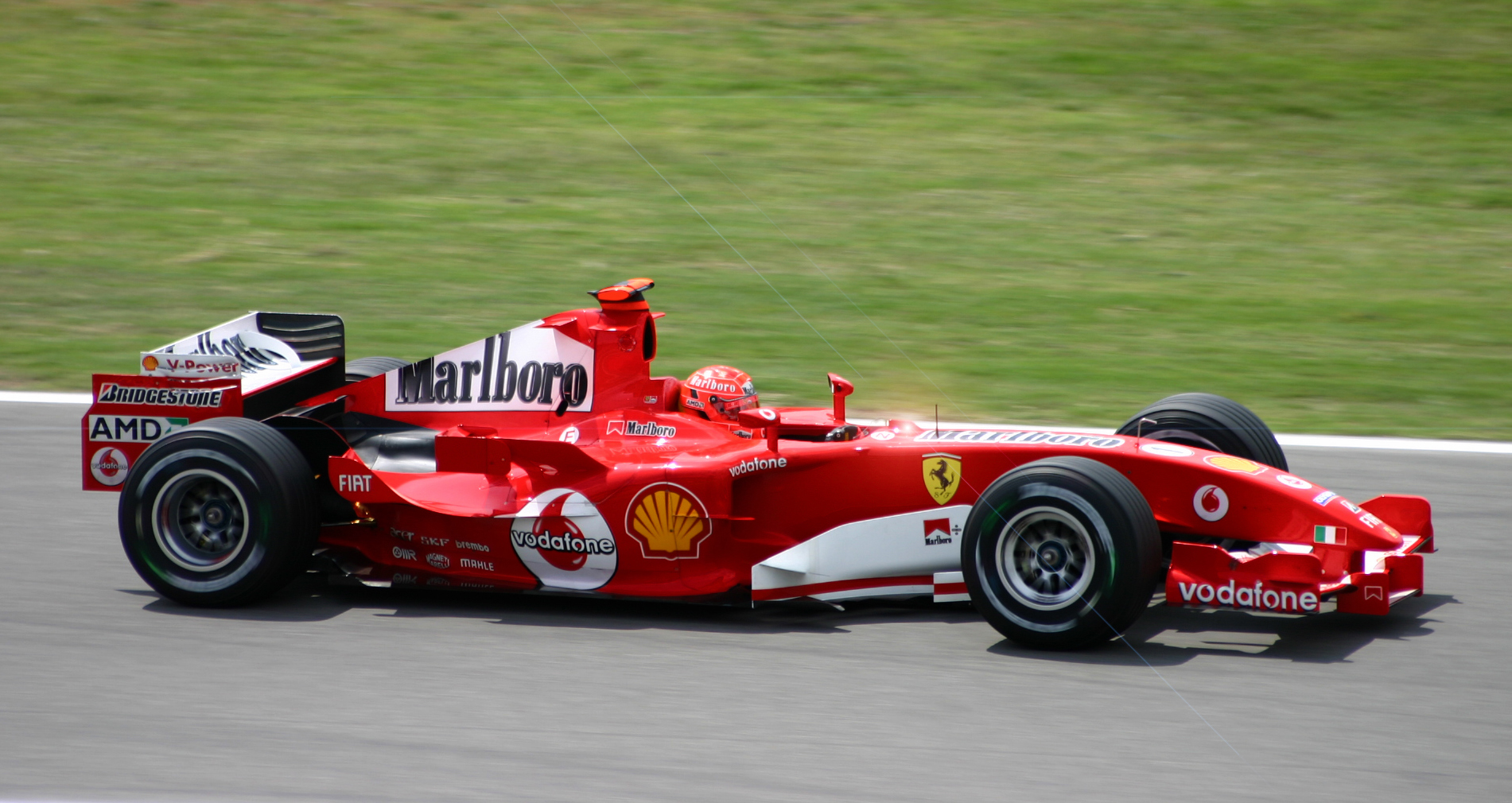
Grand Prix Deutschland in Hockenheim 2005

Nach dem neuen Reglement musste ein Rennreifen sowohl das Qualifying als auch das gesamte Rennen halten. Ein Reifenwechsel war nur in Ausnahmefällen erlaubt, wodurch die zuvor bewährten Taktikszenarien, in denen Teams die Konkurrenz in den Vorjahren oft mit ungewöhnlich kurzen oder langen Turns düpiert hatte, entfielen. Außerdem zeichnete sich im Konstrukteursbüro die seit drei Jahren vorgezeichnete Generationsablösung ab. Waren die Ferrari-Fahrzeuge zuvor in erster Linie von Rory Byrne entwickelt worden, so zeichnete für den F2005 Aldo Costa verantwortlich, der früher bei Minardi gearbeitet hatte. Bis zur Saisonmitte konnte der Ferrari F2005 die an ihn gestellten hohen Erwartungen nicht mehr erfüllen. Wie man bei Bridgestone nach den ersten beiden Rennen zugab, hatte man bei der Entwicklung zu konservativ gedacht. Für eine schnelle Runde kamen die Reifen nicht auf die nötige Temperatur, um ausreichend Grip zu produzieren. Damit waren vordere Startplatzierungen meist unmöglich, auch wenn sich die Ferrari-Piloten im Rennverlauf oft steigern konnten.
Nach einem Zwischenhoch in San Marino, wo er nach einer Aufholjagd vom 13. Startplatz erst durch den Führenden, Fernando Alonso, gestoppt wurde, setzte bald schon wieder die Ernüchterung ein. Ein weiterer zweiter Platz beim Grand Prix in Kanada, bei dem Schumacher mit einem zweiten Rang im Training bereits diese Schwäche abgelegt zu haben schien, wurde erst durch einige Ausfälle der Konkurrenz ermöglicht. Erst im neunten WM-Lauf in Indianapolis erzielte er in einem einsamen Rennen gegen nur fünf Gegner seinen ersten Saison-Sieg. Der Rest des Feldes nahm wegen einer Absage der von Michelin bereiften Teams nicht am Rennen teil, da Michelin Reifenschäden befürchtete und ihnen die Teilnahme aus Sicherheitsgründen wie auch aus Angst vor den in USA üblichen Regressforderungen untersagt hatte. In Frankreich wurde er Dritter, bekannte aber nach dem Rennen, sich mehr ausgerechnet zu haben.
Ein sechster Platz in Großbritannien führte bei Teamchef Jean Todt zu der der Presse gegenüber verkündeten Erkenntnis, dass an eine erfolgreiche Titelverteidigung nicht mehr zu denken sei. Zu groß sei der Entwicklungsvorsprung der anderen Teams, und es seien nicht nur die Reifen, welche die mangelnde Performance der Scuderia Ferrari im Moment zu verantworten hätten. Beim Großen Preis von Deutschland auf dem Hockenheimring reichte es im Qualifikationstraining auch nur zum fünften Startplatz. Nach einem guten Start lag Schumacher längere Zeit auf dem dritten Platz und dank des Ausfalls von Kimi Räikkönen zwischenzeitlich sogar auf dem zweiten Rang. Er musste aber Position um Position aufgeben, weil der Grip seiner Reifen im Verlauf des Rennens erkennbar abbaute, sodass er von Juan Pablo Montoya, Jenson Button und Giancarlo Fisichella bis auf den fünften Platz „durchgereicht“ wurde.
Das Rennen in Ungarn begann für Schumacher zunächst positiv, als er im Qualifying etwas überraschend die Pole-Position erzielte. Im ersten Renndrittel konnte Schumacher die Pace mitbestimmen, um dann im restlichen Rennverlauf doch erneut ein Nachlassen der Reifen bemerken zu müssen. Er beendete das Rennen auf dem zweiten Rang hinter Kimi Räikkönen. Mit weiteren mäßigen Ergebnissen stand bald fest, dass die Titelverteidigung nun auch rein rechnerisch nicht mehr möglich war.
Weltmeister wurde Fernando Alonso, der sich seinen ersten WM-Titel sicherte und gleichzeitig zum jüngsten Formel-1-Weltmeister der Geschichte wurde. Die „Ära Schumacher“ (2000 bis 2004) fand damit nach fünf Weltmeistertiteln in Folge ein vorläufiges Ende.

#### 2006

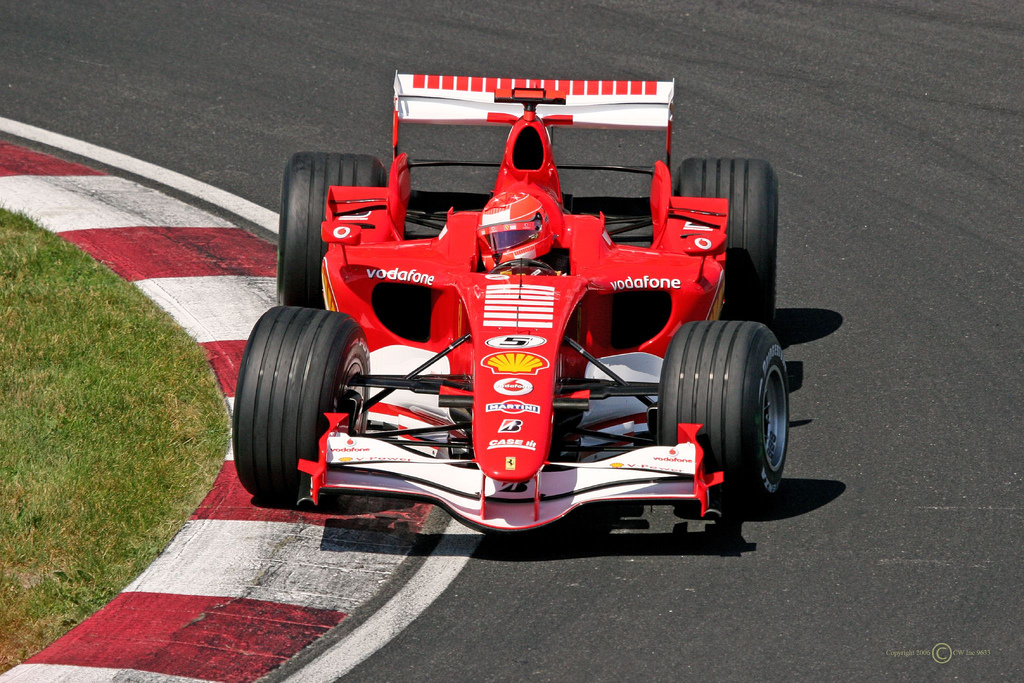
Schumacher beim GP von Kanada, 2006

Die erneuten Regeländerungen (unter anderem eine Beschränkung auf V8-Motoren, die Wiedereinführung der Reifenwechsel und ein geänderter Qualifikationsmodus) schienen 2006 die Nachteile, die Ferrari in der vorangegangenen Saison hatte, zu verringern oder sogar aufzuheben. Damit war die Konkurrenzfähigkeit gegenüber Renault wiederhergestellt, deren stabile und schnelle Performance über alle Rennen ein großer Vorteil war.
Zum ersten WM-Lauf der neuen Saison erreichte Schumacher in Bahrain einen weiteren neuen Rekord, als er mit seiner 65. Pole-Position zu Ayrton Senna aufschloss. Allerdings ist diese Statistik umstritten, da ohne objektive Vergleichbarkeit, weil die Regelmodi zum Erreichen der Pole-Position seit dem Tode Sennas – jedoch nicht aus diesem Grund – einige Male geändert wurden (beispielsweise Einzelfahrt-Qualifikation anstatt Qualifikation Jeder gegen Jeden zur selben Zeit auf der Strecke, Rennstart ohne Nachtanken, Rennstart auf den Qualifikationsreifen usw.). Damit erhielten auch renntaktisch bedingte Erwägungen im Qualifying Bedeutung. Im Rennen selbst sicherte sich Schumacher dann hinter dem amtierenden Weltmeister Fernando Alonso den zweiten Platz.
Beim zweiten Rennen in Malaysia wurde Schumacher Sechster. Etwas überraschend gewann Fisichella im Renault. Das dritte Rennen in Australien konnte er – nach einem durch einen Fahrfehler selbst verursachten Unfall, als es ihm in der letzten Kurve nicht gelang Button zu passieren – nicht beenden. Es gewann erneut Alonso.
Beim vierten Saisonlauf, dem Großen Preis von San Marino, sicherte sich Schumacher am 22. April seine 66. Pole-Position und gewann am folgenden Tag auch das Rennen. Es war nach dem umstrittenen Grand Prix in Indianapolis 2005 der erste Sieg für Ferrari. Fernando Alonso sicherte sich in San Marino Rang zwei vor Juan Pablo Montoya.
Am 7. Mai startete Schumacher auf dem Nürburgring vom zweiten Platz aus hinter Alonso in den Großen Preis von Europa. Schumacher war in der Lage, Alonso bei dessen zweitem Boxenstopp zu überholen und den ersten Rang bis zum Ende des Rennens zu halten. Den dritten Platz erkämpfte sich Schumachers neuer Teamkollege Felipe Massa. Der Reifenhersteller Michelin gab nach dem Rennen bekannt, dass er die Asphaltverhältnisse falsch eingeschätzt hatte und die Michelin-Teams nicht mit optimalen Reifen versorgen konnte. Dadurch hätten McLaren und Renault bis zu einer halben Sekunde pro Runde verloren.
Am 14. Mai 2006, beim Heim-GP von Alonso in Barcelona, siegte dieser überlegen vor Schumacher.
Beim Großen Preis von Monaco wurde Schumacher nach der Rascasse-Affäre von der Pole ans Ende des Starterfeldes strafversetzt und wurde Fünfter.
Beim folgenden Rennen in Silverstone musste Schumacher – trotz guter Zeiten bei zwischenzeitlichen Testfahrten in Barcelona – anerkennen, dass der Renault auf die Renndistanz gesehen immer noch das schnellere Fahrzeug war. Ein zweiter Rang vor dem im Qualifikationstraining noch vor ihm liegenden Räikkönen, den er nur durch eine bessere Renntaktik beim zweiten Boxenstopp überholen konnte, bedeutete eine Schadensbegrenzung hinter dem Sieger Alonso, der damit seinen dritten Triumph hintereinander feiern durfte.
Da Alonso beim GP der USA mit Schwierigkeiten zu kämpfen hatte, gelang Schumacher der Hattrick aus Pole-Position, Rennsieg und schnellster Runde. Der zweite Platz von Massa war positiv für die Konstrukteurs-WM, bedeutete aber noch keine Wende in den Kräfteverhältnissen. Allerdings verringerte sich der Abstand in der Fahrertabelle auf 19 Punkte.
Beim Großen Preis von Frankreich am 16. Juli konnte Schumacher den Abstand in der Weltmeisterschaft durch einen Sieg vor Alonso um zwei Punkte auf diesen verkürzen. Mit seinem achten Sieg beim selben Grand Prix stellte er einen neuen Rekord auf.
Mit seinem vierten Sieg auf dem Hockenheimring verkürzte Schumacher den Abstand zu Alonso auf nun insgesamt elf Punkte, da der Spanier hier abgeschlagener Fünfter wurde. Nach diesem Rennen war es Schumacher rechnerisch wieder möglich, die Fahrer-WM aus eigener Kraft zu gewinnen.
Alonso-Verfolger Schumacher musste beim chaotischen Regenrennen am 6. August 2006 auf dem Hungaroring in Budapest drei Runden vor Schluss mit einer gebrochenen Spurstange aufgeben. „Das ist bei dem Zusammenstoß mit Nick Heidfeld passiert“, schilderte Schumacher die Schlüsselszene auf dem Hungaroring. „Aber man kann ihm keinen Vorwurf machen.“ Für den am Ende auf Platz acht gewerteten Ferrari-Fahrer gab es noch einen WM-Punkt, nachdem der zuvor siebtplatzierte BMW-Sauber-Pilot Robert Kubica wegen Untergewicht seines Wagens aus der Wertung genommen worden war.
Beim Rennen am 27. August in Istanbul musste sich Schumacher mit Platz drei hinter Teamkollege Felipe Massa und Weltmeister Fernando Alonso begnügen. Der Grund dafür war, dass während der Safety-Car-Phase Schumacher gleichzeitig mit dem in Führung liegenden Massa in die Box kam und Schumacher hinter ihm stehend darauf warten musste, dass dieser den Serviceplatz für ihn frei machte. Ein Ausrutscher im zweiten Stint kosteten ihm dann auch noch rund 4,5 Sekunden Zeit.
Schumacher gewann am 10. September den Großen Preis von Italien in Monza. Der Vorsprung des amtierenden Weltmeisters Alonso lag zu diesem Zeitpunkt nur noch bei zwei Punkten. In der Konstrukteurs-Weltmeisterschaft konnte das Team von Ferrari Renault überholen und lag mit 168 Punkten drei Zähler vor den Franzosen.
Mit dem Sieg beim Großen Preis von China am 1. Oktober 2006 in Shanghai, dem letzten und 91. Sieg seiner Karriere, zog Schumacher mit dem amtierenden Weltmeister punktemäßig gleich und hatte zwei Rennen vor Ende der Saison wieder gute Aussichten, seine Karriere mit einem Weltmeisterschafts-Titel zu beenden. Er führte nun – da er ein Rennen mehr gewonnen hatte –in der Gesamtwertung mit 7:6.
Im darauf folgenden Großen Preis von Japan fiel Schumacher in der 37. Runde in Führung liegend mit einem Motorschaden aus. Alonso gewann das Rennen und hatte im vorletzten Lauf einen 10-Punkte-Vorsprung auf Schumacher. Der Titelgewinn war für Schumacher nur noch mit einem Sieg im letzten Rennen in Brasilien möglich, sofern Alonso keine Punkte holen würde. Er selbst räumte sich dabei allenfalls theoretische Siegchancen ein: „Ich baue meine Hoffnungen nicht darauf auf, dass ein anderer ausfällt. […] Ich bin hier, um ein gutes Rennen zu fahren und ich will das Rennen gewinnen. Wir können nur unser Maximum geben, das Rennen als Erster und Zweiter beenden und dann müssen wir sehen, was die anderen machen, ob es für uns reicht, die Konstrukteurswertung zu gewinnen oder nicht.“
Ungenügender Benzindruck führte dazu, dass er sich beim Grand Prix von Brasilien nur für den zehnten Startplatz qualifizierte. Während der Aufholjagd auf die Spitze überholte er in den ersten Runden des Rennens einige Fahrer, fiel aber nach einer Reifenpanne, die er bei einem Überholmanöver gegen Giancarlo Fisichella an dessen Frontflügel erlittenen hatte, zwischenzeitlich auf den letzten Rang zurück. Dennoch kämpfte er sich kontinuierlich, mit der letzten schnellen Rennrunde seiner bis zu dem Zeitpunkt laufenden Karriere, bis auf den vierten Rang vor. Nach rundenlangem Zweikampf überholte er auch Kimi Räikkönen. Alonso beendete hinter Schumachers Teamkollege Massa das Rennen als Zweitplatzierter und gewann dadurch die Weltmeisterschaft sowie dessen Team Renault die Konstrukteurswertung. Schumacher war mit dem Ausgang des Rennens zufrieden: „Diese Rad-an-Rad-Zweikämpfe sind das Hoch der Formel 1, speziell wenn der Weg nach vorne geht, wenn man so ein gutes Auto hat, die Gegner im Griff hat und entsprechend angreifen kann. Meistens wünscht man sich, dass das Rennen irgendwann vorbei ist, aber heute hätte ich mir gewünscht, dass es noch ein bisschen länger geht.“
Auf die Frage, ob es zu diesem Zeitpunkt schon konkrete Zukunftspläne gäbe, verneinte er entschieden. Trotz der WM-Niederlage feierten Fans dieses letzte Rennen Schumachers als einen würdigen Abschied aus der Formel 1.

#### Rücktritt als aktiver Fahrer

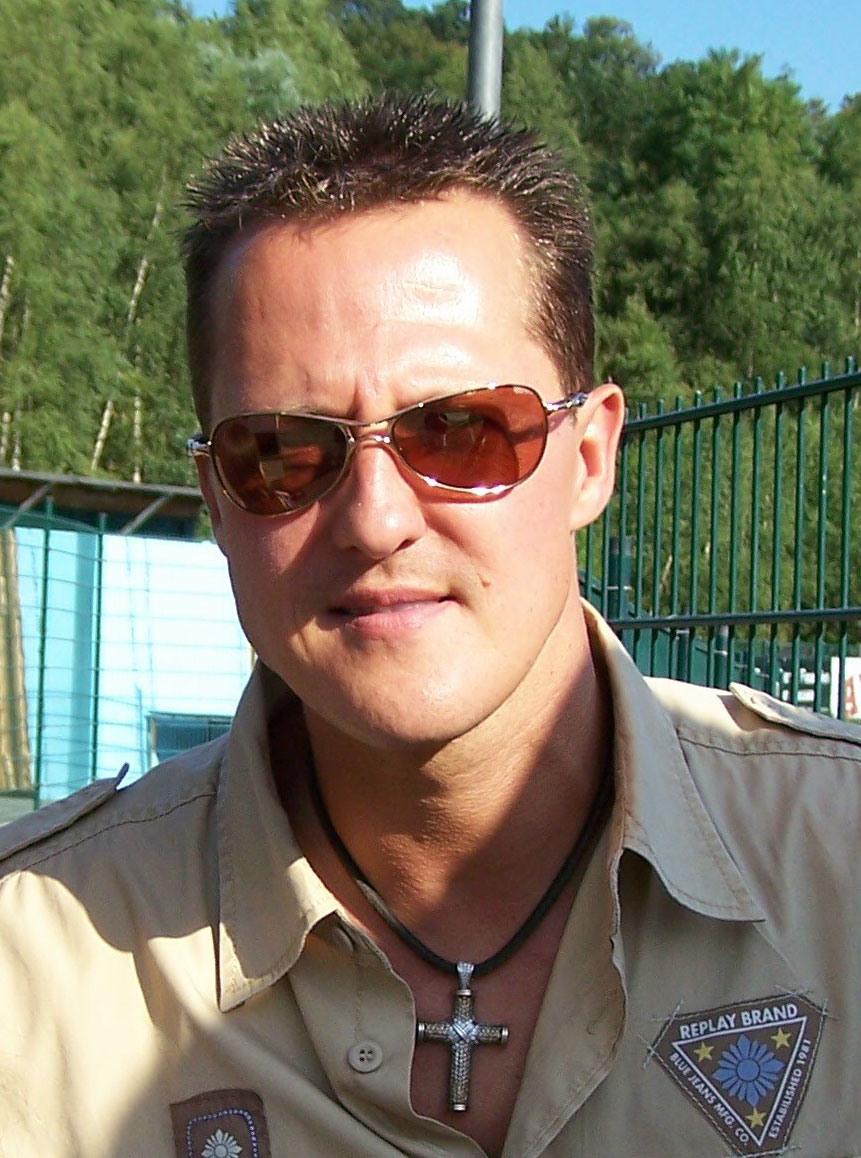
Michael Schumacher (2007)

Über einen Rücktritt Schumachers spekulierten die Medien erstmals, nachdem er die Fahrerweltmeisterschaft 2004 gewonnen hatte. Er selbst dementierte jedoch stets. 2006 zögerte der Rekordweltmeister noch mit einem solchen Dementi und es wurde erneut und umso heftiger spekuliert. Ferrari betonte die Freiheit seines Fahrers und dass er über seine Karriere selbst entscheiden könne. Schumacher wollte sich jedoch, um sich auf die anstehenden Rennen der Saison 2006 konzentrieren zu können, nicht mit dem Thema befassen. Auf Druck von Ferrari-Präsident Luca Cordero di Montezemolo war Schumacher gezwungen worden, bis zum Großen Preis von Italien in Monza seine Entscheidung bekannt zu geben. In den folgenden Monaten entstand ein heftiger internationaler Medienrummel, der beim Großen Preis von Italien in Monza wichtiger als das Rennen selbst zu sein schien.
Schumacher gab am 10. September 2006, nach seinem 90. Grand-Prix-Sieg, bei der Post-Race-Pressekonferenz in Monza verabredungsgemäß bekannt, seine Karriere am Ende der Saison beenden zu wollen. Ferrari hatte dies unmittelbar nach Rennende um 15:17 Uhr per Pressemitteilung vermeldet. Als Motiv gab Schumacher an, dass er zum einen zwar im Moment noch bei sich die notwendige Energie und Motivation entdecke, um auf einem von ihm vertretbaren Niveau zu fahren, für die nächsten Jahre könne er aber nicht mit Sicherheit davon ausgehen. Zum anderen wolle er nach der Verpflichtung von Kimi Räikkönen nicht seinem derzeitigen Teamkollegen Felipe Massa die Karriere zerstören.
Schon im September äußerte der erklärte „Schumacher-Fan“, Williams Teamchef Frank Williams, dass er die Entscheidung des deutschen Rennfahrers absolut nachvollziehen könne. Wenn er sich in dessen Haut versetze und vergegenwärtige, wie viele Hochgeschwindigkeitsunfälle er gehabt und überlebt habe, sei es der richtige Zeitpunkt zum Rücktritt.
Sein letztes Formel-1-Rennen für Ferrari beendete Schumacher am 22. Oktober 2006 in São Paulo mit dem vierten Platz.
Bereits im Vorfeld der Veröffentlichung seiner durch ihn autorisierten Kurzbiografie stellten sich durch Vorabveröffentlichungen in der Fachpresse neue beziehungsweise detaillierte Motive für seinen Rücktritt dar. Schumacher benannte gesundheitliche Probleme, die er besonders in der Saison 2005 gehabt habe. Ein längeres Training sei nur mit verstärkten Schmerzen im Nacken und in den Armen einhergegangen, was ihm zumindest das Testen zum Graus machte. Während des Rennens habe ihn dies jedoch nicht behindert. Er selbst führte die Schmerzen auf die zu erwartenden Verschleißerscheinungen nach mehr als 20 Jahren Motorsport zurück. Auch dies sei für ihn ein Zeichen gewesen, mit dem aktiven Rennsport aufzuhören.
Gerade bei Testfahrten sei ihm bewusst geworden, dass er im Prinzip die Stunden bis zum Ende seiner Laufbahn heruntergezählt habe. Er habe sich dabei immer mehr in den Kreis seiner Familie gewünscht. Ein Comeback schloss Schumacher aus: „Die Formel 1 verändert sich ständig: die Technik, die Motoren, die Regeln, die Pisten. Wenn du einmal raus bist, bist du raus.“
Von auto-motor-und-sport-Redakteur Michael Schmidt wurde der ehemalige Ferrari-Pilot Jean Alesi gefragt, ob es seiner Meinung nach der richtige Zeitpunkt für Schumacher zum Rücktritt gewesen sei. Daraufhin antwortete Alesi: „Es war der perfekte Zeitpunkt, auch wenn viele nach dem letzten Rennen sagen, er hätte noch ewig weiterfahren können. Es gab zuletzt immer mehr Leute, die beim geringsten Fehler gesagt haben, er sei zu alt. Michael verdient das nicht. Bevor er sich so kritisieren lassen muss, hört er besser auf.“

### Berater und Testfahrer bei Ferrari (2007–2009)
Ab Ende Dezember 2006 hatte Schumacher bei Ferrari eine neue Stelle als Talent-Scout für den Kartsport, um dort schon frühzeitig vielversprechende Fahrtalente zu sichten. Laut Jean Todt empfahl Schumacher ihm, lange bevor Kimi Räikkönen bei Sauber seinen Einstieg in der Formel 1 feierte, den Finnen als einen seiner möglichen Nachfolger. Darüber hinaus arbeitete Schumacher die Rennstrategie mit aus und beriet die zukünftige Teamorganisation. Nach Angaben von Luca Cordero di Montezemolo soll Schumacher ein eigenes Büro in Maranello bekommen und mit allen Freiheiten ausgestattet werden: „Er kann kommen, wann immer er will.“
Ferrari-Sportdirektor Stefano Domenicali sah Schumacher in Zukunft aktiv in die Saisonrennen involviert als Berater beider Piloten: „Michael wird die Entscheidungen mittragen, die Fahrer und die technischen Entwicklungen beobachten“. Ob er dies bei den Besprechungen vor Ort oder über Videokonferenz mache, sei ihm überlassen; vom Erfahrungsschatz des siebenfachen Weltmeisters könnten alle profitieren.

#### Testfahrten 2007
Nach der Ankündigung Ferraris, Schumacher wegen der kommenden Abschaffung der Traktionskontrolle als Fahrer mit großem Erfahrungsschatz zu reaktivieren, damit er Räikkönen und Massa beraten könne, bestritt Schumacher am 13. und 14. November 2007 auf dem Circuit de Catalunya Testfahrten für Ferrari. Dabei hinterließ er einen mehr als guten Eindruck und fuhr an beiden Testtagen jeweils die Tagesbestzeit, wobei er auch Ferrari-Testfahrer Luca Badoer am ersten und am zweiten Tag Felipe Massa recht deutlich hinter sich ließ. Dies strafte zahlreiche Kritiker Lügen, unter anderem Niki Lauda, der den Schumacher-Test im Vorlauf für einen „Werbegag“ hielt. Die Testresultate sorgten auch deshalb für Verwunderung, weil er das Duell gegen den Stammfahrer Massa für sich entschied. Hinterher erklärte Schumacher, dass er unter anderem auch zugesagt habe, weil er wissen wollte, ob er bis dahin schon „eingerostet“ sei. Dennoch beharrte er nach aufkommenden Spekulationen über ein Comeback darauf, dass es keine Pläne dafür gebe. Manager Weber verwies zudem auf den bestehenden Vertrag mit Ferrari als Testgrund.
In einem Interview bei Johannes B. Kerner (im Januar 2009) gab Schumacher zu, kurzzeitig wieder an ein Comeback gedacht zu haben, da er gemerkt habe, dass er noch in der Lage gewesen sei, sehr gute Rundenzeiten im Vergleich zu den jüngeren und etablierten Stammpiloten zu absolvieren. Diese Aussage lässt auf die Ergebnisse der Wintertestfahrten 2007 schließen.

#### Testfahrten 2008
Im April 2008 kam Schumacher bei Testfahrten in Barcelona für Ferrari erneut zum Einsatz, um Entwicklungsarbeit im Bereich der Reifen und Aerodynamik zu leisten.

#### Geplantes Formel-1-Comeback 2009
Nach dem schweren Unfall seines Teamkollegen Felipe Massa beim Qualifying für den Großen Preis von Ungarn kündigte Schumacher zunächst seine Rückkehr in die Formel 1 an. „Obwohl das Thema Formel 1 für mich seit langem und komplett abgeschlossen war, kann ich aus Verbundenheit zum Team diese unglückliche Situation nicht ignorieren. Als Wettkämpfer, der ich nun mal bin, freue ich mich aber auch auf diese Herausforderung“, schrieb Schumacher auf seiner Internetseite.
Gesundheitliche Probleme nach einem Motorrad-Unfall im Februar 2009 machten Schumachers Pläne aber zunichte, weshalb er am 11. August 2009 erklären ließ, nicht als Ersatzmann für Felipe Massa einzuspringen. Stattdessen wurde Massa zunächst von Luca Badoer und anschließend von Giancarlo Fisichella vertreten.

#### Schumacher verlässt Ferrari
Am 18. Dezember 2009 gab Ferrari-Präsident Luca Cordero di Montezemolo bekannt, dass Schumacher die Scuderia Ferrari um eine Freigabe aus seinem Beratervertrag gebeten habe. „Er sagte mir, dass es eine sehr, sehr, sehr große Wahrscheinlichkeit gibt, dass er 2010 bei Mercedes GP erneut in der Formel 1 fahren werde. Es ist noch nicht zu 100 Prozent entschieden, aber das hat er mir Mittwoch Vormittag gesagt.“

### Comeback bei Mercedes (2010–2012)

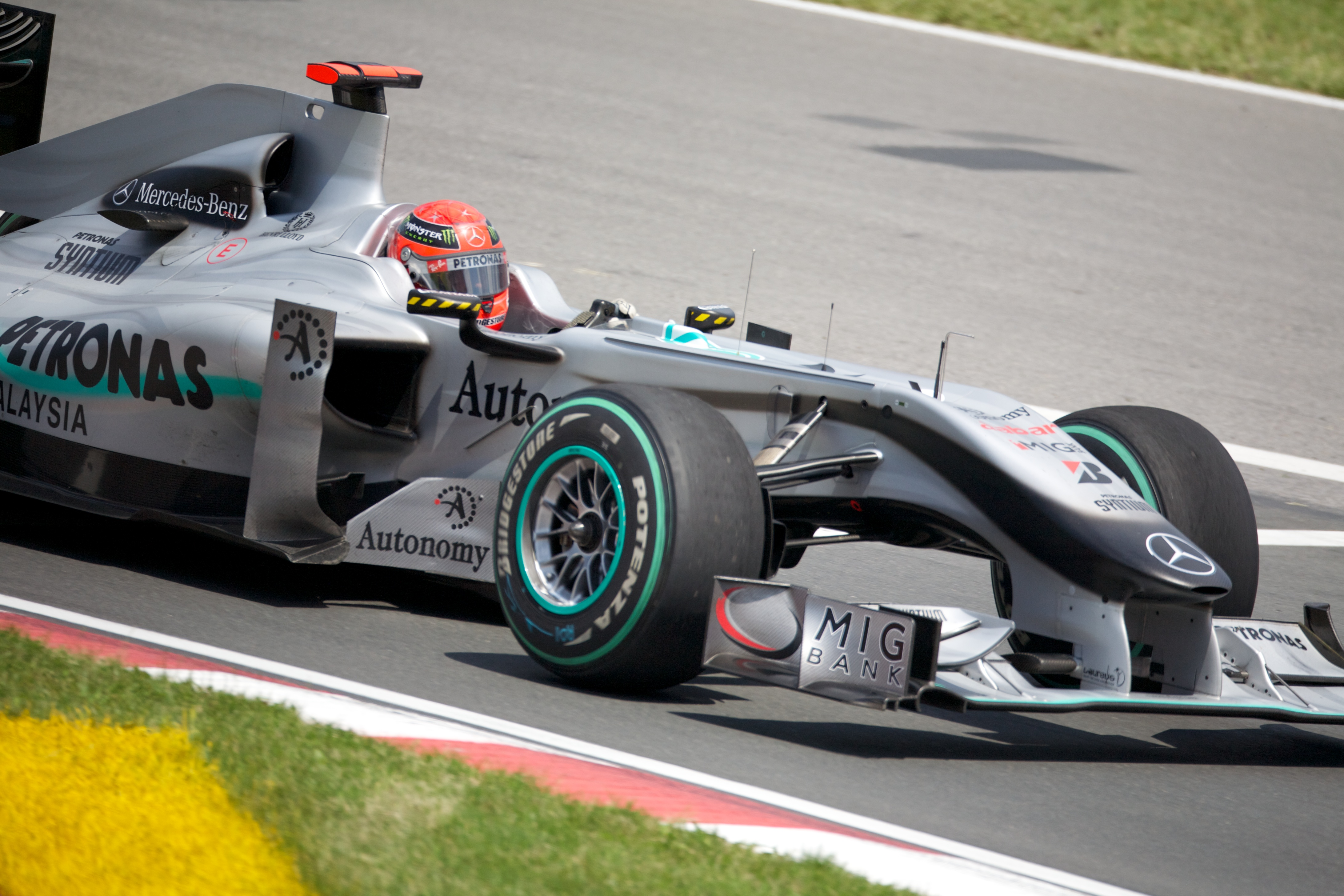
Schumacher im Mercedes MGP W01 beim Großen Preis von Kanada 2010

Nach langen Spekulationen gab Schumacher am 23. Dezember 2009 sein Comeback in der Formel 1 bekannt. 2010 startete er an der Seite von Nico Rosberg für Mercedes Grand Prix, der Vertrag wurde zunächst für drei Jahre geschlossen. Am 25. Januar 2010 wurde das neue Mercedes-Team in Stuttgart vorgestellt.

#### 2010
Beim Saisonauftakt in Bahrain beendete er nach dreijähriger Pause sein erstes Rennen auf dem sechsten Platz. Nachdem er in den ersten vier Rennen immer hinter Rosberg ins Ziel gekommen war, klassierte sich Schumacher beim Europaauftakt in Spanien, den er als Vierter beendete, erstmals vor Rosberg. Aufmerksamkeit erhielt Schumacher, als er Weltmeister Button nach einem Überholmanöver über die Hälfte des Rennens hinter sich halten konnte. Eine Woche später beim Großen Preis von Monaco sorgte er für Aufregung, weil er den vor ihm fahrenden Alonso in der letzten Kurve, nach einer Safety-Car-Phase, überholt hatte. Schumacher erhielt für sein Vergehen eine Durchfahrtsstrafe, die aber, weil das Rennen nun beendet war, in eine 20-Sekunden-Strafe umgewandelt wurde. Er fiel dadurch vom sechsten auf den zwölften Platz zurück und erhielt mit dieser Platzierung keine WM-Punkte. Pikanterweise war bei diesem Rennen sein ehemaliger Rivale Damon Hill als einer von vier Rennkommissaren tätig. Nach der Verwirrung über die Auslegung des Reglements, ob Schumacher während oder nach der Safety-Car-Phase überholte, kündigte die FIA eine Vereinfachung in diesem Punkt an. Im weiteren Verlauf der Saison erzielte Schumacher noch zwei weitere vierte Plätze, bessere Platzierungen blieben ihm verwehrt. Für weitere Schlagzeilen sorgte ein Positionskampf mit seinem ehemaligen Ferrari-Teamkollegen Barrichello beim Großen Preis von Ungarn. Schumacher drückte den inzwischen für Williams fahrenden Brasilianer beinahe gegen die Boxenmauer und wurde anschließend von den Rennkommissaren mit einer Rückversetzung um zehn Plätze beim nächsten Rennen bestraft. Das teaminterne Duell verlor Schumacher mit 72 zu 142 Punkten gegen Rosberg und beendete die Saison auf dem neunten Gesamtrang.

#### 2011

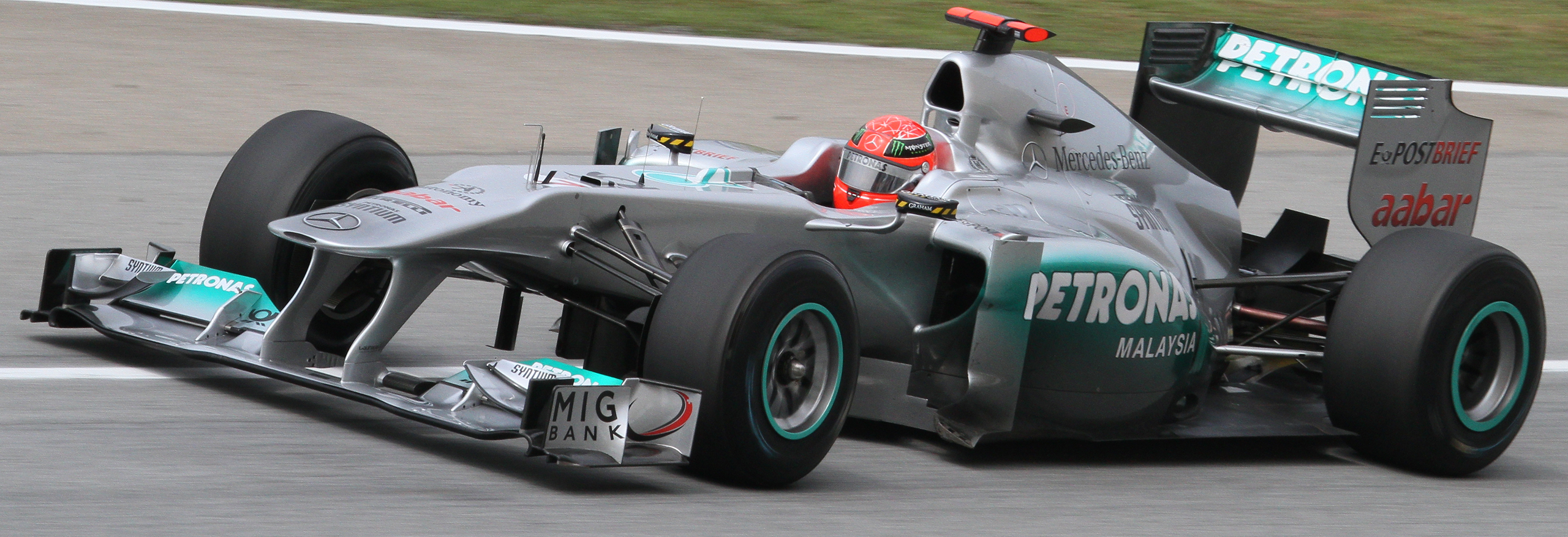
Schumacher beim Großen Preis von Malaysia

2011 erzielte Schumacher in den ersten sechs Rennen dreimal Punkte, wobei er beim Großen Preis von Monaco mit einem fünften Platz im Qualifying seine beste Startposition der Saison erreichte. Beim anschließenden Großen Preis von Kanada überholte Schumacher 19 Runden vor Rennende in einer Kurve Kamui Kobayashi und Massa und lag auf dem zweiten Platz. Es gelang ihm vier Runden vor Schluss allerdings nicht, die schnelleren Piloten Button und Mark Webber hinter sich zu halten und beendete das Rennen auf dem vierten Platz, der seine und die bis dahin beste Saisonplatzierung seines Teams darstellte. In Belgien feierte Schumacher sein 20-jähriges Jubiläum in der Formel 1. Im Rennen machte er von Platz 24 startend einige Plätze gut und kam auf dem fünften Platz ins Ziel. Beim anschließenden Großen Preis von Italien lieferte sich Schumacher ein Duell mit Lewis Hamilton, den er lange Zeit hinter sich hielt, wurde aber überholt und erzielte einen weiteren fünften Platz. Am Saisonende belegte er den achten Platz in der Weltmeisterschaft. Intern unterlag er Rosberg mit 76 zu 89 Punkten.

#### 2012

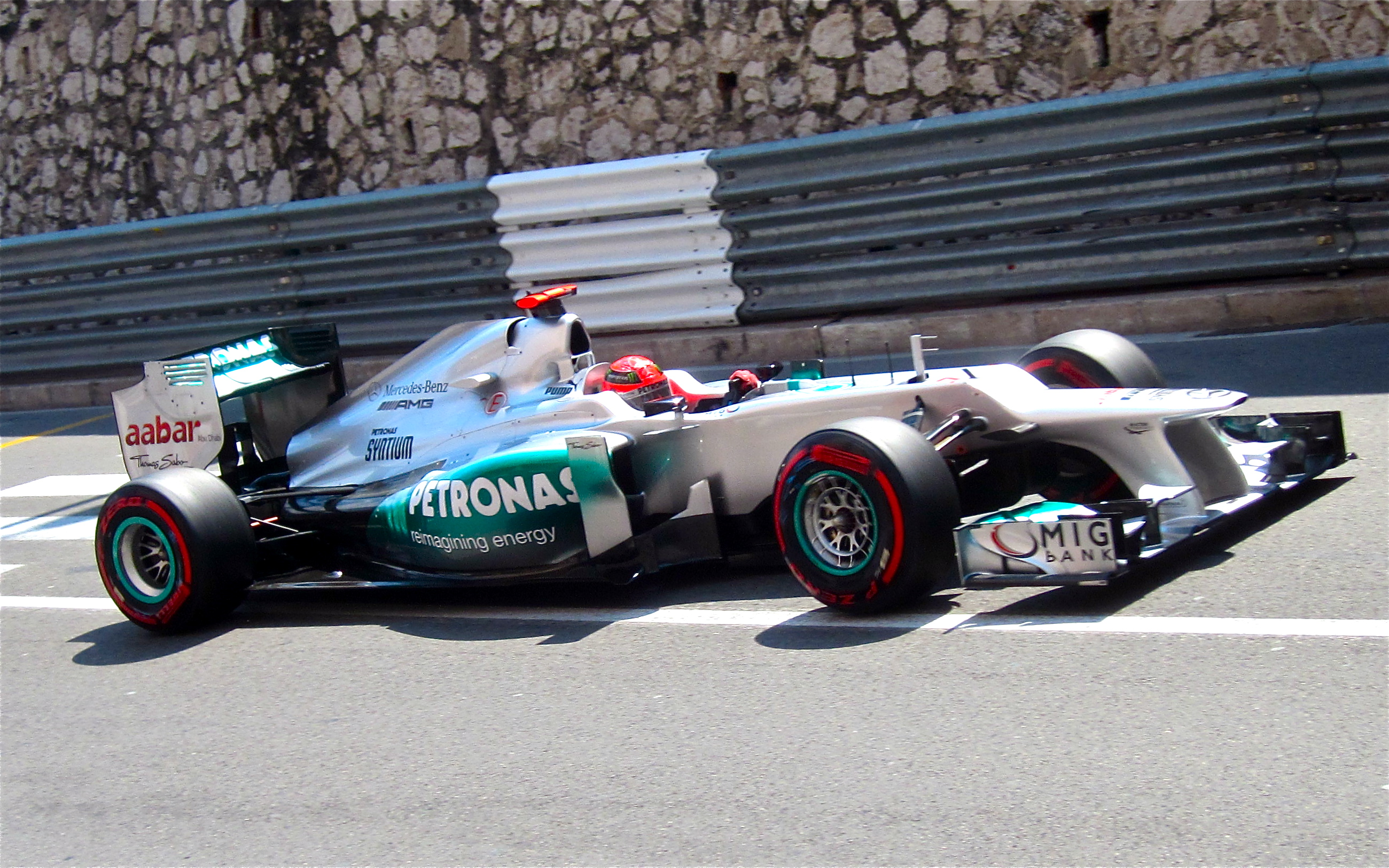
Schumacher 2012 in Monaco, wo er seine letzte Pole-Position errang

2012 bestritt Schumacher seine dritte Saison für Mercedes an der Seite von Rosberg. Beim Saisonauftakt in Australien schied er mit technischen Problemen auf dem dritten Platz liegend aus. Beim nächsten Grand Prix in Malaysia qualifizierte er das Auto auf dem dritten Platz. Nach einer Kollision in der ersten Runde verlor er einige Positionen und kam schließlich auf dem zehnten Platz ins Ziel. Beim dritten Rennen, dem Großen Preis von China, startete Schumacher von Startplatz zwei erstmals in einem Mercedes aus der ersten Startreihe. Im Rennen schied er aus, nachdem bei seinem ersten Boxenstopp ein Rad nicht richtig befestigt worden war. Beim Europaauftakt, dem Großen Preis von Spanien, kollidierte Schumacher im Rennen mit dem vor ihm fahrenden Bruno Senna. Beide Piloten fielen aus. Die Rennkommissare belegten ihn nach dem Rennen für das Verursachen dieser Kollision mit einer Strafversetzung um fünf Plätze für das nächste Rennen. Bei dieser Veranstaltung, dem Großen Preis von Monaco, fuhr Schumacher im letzten Qualifikationsabschnitt die schnellste Runde. Wegen der Strafversetzung ging er jedoch nur vom sechsten Platz ins Rennen. In diesem fiel er, nachdem er längere Zeit den siebten Platz belegt hatte, mit technischen Problemen aus.
Beim Großen Preis von Europa startete Schumacher in der Schlussphase eine Aufholjagd und kam auf dem dritten Platz ins Ziel. Es war seine einzige Podest-Platzierung für Mercedes und auch die einzige Podest-Platzierung nach seiner Rückkehr in die Formel 1. Beim Großen Preis von Singapur fiel Schumacher erneut mit einem Auffahrunfall auf. Schumacher war Jean-Éric Vergne ins Heck gefahren und hatte damit sich und Vergne aus dem Rennen befördert. Die Rennkommissare verhängten im Anschluss an das Rennen gegen Schumacher eine Strafversetzung für das nächste Rennen um zehn Positionen.
Mercedes verlängerte den zum Saisonende auslaufenden Vertrag mit Schumacher nicht und verpflichtete in der Woche nach dem Großen Preis von Singapur Lewis Hamilton zur Formel-1-Saison 2013 als Ersatz für Schumacher. Eine Woche darauf kündigte Schumacher seinen Rücktritt als aktiver Rennfahrer zum Saisonende an. Sein letztes Formel-1-Rennen in Brasilien beendete Schumacher auf dem siebten Platz.
Am Saisonende belegte er den 13. Platz in der Weltmeisterschaft und unterlag Rosberg mit 49 zu 93 Punkten.

### Fahrstil, Setup und Renntaktik
Über Schumachers Fahrstil und Fahrzeugsetup ist im Laufe seiner Karriere viel geschrieben worden. Dabei bezogen sich die Autoren vor allem auf Aussagen seiner ehemaligen Teamkollegen oder Renningenieure. Schumacher selbst hat sich bisher dazu nie direkt geäußert, sondern nur in Interviews erklärt, dass er auch durchaus auf GP-Piloten achte, die nicht unbedingt zu den Spitzenfahrern zählten, aber in gewissen Kurvenabschnitten besonders gute Zeiten erzielten, wie zum Beispiel 1996 Ukyō Katayama oder Pedro Diniz.
Zum Ende der ersten Saison Schumachers als Weltmeister behaupteten der als Shooting-Star der Szene geltende niederländische Schumacher-Teamkollege Jos Verstappen und der Finne JJ Lehto, dass man mit Schumachers extrem auf Übersteuern eingestelltem Fahrzeug-Setup kaum fahren könne. Verstappen beschrieb den Benetton B194 wegen der nervösen Hinterachse als sich permanent bewegend und – aus seiner Perspektive – schwer kontrollierbar: „[…] as ultimately twitchy at the rear, its wings and tyres all working towards huge front-end grip and a comparatively loose rear end.“
In der Folgezeit wurden diese Aussagen von Johnny Herbert, Eddie Irvine, Rubens Barrichello und Gerhard Berger, die alle mit der von Schumacher bevorzugten Benetton-Abstimmung Bekanntschaft machten, in ähnlicher Form beschrieben. Berger selbst, der neugierig auf das noch amtierende Weltmeisterschaftsfahrzeug von 1995 war, reagierte bestürzt auf das kapriziöse Fahrverhalten und erklärte im Nachhinein, dass er danach erst Schumachers Fahrzeugbeherrschung zu schätzen gelernt habe. Nach einem Ausritt und zwei Unfällen hatte Berger das Problem ausgemacht:

„Das Auto ging bei full speed auf Bodenwellen ‚in stall‘, wie ein Flugzeug, bei dem die aerodynamische Wirkung abrupt abreißt. War diese Bodenwelle in einer schnellen Kurve, dann konnte der Wagen übersteuernd ausbrechen. […] Michael Schumacher hatte eine Art übersinnlichen Reflex für die Situation […] Er nahm das Gegenlenken auf der Bodenwelle automatisch vorweg, hatte diesen Ablauf schon in sich gespeichert. Spätestens zu diesem Zeitpunkt nahm ich den letzten Rest von Reserviertheit gegen Michael Schumacher zurück: Wer dieses Auto auch im Grenzbereich so souverän im Griff hatte, musste absolute Extraklasse sein.“

Obwohl auch andere Grand-Prix-Piloten seiner Ära aus der Kart-Szene kamen (Jarno Trulli, Mika Häkkinen, Jos Verstappen, Nick Heidfeld oder Gianni Morbidelli), stimmte außer Schumacher keiner sein Fahrzeug so ab, wie er es von der Kartstrecke her gewohnt war. Auch sein Fahrstil entsprach laut Pat Symonds, dem ehemaligen Renningenieur von Ayrton Senna beim Benetton-Vorgänger Toleman, seinem damaligen Renningenieur bei Benetton und späteren technischen Direktor bei Renault, diesem Setup. Da er Einblick in die Telemetrie hatte, gelten seine Aussagen als fundiert.
Danach kam Schumacher in der Regel mit einem Maximum an Geschwindigkeit auf die Kurve zu, wählte eine engere Linie als die meisten anderen Piloten und bremste wesentlich später, was Martin Brundle bei einem Überholmanöver beim Großen Preis von Belgien 1995 bestätigte. Daher nahm er auf diesem Wege die Geschwindigkeit mit in die Kurve hinein, um nun mit gezielten, dosierten Gasstößen das Heck herumzuwerfen und sich wie Senna an das Kurvenlimit heranzutasten. Sobald das Fahrzeug nun wieder in Fahrtrichtung ausgerichtet war, konnte er eher als seine Gegner beschleunigen. Diese Fahrweise erklärt zumindest seine Überlegenheit in langsamen Kurven und – dank der dosierten Gasstöße – auch in ultraschnellen Kurven.
Mit dem Aufkommen des Linksbremsens konnte Schumacher dann das Fahrzeug noch zusätzlich stabilisieren. Die ungewöhnliche Kurvenlinie erklärt zudem sein Ausschauhalten nach den oben bereits erwähnten Alternativen. In einem Fernsehinterview erklärte er, dass er manchmal das Fahrzeug seine eigene Linie suchen lasse, um deren Effizienz testen zu können. Derartige „Experimente“ sind auch ihm gelegentlich misslungen, wie der Ausfall in Monaco 1996 zeigte. So hatte er beim Training festgestellt, dass die Innenseite eines Curbs ihm mehr Grip bot, um mit verbesserter Traktion in die nächste Kurve zu stechen. Beim Qualifikationstraining funktionierte der Trick zur vollen Zufriedenheit und er errang die Pole-Position. In der ersten Rennrunde berücksichtigte er nicht hinreichend, dass nun die Curbs vom Regen feucht waren, und geriet in die Leitplanken.
Insbesondere in seinen ersten Jahren bei Ferrari ab 1996 wurde Schumacher teilweise  dadurch zurückgeworfen, dass der Ferrari zum Untersteuern neigte, was seinen Setup-Wünschen entgegenstand. Erst 1998 bot der Ferrari-Reifenlieferant Goodyear, nicht zuletzt auf Druck von Ferrari und Schumacher selbst, zum Großen Preis von Argentinien breitere Vorderreifen an, die den Bridgestone-Reifen ähnelten und mehr Stabilität auf der Vorderachse vermittelten. Diesen Grand-Prix konnte Schumacher gewinnen.
Das Fachmagazin F1 Racing hatte 2003 Gelegenheit, Telemetriedaten von verschiedenen Rennen Barrichellos und Schumachers im Vergleich zu begutachten und kam zu ähnlichen Ergebnissen:

„Michael Schumacher bleibt deutlich länger voll auf dem Gas stehen als Barrichello, dafür beginnt er jedoch vor dem eigentlichen ‚richtigen‘ Bremsmanöver für die Haarnadelkurve das Auto mit einem Einsatz der Bremse von nur fünf Prozent zu stabilisieren. In der Kurve selbst geht Barrichello voll vom Gas, Schumacher gibt jedoch stetig Gas und ‚spielt‘ mit Bremse und Gas, um das Auto möglichst schnell und stabil um die Kurve zu bekommen.“

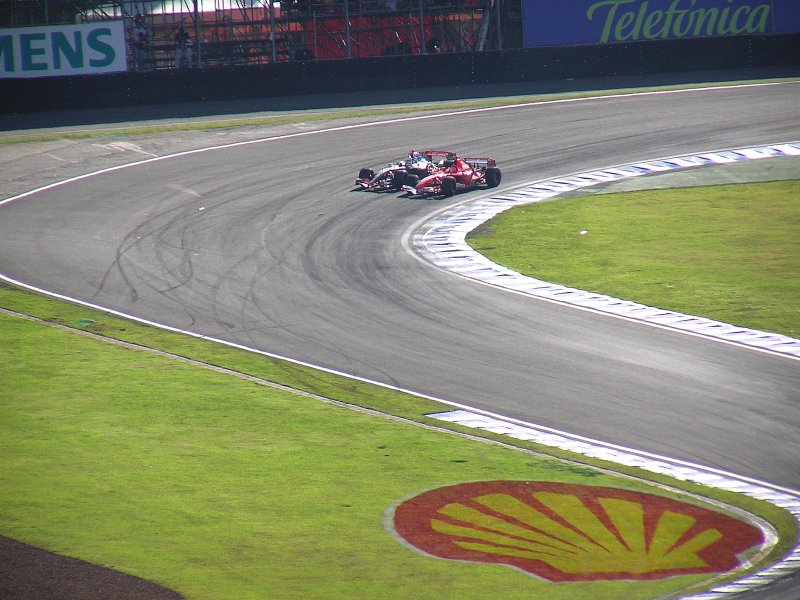
Schumachers letztes Überholmanöver im Ferrari beim Grand Prix von Brasilien 2006 (gegen Kimi Räikkönen)

Einer der Nachteile seines Fahrstils war jedoch der Umstand, dass Schumacher damit seine Vorderräder stärker beanspruchte und im Gegensatz zu seinen Teamkollegen oft nicht mit der weicheren Reifenmischung starten konnte, was eine unterschiedliche Rennstrategie beider Fahrer bewirkte. Ebenso wurden bei ihm Bremsen und Motor stärker belastet; der Benzinverbrauch dürfte im Schnitt höher gelegen haben. Allerdings zeigte Schumacher wie beim Grand Prix von Kanada mehrmals, dass er sich auf das Nachlassen der Bremswirkung („Fading“) nach kurzer Umgewöhnungsphase einstellen konnte. Der stärkere Reifenverschleiß wurde jedoch bereits vor der Formel-1-Saison 2005 durch Irvine und Brawn als mögliche Ursache für das Nachlassen von Schumachers Dominanz ausgemacht.

„Eine Sache, die Michael immer sensationell beherrscht hat, ist, einen unglaublich schnellen Stint zu fahren. […] Er fuhr 20 Runden volles Rohr, kam zum Reifenwechseln an die Box und drehte wieder auf. Dieses Jahr, in dem nur noch ein Reifensatz pro Rennen erlaubt ist, wird er sich umstellen müssen.“

Wie bei Jim Clark, Jackie Stewart und Senna wurde es bei ihm zum Markenzeichen, dass er eine Reihe von schnellen Rennrunden in Qualifikationstempo fuhr, um die notwendige Distanz zu seinen Verfolgern herzustellen. Durch die Wiedereinführung der Tankstopps konnte Schumacher dann sogar zu dem in der englischen Fachpresse zitierten „Sprint Master“ werden. Während es zum Teil erschreckend viel Zeit benötigt, sich einen Gegner zum Überholen zurechtzulegen, und nur die nachfolgenden Wagen einen Vorteil davon haben, bekam die Taktik der Boxenstopps immer größeres Gewicht. Da er in Ross Brawn jenen Mann als Strategen an der Box hatte, der oft mit Hilfe der Computersimulationen die besten Voraussagen traf, und er selbst in der Lage war, fast auf Kommando immer dann eine Reihe von gleichmäßigen Rekordrunden zu produzieren, wenn es ihm die Rennsituation erlaubte, überholte Schumacher manche Gegner eher in der Boxengasse als auf der Strecke.
Gerade bei der In- und Outlap, der jeweils letzten bzw. ersten Runde vor bzw. nach Aufsuchen der Box, war Schumacher auf dem Höhepunkt seiner Karriere kaum zu schlagen. Besonders das Vermögen, mit vollen Tanks bereits wieder ans Limit des Fahrzeugs zu gehen, brachte ihm oft den nötigen Sekundenvorsprung ein, um dann am Gegner vorbeigehen zu können. Hierzu äußerte Ross Bentley, ehemaliger Rennfahrer, Fahrtrainer und Fachbuchautor: „Es lohnt sich, Michael Schumacher in der Runde vor und nach seinen Boxenstopps zu beobachten. Der Mann verliert da so wenig wie irgend möglich.“

### Kontroversen

#### Der „Silverstone-Vorfall“ 1994
Beim Grand Prix von England startete Damon Hill von der Pole-Position, Schumacher von Startplatz zwei. Während der Einführungsrunde überholte Schumacher Hill mehrfach und fuhr vor ihm im Zickzack, was nach dem Reglement nicht erlaubt ist. Dafür sollte er zunächst eine Zehnsekunden-Zeitstrafe erhalten, die sein Team jedoch nicht befolgte. Daraufhin wurde Schumacher während des Rennens mit der schwarzen Flagge, also der sofortigen Disqualifikation, bestraft, blieb jedoch entsprechend einer Teamanweisung („Keep going!“ – „Fahr weiter!“) auf der Strecke und fuhr weiter. Offenbar hatte Teamchef Flavio Briatore die Stewards überzeugt, Schumacher nach Absitzen der Zeitstrafe im Rennen zu belassen. Dieser kam zur Stop-and-Go-Strafe an die Box und beendete das Rennen schließlich als Zweiter. Im Anschluss an das Rennen wurde Schumacher disqualifiziert und für die nächsten zwei Rennen gesperrt, weil er die schwarze Flagge ignoriert hatte. Eine Berufung scheiterte.

#### Die „Bodenplatten-Affäre“ in Spa 1994
Schumacher gewann 1994 das Rennen in Spa deutlich. Nach dem Rennen wurde er disqualifiziert, da die Holzplatte am Unterboden seines Wagens über das erlaubte Maß hinaus abgeschliffen war. Diese Holzplatte war nach den Unfällen von Roland Ratzenberger und Ayrton Senna in das Reglement aufgenommen worden, um eine Mindest-Bodenfreiheit zu gewährleisten und die Fahrzeuge damit weniger anfällig für einen plötzlichen Verlust des Bodeneffekts
zu machen. In den für Spa damals typischen, sehr unebenen Hochgeschwindigkeitspassagen setzten die Wagen oft mit dem Unterboden auf und schliffen die Bodenplatte ab. Diese Eigenschaft verstärkt sich mit zunehmender Geschwindigkeit, dem aerodynamischen Abtrieb bei zu weich eingestellter Federung. Das Training war verregnet, das Rennen fand aber im Trockenen statt. Da die Kompression in der Eau Rouge im Training durch eine langsame Schikane umfahren wurde, entfiel der wichtige Maßstab für die Einstellung der Federung. So war es für alle Teams schwierig, durch richtige Einstellung die richtige Bodenfreiheit zu bestimmen, weil keine Referenzwerte aus dem Training vorlagen. Die Durchschnittsgeschwindigkeit der schnellsten Rennrunde im Trockenen lag 27 km/h höher als die der Pole-Position im verregneten Training. Bis heute streiten sich Fachleute und Fans darüber, ob der Benetton falsch eingestellt war oder ob die Holzplatte bei einem Dreher über die Randsteine zu stark abgeschliffen wurde.

#### Der „Villeneuve-Rammstoß“ 1997
Vor dem letzten Rennen in Jerez lag Schumacher in der Weltmeisterschaft einen Punkt vor Villeneuve. Schumacher führte im Rennen zunächst, doch Villeneuve holte auf und setzte schließlich in der 47. Runde zum Überholen an. Schumacher zog nach innen und die beiden Wagen berührten sich. Villeneuve konnte weiterfahren und wurde Weltmeister, während Schumacher in das Kiesbett rutschte und das Rennen aufgeben musste.
Die FIA beurteilte den Rammstoß Schumachers als vorsätzlich und nahm ihn für 1997 aus der WM-Wertung. Sie wollte damit auch ein für alle Mal ein Exempel statuieren, um Entscheidungen, die durch Kollisionen herbeigeführt werden – wie schon 1964, 1989, 1990 und 1994 – zu unterbinden. Seine in dieser Saison erzielten Ergebnisse durfte er für die Statistik allerdings behalten.

#### Der „Coulthard-Zwischenfall“ 1998
Im „Chaosrennen“ von Spa 1998 führte Schumacher unangefochten. Er musste den Sieg nur noch nach Hause fahren, als er im Regen auf den zu überrundenden Coulthard auflief und mehrere Kurven nach einer Überholmöglichkeit suchte. Coulthard wollte den drängelnden Schumacher angeblich auf der äußeren Spur vorbeilassen und drosselte seine Geschwindigkeit, indem er abrupt vom Gas ging. Weil es sonst – beim absichtlichen und kontrollierten Überholenlassen im Rennen – üblich ist, dass der zu Überholende von der Ideallinie weicht, um Platz zu machen, erkannte Schumacher in der Gischt zu spät, dass Coulthard sich auf der Ideallinie bleibend sehr stark verlangsamte. Schumacher traf trotz eines Ausweichversuchs den Wagen Coulthards am Heck, riss sich das rechte Vorderrad samt Aufhängung ab und musste aufgeben, nachdem er auf nur noch drei Rädern in die Box gefahren war. Aus der Sicht Schumachers wirkte das Verhalten Coulthards zumindest ungewöhnlich, vielleicht sogar absichtlich. Wutentbrannt rannte Schumacher zu Coulthard und musste von den umstehenden Boxencrews gehindert werden, ihn tätlich anzugreifen. Coulthard konnte nach einigen Runden wieder in sein repariertes Fahrzeug steigen und das Rennen – mehrfach überrundet – beenden. Lange stritten sich beide Fanlager, wie es zu diesem Unfall kommen konnte. Als 2003 Coulthard selbst in eine ähnliche Situation kam, sah er – auch im Rückblick auf 1998 – Unerfahrenheit als Ursache solcher Vorfälle und warnte vor dem Unfallrisiko.

#### Die „Rascasse-Affäre“ 2006
Beim Grand Prix von Monaco erreichte Schumacher im Qualifying die schnellste Zeit. Wenige Sekunden vor Ende der letzten Qualifying-Session schien er eingangs der engen Rascasse-Kurve die Kontrolle über den Boliden zu verlieren, bremste überhart ab und ließ das Fahrzeug so stehen, dass er weder durch kontrolliertes Einlenken in die nahe Boxengasse hätte abbiegen können, noch andere Fahrzeuge ohne Sicherheitsbedenken passieren konnten und folglich gelbe Flaggen geschwenkt wurden. Dadurch wurden einige hinter ihm fahrende Piloten – neben Alonso auch Nico Rosberg, die beide auf einer schnellen Runde waren – behindert und konnten sich deshalb nicht verbessern. Schumacher gab an, ihm sei nach einem Fahrfehler der Motor abgestorben, da die verwendete Bordelektronik nach zehn Sekunden aus Sicherheitsgründen den Motor automatisch abschalte. Schumachers Verhalten wurde von vielen Seiten verurteilt. RTL-Co-Kommentator Niki Lauda, sonst eher Schumacher wohlgesinnt, äußerte ernsthafte Zweifel an dessen Begründung und unterstellte ihm Absicht. Keke Rosberg bezeichnete Schumacher äußerst erregt als „Drecksack“, der dem Sport großen Schaden zugefügt habe und zurücktreten müsse. Alonso blieb auf Anraten der Pressesprecher Renaults diplomatisch und behielt seine Meinung für sich, „alles andere sei eine Entscheidung der Rennkommissare“, die diesen Fall untersuchen würden. Auch von ehemaligen Fahrern wurde Schumacher heftig kritisiert. So auch von Jacky Ickx, der mit den Worten zitiert wurde: „Es ist eine Schande, dass er das getan hat. Wenn es Absicht war, dann war es schlimm. Sollte er es unabsichtlich getan haben, war es noch wesentlich schlimmer.“ Stirling Moss sagte: „Egal ob schuldig oder unschuldig, für ihn ist das auf jeden Fall eine sehr dumme Sache, etwas, das seine Reputation für lange Zeit beeinträchtigen wird.“ Die Rennleitung beurteilte nach achtstündiger intensiver Beratung Schumachers Verhalten, nach Sichtung des Daten- und Videomaterials und nach Befragung der Beteiligten, in einer umstrittenen Entscheidung als vorsätzlich und grob unsportlich; er wurde von der Pole-Position auf den letzten Startplatz zurückversetzt.
Schumacher bestritt die Vorwürfe und beteuerte, er habe einen normalen Fahrfehler begangen. Er entschuldigte sich mit den Worten: „Ich wollte mit Sicherheit nicht Alonsos letzte Runde zerstören. Wenn es so ausgesehen hat, entschuldige ich mich dafür.“
In Anbetracht ähnlicher Ereignisse des Vorjahres in Monaco und der Entscheidungen in den beiden Rennen zuvor, bei denen andere Fahrer wegen vermeintlicher Behinderungen nachfolgender Piloten ebenfalls bestraft wurden, war die Entscheidung der FIA nur folgerichtig, um nicht ihre Reputation zu verlieren. Aus Sicherheitsgründen wird jede Aktion, die den Anschein des sogenannten „Blockings“ erfüllt, konsequent geahndet, um weitere Geschehen dieser Art in Zukunft auszuschließen.

#### Vorwurf der Steuerflucht
Als Grund für die Wahl seines Wohnsitzes in der Schweiz nannte Schumacher, dass er ein „vernünftiges Steuerabkommen“ mit der Schweiz aushandeln konnte. In Deutschland seien „sie ja selber dumm, wenn sie mir kein Angebot machen und dafür gänzlich auf meine Steuergelder verzichten.“ Dies wurde von verschiedener Seite als Steuerflucht kritisiert.

## Hobby-Motorradrennfahrer
Am 20. März 2008 nahm Schumacher auf dem Pannonia-Ring in Ungarn als Hobby-Motorradrennfahrer an seinem ersten Wettbewerb teil. Im Rahmen einer sogenannten Racing-for-Fun-Veranstaltung (SKOOX-Cup) fuhr er eine Honda CBR1000RR des Teams Holzhauer Racing Promotion (HRP) auf den dritten Rang des mit 27 Teilnehmern gestarteten Rennens und musste sich dabei einzig den österreichischen Profirennfahrern Martin Bauer und Andreas Meklau beugen. Im Rahmen der Veranstaltung ließ er einen MSa-Journalisten wissen, dass er gedenke, 2008 eine volle Racing-for-Fun-Saison zu bestreiten.
Nach diesem Rennen und einem weiteren auf dem Circuit de Catalunya (Gesamtsieg mit einer Triumph Daytona 675) bestritt Schumacher am 30. März 2008 im italienischen Misano sein erstes gewertetes Motorradrennen. Im Rahmen des KTM-Trophy-Laufes fuhr er eine KTM Super Duke auf den vierten Gesamtrang. Zu dem Rennen waren insgesamt 22 Teilnehmer angetreten.
In der Folge bestritt Schumacher für Holzhauer Racing Promotion neun der 16 Läufe in der Superbike-Klasse der Internationalen Deutschen Motorradmeisterschaft 2008. Seine Ergebnisse verbesserten sich dabei im Saisonverlauf zusehends. Während er an den ersten drei Rennwochenenden jeweils einen Ausfall und eine Position außerhalb der besten 20 hinzunehmen hatte, fuhr er im ersten Lauf der vorletzten Saisonveranstaltung in Oschersleben auf den 15. Rang. Dieser hätte sogar zu einem Meisterschaftspunkt geführt, für den Schumacher als Gaststarter aber nicht berechtigt war. Beim Saisonfinale in Hockenheim kam er zweimal auf Rang 18.

## Skiunfall 2013
Am 29. Dezember 2013 stürzte Schumacher beim Skifahren im französischen Méribel und prallte mit dem Kopf gegen einen Felsen, wobei er ein Schädel-Hirn-Trauma erlitt. Den Ermittlungen der Staatsanwaltschaft zufolge, die u. a. die Aufnahmen seiner Helmkamera auswertete, fuhr er einige Meter neben der markierten Piste, aber nicht mit überhöhter Geschwindigkeit. Schumachers Zustand war anschließend kritisch; er wurde in ein künstliches Koma versetzt. Nach rascher Notfallrettung wurde er im Universitätsklinikum Grenoble behandelt; Anfang April 2014 zeigte er „Momente des Bewusstseins und des Erwachens“. Am 16. Juni 2014 teilte seine Managerin Sabine Kehm mit, dass Schumacher nicht mehr im Koma liege und das Krankenhaus in Grenoble verlassen habe, um „seine lange Phase der Rehabilitation fortzusetzen“. Dazu war er zunächst im Universitätsspital des Kantons Waadt in Lausanne untergebracht.
Seit September 2014 setzt er seine Rehabilitation zu Hause fort. Seitdem wurden keine öffentlichen Angaben mehr zu seinem Gesundheitszustand gemacht. Im November 2018 machte Erzbischof Georg Gänswein Details zu einem Besuch im Haus der Familie Schumacher im Jahr 2016 publik und schilderte Eindrücke, die er von Michael Schumacher hatte. Unter anderem sagte er: „Man spürt, dass er Begegnungen wahrnimmt, dass er mit sich einen inneren Monolog führt. Man kann fühlen, dass die Nähe seiner Familie wichtig für ihn ist.“ Auch im Dokumentarfilm Schumacher von 2021 werden in Interviews mit Jean Todt sowie seiner Familie außer den Auswirkungen auf das Familienleben keine neuen Details zu seinem Gesundheitszustand bekanntgegeben.

## Soziales Engagement
Am 15. April 2002 wurde Schumacher von der UNESCO für seinen langjährigen Einsatz bei den Hilfsprojekten Bildung für Kinder in Not zum Sonderbotschafter ernannt. Zudem beteiligte er sich viele Jahre bei Benefiz-Fußballspielen, zum Beispiel in Italien bei den Nazionale Piloti, einem Team aus aktiven und ehemaligen Motorsportlern. Auch bei anderen Wohltätigkeitsveranstaltungen zeigte er sich an der Seite von internationalen Stars.
Im November 2004 überreichte Schumachers Manager Willi Weber bei der Unesco-Charity Gala für Kinder in Not in seinem Auftrag einen Scheck in Höhe von 1,15 Mio. Euro. Nach der Flutkatastrophe in Indonesien und Thailand im Dezember 2004 spendete Schumacher am 4. Januar 2005 10 Mio. Dollar. Er war indirekt persönlich von diesem Geschehen betroffen, da einer seiner Personenschützer und eines von dessen Kindern dabei tödlich verunglückt waren. Bei den Hochwasserkatastrophen in Deutschland und weiteren mitteleuropäischen Staaten 2002 und 2013 spendete Schumacher 1 Mio. bzw. 500.000 Euro.
In den Jahren 1997 und 1998 warb er auf Plakaten sowie in einem Fernseh-Spot im Rahmen der Kampagne Keine Macht den Drogen für ein Leben ohne Alkohol und andere Drogen. 2005 setzte sich Schumacher als damaliges Mitglied im Verein Sportler für Organspende e. V. für Organspenden ein.
Im April 2025 signierte der von der Öffentlichkeit abgeschirmte Schumacher einen von Jackie Stewart gestifteten Formel-1-Helm, der die Unterschriften aller noch lebenden Formel-1-Weltmeister trägt und beim Großen Preis von Bahrain zugunsten der Wohltätigkeitsorganisation Race Against Dementia versteigert werden soll. Schumacher wurde von seiner Ehefrau dabei unterstützt, seine Initialen auf dem Helm zu platzieren.

## Ausstellungen

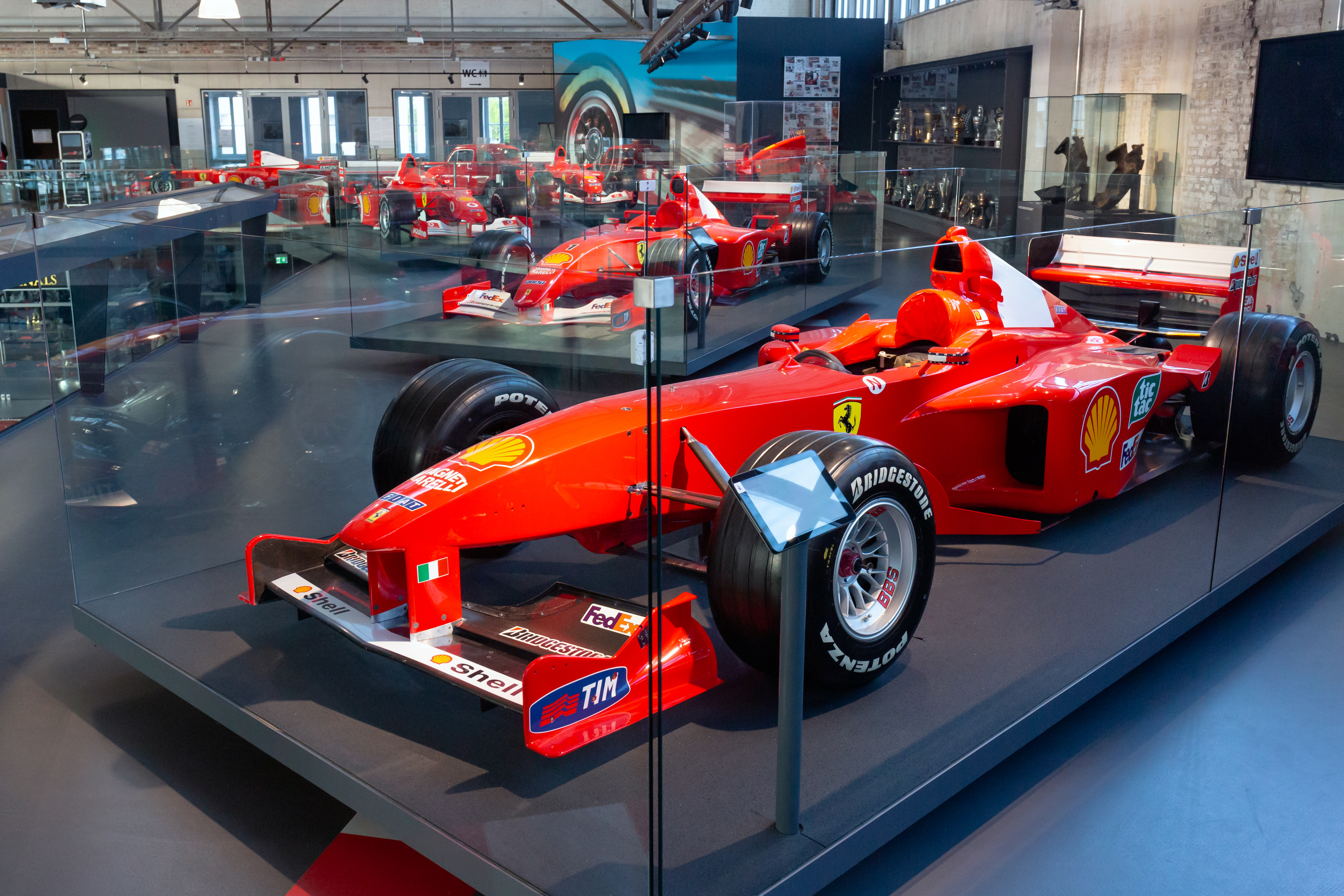
Michael Schumacher Private Collection in der Motorworld Köln

- Im Michael Schumacher Kart- und Event-Center in Kerpen-Sindorf wurde von 2002 bis 2009 die Ausstellung Die Welt der Schumachers gezeigt.[114][115]
- Vom 15. Februar 2016 bis 21. Dezember 2018 wurde die Sonderausstellung Michael Schumacher – Der Rekordweltmeister in der Erlebniswelt der DVAG in Marburg präsentiert.[116][117]
- Am 15. Juni 2018 wurde die Dauerausstellung Michael Schumacher Private Collection in der Motorworld Köln eröffnet.[118][119]
- Ferrari widmete Schumacher zum 50. Geburtstag am 3. Januar 2019 eine Sonderausstellung, die in Zusammenarbeit mit der Keep Fighting Foundation organisiert wurde: Das Ferrari-Museum in Maranello zeigte eine Rückschau auf seine größten Erfolge bei der Scuderia Ferrari.[120][121][122]

## Sonstiges

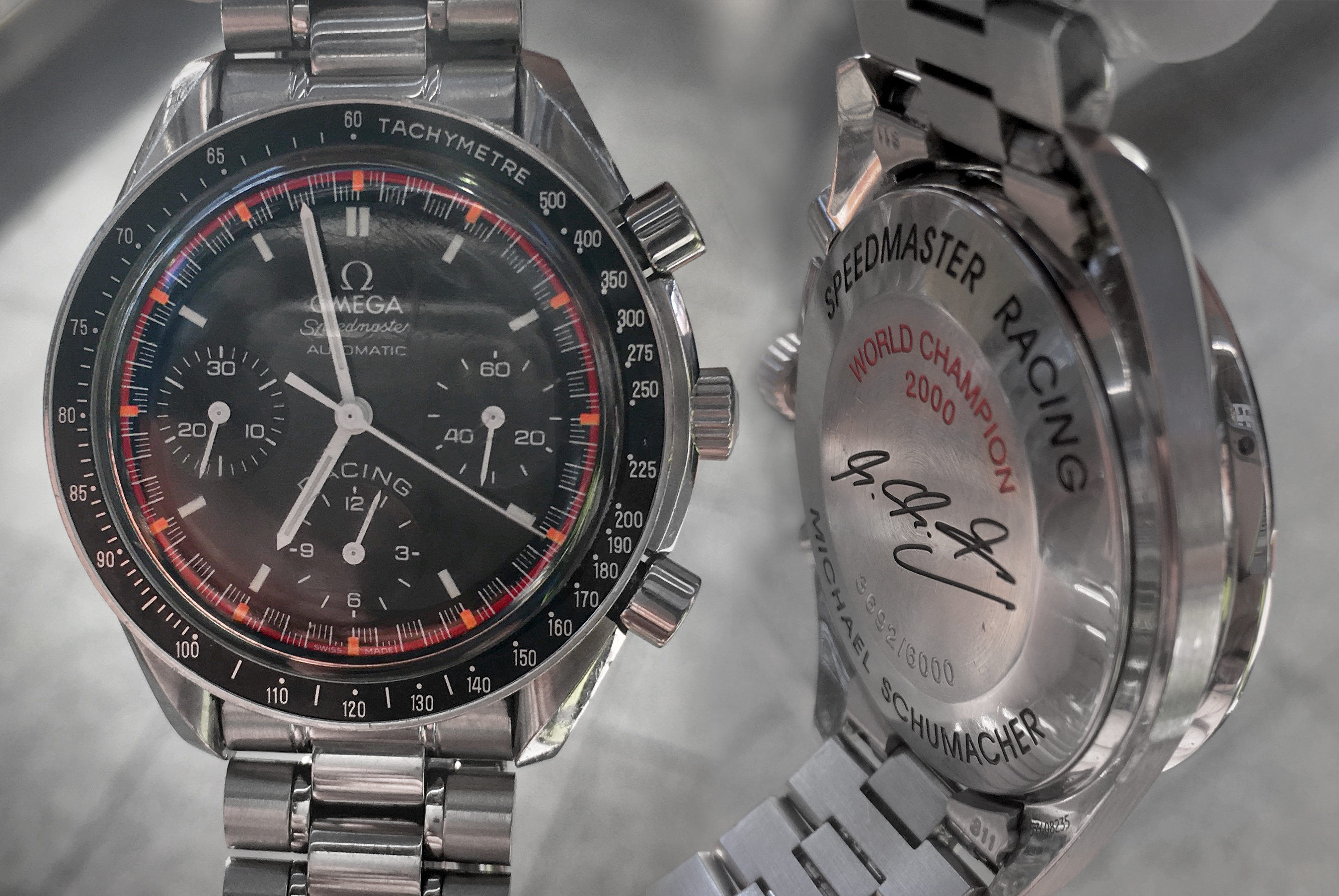
Die Uhrenfirma Omega gab ihr Modell Speedmaster Racing in einer limitierten Sonderausgabe mit Gravur von Schumachers Unterschrift heraus, als ihr damaliger Werbepartner mit der Formel-1-WM 2000 seinen dritten WM-Titel gewann.

- Ein im September 1992 von zwei deutschen Forschern entdeckter Asteroid wurde „(15761) Schumi“ getauft.
- 1996 erwarb Schumacher für seine Winterurlaube ein rund 600 m² großes Ferienhaus im norwegischen Trysil (Hedmark). 2006 verkaufte er dieses Anwesen und erwarb stattdessen ein Ferienhaus im südfranzösischen Wintersportort Courchevel.[123]
- Zu Schumachers Freundeskreis gehören nur wenige aus den Anfängen seiner Ausbildung und dem Kartsport.[124] In Fahrerkreisen pflegte er – wie er selbst betonte – engere Freundschaften nur mit Aguri Suzuki, der ihm das Tauchen beibrachte, und Jos Verstappen, für dessen Karriere er sich mehrfach einsetzte. Auch Riccardo Patrese, sein Teamkollege bei Benetton aus der Formel-1-Saison 1993, und Felipe Massa bezeichnen sich selbst als Freunde Schumachers. Außerdem ist Schumacher gut mit dem Ex-Ferrari-Teamchef und ehemaligen FIA-Präsidenten Jean Todt befreundet.
- Am gleichen Tag, an dem Schumacher seine Tätigkeit bei Ferrari aufnahm, übernahm Pater Don Alberto (* 1931) die Pfarrei von Maranello. Zu jedem Sieg eines Ferrari läutete er seitdem die Glocken der Kirche. Er gab sein Amt fast zeitgleich mit dem vorläufigen Formel-1-Karriereende von Schumacher auf.[125]
- Schumacher spielte bisweilen für Mannschaften des FC Echichens Amateurfußball.[126]
- Im Jahr 2006 übernahm er in dem Pixar-Animationsfilm Cars sowohl im englischen Original als auch in der deutschen Fassung die Stimme und Synchronstimme eines Ferrari F430, einem – nach Aussage im Film – „echte[n] Michael-Schumacher-Ferrari“.[127]
- 2008 übernahm er die Rolle des Schumix in dem Film Asterix bei den Olympischen Spielen.[128]
- 2009 hatte er einen Cameo-Auftritt im Kinofilm Horst Schlämmer – Isch kandidiere![129]
- Seit 2010 wird er nicht mehr von Willi Weber, sondern von seiner ehemaligen Pressesprecherin Sabine Kehm gemanagt. Willi Weber soll sich seither hauptsächlich um das Merchandising kümmern.[130]
- In der ersten Folge der 13. Staffel des BBC-Automagazins Top Gear wurde Schumacher als der mysteriöse „The Stig“ vorgestellt, nachdem er in seinem Ferrari FXX eine Rekordzeit aufgestellt hatte.
- Am 19. Mai 2013 fuhr Schumacher gemeinsam mit Bernd Mayländer, Nico Rosberg, Bernd Schneider und Karl Wendlinger mit dem Mercedes F1 W03, einem aktuellen Formel-1-Fahrzeug, im Rahmen des 24-Stunden-Rennens auf dem Nürburgring über die Grand-Prix-Strecke und Nordschleife. Zuletzt fuhr Juan Manuel Fangio im Jahre 1954 mit einem Mercedes-Formel-1-Fahrzeug über die Nordschleife. Schumacher hatte jedoch Probleme mit der Gangschaltung und fuhr im langsamen Tempo zur Döttinger-Höhe, wo alle vier Fahrer gemeinsam über die angedeutete Ziellinie fuhren.
- Anlässlich von Schumachers 50. Geburtstag hat die Keep Fighting Foundation ein virtuelles Museum geschaffen, das als Offizielle Michael Schumacher App veröffentlicht wurde: Die App beleuchtet die Karriere, Statistiken und Rekorde von Michael Schumacher. Sie veranschaulicht seine Rennwagen in 3D und ihren Motorensound. Außerdem wird ein 2013 aufgenommenes Interview gezeigt. Eine virtuelle Tour führt sowohl durch die Ausstellung Michael Schumacher Private Collection in der Motorworld Köln-Rheinland als auch über die historische Kartstrecke in Kerpen-Manheim.[131][132]
- Die Offizielle Michael Schumacher App verlinkt auf eine Schumoji App mit speziellen Emojis von Michael und Mick Schumacher, die ebenfalls zu Michael Schumachers 50. Geburtstag veröffentlicht wurde.[133]

## Ehrungen

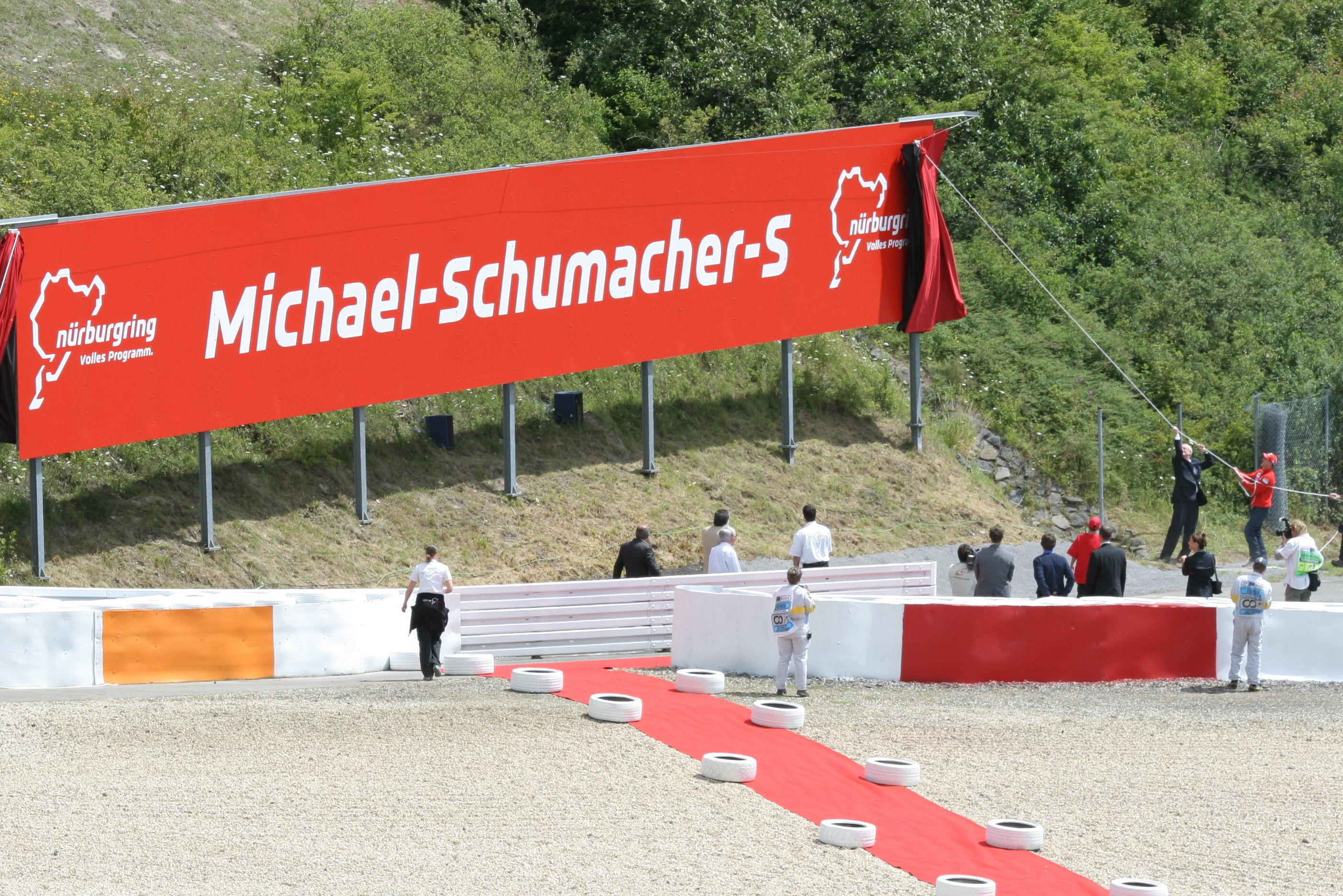
Enthüllung des „Michael-Schumacher-S“ (Kurve 9/10, ehemals „Shell“) auf dem Nürburgring 2007 durch Schumacher und Bernie Ecclestone

- 1992: ADAC Motorsportler des Jahres, Großer ONS-Pokal, (auch 1994 und 1995)
- 1993: Das Goldene Lenkrad (Bild am Sonntag), Bambi
- 1994: Sportpreis des AvD, Goldene 1 (ARD-Sport-Gala)
- 1995: Sportler des Jahres in Deutschland, Goldene Kamera (Hörzu), Goldene 1
- 1997: Silbernes Lorbeerblatt, Goldener Löwe (RTL)
- 2000: ADAC Motorsportler des Jahres
- 2001: Ehrenbürger von Modena, Europas Sportler des Jahres (PAP), Europas Sportler des Jahres (UEPS), Champion des champions (L’Équipe), Uomini mondo (La Gazzetta dello Sport)
- 2001: Michael-Schumacher-Straße in Kerpen und Eintrag in das Goldene Buch der Stadt Kerpen[134]
- 2002: Weltsportler des Jahres, Champion of Sports (UNESCO), Europas Sportler des Jahres (PAP), Europas Sportler des Jahres (UEPS), Champion des champions, Komturkreuz des Verdienstordens der Italienischen Republik, DMSB-Pokal, Uomini mondo
- 2003: Ehrenbotschafter der Republik San Marino, Europas Sportler des Jahres (PAP), Europas Sportler des Jahres (UEPS), Champion des champions
- 2004: Weltsportler des Jahres, Sportler des Jahres in Deutschland, Sportler des Jahrhunderts (ZDF)
- 2006: Ehrenbürger von Maranello
- 2007: Prinz-von-Asturien-Preis in der Sparte Sport[135]
- 2007: Deutscher Fernsehpreis in der Kategorie Sonderpreis[136]
- 2007: Umbenennung der „Shell“-S-Kurve auf dem Nürburgring in „Michael-Schumacher-S“
- 2010: Ernennung zum Offizier der Ehrenlegion[137]
- 2012: Ernennung zum Ehrenbürger von Spa[138]
- 2012: Legende des Sports[139]
- 2014: Benennung der Kurve 1 auf dem Bahrain International Circuit als Michael-Schumacher-Kurve[140]
- 2014: Bambi Millenniumpreis
- 2014: Ehrenbürger von Sarajevo[141]
- 2016: Nürburgring Lifetime Achievement Award[142]
- 2017: Aufnahme in die Hall of Fame des deutschen Sports[143]
- 2017: Aufnahme in die FIA Hall of Fame[144]
- 2020: FIA President Award[145][146]
- 2022: Staatspreis des Landes Nordrhein-Westfalen[147]

## Statistik

### Karrierestationen
| - 1973–1987: Kartsport - 1988: Formel König (Meister) - 1988: Europäische Formel Ford (Platz 2) - 1988: Deutsche Formel Ford (Platz 6) - 1989: Deutsche Formel 3 (Platz 3) - 1990: Deutsche Formel 3 (Meister) - 1990: Sportwagen-WM (Platz 5) - 1991: Sportwagen-WM (Platz 9) - 1991: DTM (nicht platziert) - 1991: japanische Formel 3000 (Platz 12) | - 1991: Formel 1 (Platz 14) - 1992: Formel 1 (Platz 3) - 1993: Formel 1 (Platz 4) - 1994: Formel 1 (Weltmeister) - 1995: Formel 1 (Weltmeister) - 1996: Formel 1 (Platz 3) - 1997: Formel 1 (disqualifiziert) - 1998: Formel 1 (Platz 2) - 1999: Formel 1 (Platz 5) - 2000: Formel 1 (Weltmeister) | - 2001: Formel 1 (Weltmeister) - 2002: Formel 1 (Weltmeister) - 2003: Formel 1 (Weltmeister) - 2004: Formel 1 (Weltmeister) - 2005: Formel 1 (Platz 3) - 2006: Formel 1 (Platz 2) - 2010: Formel 1 (Platz 9) - 2011: Formel 1 (Platz 8) - 2012: Formel 1 (Platz 13) |

### Statistik in der Formel-1-Weltmeisterschaft
Diese Statistik umfasst alle Teilnahmen des Fahrers an der Formel-1-Weltmeisterschaft.

#### Grand-Prix-Siege
| - 1992: Belgien (Spa-Francorchamps) - 1993: Portugal (Estoril) - 1994: Brasilien (Interlagos) - 1994: Pazifik (Aida) - 1994: San Marino (Imola) - 1994: Monaco (Monte Carlo) - 1994: Kanada (Montréal) - 1994: Frankreich (Magny-Cours) - 1994: Ungarn (Mogyoród) - 1994: Europa (Jerez) - 1995: Brasilien (Interlagos) - 1995: Spanien (Barcelona) - 1995: Monaco (Monte Carlo) - 1995: Frankreich (Magny-Cours) - 1995: Deutschland (Hockenheim) - 1995: Belgien (Spa-Francorchamps) - 1995: Europa (Nürburg) - 1995: Pazifik (Aida) - 1995: Japan (Suzuka) - 1996: Spanien (Barcelona) - 1996: Belgien (Spa-Francorchamps) - 1996: Italien (Monza) - 1997: Monaco (Monte Carlo) - 1997: Kanada (Montréal) - 1997: Frankreich (Magny-Cours) - 1997: Belgien (Spa-Francorchamps) - 1997: Japan (Suzuka) - 1998: Argentinien (Buenos Aires) - 1998: Kanada (Montréal) - 1998: Frankreich (Magny-Cours) - 1998: Großbritannien (Silverstone) | - 1998: Ungarn (Mogyoród) - 1998: Italien (Monza) - 1999: San Marino (Imola) - 1999: Monaco (Monte Carlo) - 2000: Australien (Melbourne) - 2000: Brasilien (Interlagos) - 2000: San Marino (Imola) - 2000: Europa (Nürburg) - 2000: Kanada (Montréal) - 2000: Italien (Monza) - 2000: USA (Indianapolis) - 2000: Japan (Suzuka) - 2000: Malaysia (Sepang) - 2001: Australien (Melbourne) - 2001: Malaysia (Sepang) - 2001: Spanien (Barcelona) - 2001: Monaco (Monte Carlo) - 2001: Europa (Nürburg) - 2001: Frankreich (Magny-Cours) - 2001: Ungarn (Mogyoród) - 2001: Belgien (Spa-Francorchamps) - 2001: Japan (Suzuka) - 2002: Australien (Melbourne) - 2002: Brasilien (Interlagos) - 2002: San Marino (Imola) - 2002: Spanien (Barcelona) - 2002: Österreich (Spielberg) - 2002: Kanada (Montréal) - 2002: Großbritannien (Silverstone) - 2002: Frankreich (Magny-Cours) - 2002: Deutschland (Hockenheim) | - 2002: Belgien (Spa-Francorchamps) - 2002: Japan (Suzuka) - 2003: San Marino (Imola) - 2003: Spanien (Barcelona) - 2003: Österreich (Spielberg) - 2003: Kanada (Montréal) - 2003: Italien (Monza) - 2003: USA (Indianapolis) - 2004: Australien (Melbourne) - 2004: Malaysia (Sepang) - 2004: Bahrain (as-Sachir) - 2004: San Marino (Imola) - 2004: Spanien (Barcelona) - 2004: Europa (Nürburg) - 2004: Kanada (Montréal) - 2004: USA (Indianapolis) - 2004: Frankreich (Magny-Cours) - 2004: Großbritannien (Silverstone) - 2004: Deutschland (Hockenheim) - 2004: Ungarn (Mogyoród) - 2004: Japan (Suzuka) - 2005: USA (Indianapolis) - 2006: San Marino (Imola) - 2006: Europa (Nürburg) - 2006: USA (Indianapolis) - 2006: Frankreich (Magny-Cours) - 2006: Deutschland (Hockenheim) - 2006: Italien (Monza) - 2006: China (Shanghai) |

#### Grand Prix nach Anzahl der Siege
|     | Grand Prix                   | Siege |
| --- | ---------------------------- | ----- |
| 1.  | Frankreich (Magny-Cours)     | 8     |
| 2.  | Kanada (Montréal)            | 7     |
|     | San Marino (Imola)           | 7     |
| 4.  | Belgien (Spa-Francorchamps)  | 6     |
|     | Europa (Nürburg 5 / Jerez 1) | 6     |
|     | Japan (Suzuka)               | 6     |
|     | Spanien (Barcelona)          | 6     |
| 8.  | Italien (Monza)              | 5     |
|     | Monaco (Monte Carlo)         | 5     |
|     | USA (Indianapolis)           | 5     |
| 11. | Australien (Melbourne)       | 4     |

|     | Grand Prix                   | Siege |
| --- | ---------------------------- | ----- |
|     | Brasilien (Interlagos)       | 4     |
|     | Deutschland (Hockenheim)     | 4     |
|     | Ungarn (Mogyoród)            | 4     |
| 15. | Großbritannien (Silverstone) | 3     |
|     | Malaysia (Sepang)            | 3     |
| 17. | Österreich (Spielberg)       | 2     |
|     | Pazifik (Aida)               | 2     |
| 19. | Argentinien (Buenos Aires)   | 1     |
|     | Bahrain (Sakhir)             | 1     |
|     | China (Shanghai)             | 1     |
|     | Portugal (Estoril)           | 1     |

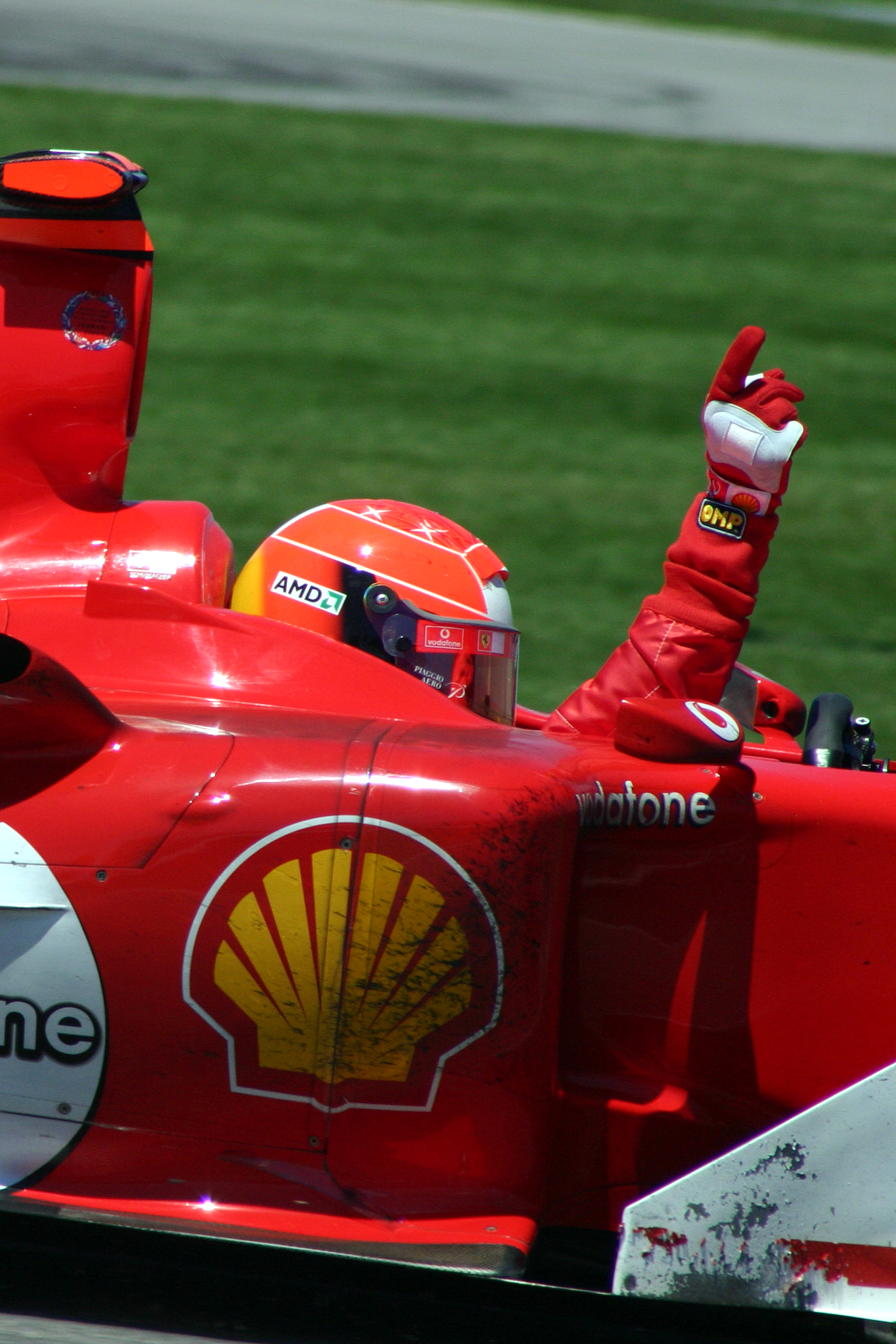
Michael Schumacher feiert einen Sieg (Großer Preis der USA, 2004)

fettgedruckte Werte = Rekordsieger auf dieser GP-Rennstrecke

#### Gesamtübersicht
| Saison | Team                          | Chassis                | Motor                | Rennen | Siege | Zweiter | Dritter | Poles | schn. Rennrunden | Punkte | WM-Pos. |
| ------ | ----------------------------- | ---------------------- | -------------------- | ------ | ----- | ------- | ------- | ----- | ---------------- | ------ | ------- |
| 1991   | Team 7UP Jordan               | Jordan 191             | Ford 3.5 V8          | 1      | –     | –       | –       | –     | –                | –      | 14.     |
| 1991   | Camel Benetton Ford           | Benetton B191          | Ford 3.5 V8          | 5      | –     | –       | –       | –     | –                | 4      | 14.     |
| 1992   | Camel Benetton Ford           | Benetton B191B/B192    | Ford 3.5 V8          | 16     | 1     | 3       | 4       | –     | 2                | 53     | 3.      |
| 1993   | Camel Benetton Ford           | Benetton B193/B193B    | Ford 3.5 V8          | 16     | 1     | 5       | 3       | –     | 5                | 52     | 4.      |
| 1994   | Mild Seven Benetton Ford      | Benetton B194          | Ford Zetec-R 3.5 V8  | 14 1   | 8     | 2       | –       | 6     | 8                | 92     | 1.      |
| 1995   | Mild Seven Benetton Renault   | Benetton B195          | Renault 3.0 V10      | 17     | 9     | 1       | 1       | 4     | 8                | 102    | 1.      |
| 1996   | Scuderia Ferrari              | Ferrari F310           | Ferrari 3.0 V10      | 15 2   | 3     | 3       | 2       | 4     | 2                | 59     | 3.      |
| 1997   | Scuderia Ferrari Marlboro     | Ferrari F310B          | Ferrari 3.0 V10      | 17     | 5     | 3       | –       | 3     | 3                | 78     | EX 3    |
| 1998   | Scuderia Ferrari Marlboro     | Ferrari F300           | Ferrari 3.0 V10      | 16     | 6     | 2       | 3       | 3     | 6                | 86     | 2.      |
| 1999   | Scuderia Ferrari Marlboro     | Ferrari F399           | Ferrari 3.0 V10      | 10 4   | 2     | 3       | 1       | 3     | 5                | 44     | 5.      |
| 2000   | Scuderia Ferrari Marlboro     | Ferrari F1-2000        | Ferrari 3.0 V10      | 17     | 9     | 2       | 1       | 9     | 2                | 108    | 1.      |
| 2001   | Scuderia Ferrari Marlboro     | Ferrari F2001/F2001B   | Ferrari 3.0 V10      | 17     | 9     | 5       | –       | 11    | 3                | 123    | 1.      |
| 2002   | Scuderia Ferrari Marlboro     | Ferrari F2001B/F2002   | Ferrari 3.0 V10      | 17     | 11    | 5       | 1       | 7     | 7                | 144    | 1.      |
| 2003   | Scuderia Ferrari Marlboro     | Ferrari F2002/F2003-GA | Ferrari 3.0 V10      | 16     | 6     | –       | 2       | 5     | 5                | 93     | 1.      |
| 2004   | Scuderia Ferrari Marlboro     | Ferrari F2004          | Ferrari 3.0 V10      | 18     | 13    | 2       | –       | 8     | 10               | 148    | 1.      |
| 2005   | Scuderia Ferrari Marlboro     | Ferrari F2004M/F2005   | Ferrari 3.0 V10      | 19     | 1     | 3       | 1       | 1     | 3                | 62     | 3.      |
| 2006   | Scuderia Ferrari Marlboro     | Ferrari 248F1          | Ferrari 2.4 V8       | 18     | 7     | 4       | 1       | 4     | 7                | 121    | 2.      |
| 2010   | Mercedes GP Petronas          | Mercedes MGP W01       | Mercedes-Benz 2.4 V8 | 19     | –     | –       | –       | –     | –                | 72     | 9.      |
| 2011   | Mercedes GP Petronas F1 Team  | Mercedes MGP W02       | Mercedes-Benz 2.4 V8 | 19     | –     | –       | –       | –     | –                | 76     | 8.      |
| 2012   | Mercedes AMG Petronas F1 Team | Mercedes F1 W03        | Mercedes-Benz 2.4 V8 | 20     | –     | –       | 1       | –     | 1                | 49     | 13.     |
| Gesamt | Gesamt                        | Gesamt                 | Gesamt               | 307    | 91    | 43      | 21      | 68    | 77               | 1566   |         |

#### Einzelergebnisse
| Saison | 1  | 2   | 3   | 4   | 5   | 6   | 7   | 8   | 9   | 10  | 11  | 12  | 13  | 14  | 15  | 16  | 17 | 18  | 19 | 20 |
| ------ | -- | --- | --- | --- | --- | --- | --- | --- | --- | --- | --- | --- | --- | --- | --- | --- | -- | --- | -- | -- |
| 1991   |    |     |     |     |     |     |     |     |     |     |     |     |     |     |     |     |    |     |    |    |
|        |    |     |     |     |     |     |     |     |     | DNF | 5   | 6   | 6   | DNF | DNF |     |    |     |    |    |
| 1992   |    |     |     |     |     |     |     |     |     |     |     |     |     |     |     |     |    |     |    |    |
| 4      | 3  | 3   | 2   | DNF | 4   | 2   | DNF | 4   | 3   | DNF | 1   | 3   | 7   | DNF | 2   |     |    |     |    |    |
| 1993   |    |     |     |     |     |     |     |     |     |     |     |     |     |     |     |     |    |     |    |    |
| DNF    | 3  | DNF | 2   | 3   | DNF | 2   | 3   | 2   | 2   | DNF | 2   | DNF | 1   | DNF | DNF |     |    |     |    |    |
| 1994   |    |     |     |     |     |     |     |     |     |     |     |     |     |     |     |     |    |     |    |    |
| 1      | 1  | 1   | 1   | 2   | 1   | 1   | DSQ | DNF | 1   | DSQ | EX  | EX  | 1   | 2   | DNF |     |    |     |    |    |
| 1995   |    |     |     |     |     |     |     |     |     |     |     |     |     |     |     |     |    |     |    |    |
| 1      | 3  | DNF | 1   | 1   | 5   | 1   | DNF | 1   | 11* | 1   | DNF | 2   | 1   | 1   | 1   | DNF |    |     |    |    |
| 1996   |    |     |     |     |     |     |     |     |     |     |     |     |     |     |     |     |    |     |    |    |
| DNF    | 3  | DNF | 2   | 2   | DNF | 1   | DNF | DNS | DNF | 4   | 9*  | 1   | 1   | 3   | 2   |     |    |     |    |    |
| 1997   |    |     |     |     |     |     |     |     |     |     |     |     |     |     |     |     |    |     |    |    |
| 2      | 5  | DNF | 2   | 1   | 4   | 1   | 1   | DNF | 2   | 4   | 1   | 6   | 6   | DNF | 1   | DNF |    |     |    |    |
| 1998   |    |     |     |     |     |     |     |     |     |     |     |     |     |     |     |     |    |     |    |    |
| DNF    | 3  | 1   | 2   | 3   | 10  | 1   | 1   | 1   | 3   | 5   | 1   | DNF | 1   | 2   | DNF |     |    |     |    |    |
| 1999   |    |     |     |     |     |     |     |     |     |     |     |     |     |     |     |     |    |     |    |    |
| 8      | 2  | 1   | 1   | 3   | DNF | 5   | DNF | INJ | INJ | INJ | INJ | INJ | INJ | 2   | 2   |     |    |     |    |    |
| 2000   |    |     |     |     |     |     |     |     |     |     |     |     |     |     |     |     |    |     |    |    |
| 1      | 1  | 1   | 3   | 5   | 1   | DNF | 1   | DNF | DNF | DNF | 2   | 2   | 1   | 1   | 1   | 1   |    |     |    |    |
| 2001   |    |     |     |     |     |     |     |     |     |     |     |     |     |     |     |     |    |     |    |    |
| 1      | 1  | 2   | DNF | 1   | 2   | 1   | 2   | 1   | 1   | 2   | DNF | 1   | 1   | 4   | 2   | 1   |    |     |    |    |
| 2002   |    |     |     |     |     |     |     |     |     |     |     |     |     |     |     |     |    |     |    |    |
| 1      | 3  | 1   | 1   | 1   | 1   | 2   | 1   | 2   | 1   | 1   | 1   | 2   | 1   | 2   | 2   | 1   |    |     |    |    |
| 2003   |    |     |     |     |     |     |     |     |     |     |     |     |     |     |     |     |    |     |    |    |
| 4      | 6  | DNF | 1   | 1   | 1   | 3   | 1   | 5   | 3   | 4   | 7   | 8   | 1   | 1   | 8   |     |    |     |    |    |
| 2004   |    |     |     |     |     |     |     |     |     |     |     |     |     |     |     |     |    |     |    |    |
| 1      | 1  | 1   | 1   | 1   | DNF | 1   | 1   | 1   | 1   | 1   | 1   | 1   | 2   | 2   | 12  | 1   | 7  |     |    |    |
| 2005   |    |     |     |     |     |     |     |     |     |     |     |     |     |     |     |     |    |     |    |    |
| DNF    | 7  | DNF | 2   | DNF | 7   | 5   | 2   | 1   | 3   | 6   | 5   | 2   | DNF | 10  | DNF | 4   | 7  | DNF |    |    |
| 2006   |    |     |     |     |     |     |     |     |     |     |     |     |     |     |     |     |    |     |    |    |
| 2      | 6  | DNF | 1   | 1   | 2   | 5   | 2   | 2   | 1   | 1   | 1   | 8*  | 3   | 1   | 1   | DNF | 4  |     |    |    |
| 2010   |    |     |     |     |     |     |     |     |     |     |     |     |     |     |     |     |    |     |    |    |
| 6      | 10 | DNF | 10  | 4   | 12  | 4   | 11  | 15  | 9   | 9   | 11  | 7   | 9   | 13  | 6   | 4   | 7  | DNF |    |    |
| 2011   |    |     |     |     |     |     |     |     |     |     |     |     |     |     |     |     |    |     |    |    |
| DNF    | 9  | 8   | 12  | 6   | DNF | 4   | 17  | 9   | 8   | DNF | 5   | 5   | DNF | 6   | DNF | 5   | 7  | 15  |    |    |
| 2012   |    |     |     |     |     |     |     |     |     |     |     |     |     |     |     |     |    |     |    |    |
| DNF    | 10 | DNF | 10  | DNF | DNF | DNF | 3   | 7   | 7   | DNF | 7   | 6   | DNF | 11  | 13  | 22* | 11 | 16  | 7  |    |

| Legende  | Legende            | Legende                                                          |
| Farbe    | Abkürzung          | Bedeutung                                                        |
| -------- | ------------------ | ---------------------------------------------------------------- |
| Gold     | –                  | Sieg                                                             |
| Silber   | –                  | 2. Platz                                                         |
| Bronze   | –                  | 3. Platz                                                         |
| Grün     | –                  | Platzierung in den Punkten                                       |
| Blau     | –                  | Klassifiziert außerhalb der Punkteränge                          |
| Violett  | DNF                | Rennen nicht beendet (did not finish)                            |
| Violett  | NC                 | nicht klassifiziert (not classified)                             |
| Rot      | DNQ                | nicht qualifiziert (did not qualify)                             |
| Rot      | DNPQ               | in Vorqualifikation gescheitert (did not pre-qualify)            |
| Schwarz  | DSQ                | disqualifiziert (disqualified)                                   |
| Weiß     | DNS                | nicht am Start (did not start)                                   |
| Weiß     | WD                 | zurückgezogen (withdrawn)                                        |
| Hellblau | PO                 | nur am Training teilgenommen (practiced only)                    |
| Hellblau | TD                 | Freitags-Testfahrer (test driver)                                |
| ohne     | DNP                | nicht am Training teilgenommen (did not practice)                |
| ohne     | INJ                | verletzt oder krank (injured)                                    |
| ohne     | EX                 | ausgeschlossen (excluded)                                        |
| ohne     | DNA                | nicht erschienen (did not arrive)                                |
| ohne     | C                  | Rennen abgesagt (cancelled)                                      |
| ohne     | keine WM-Teilnahme |                                                                  |
| sonstige | P/fett             | Pole-Position                                                    |
| sonstige | 1/2/3/4/5/6/7/8    | Punktplatzierung im Sprint-/Qualifikationsrennen                 |
| sonstige | SR/kursiv          | Schnellste Rennrunde                                             |
| sonstige | *                  | nicht im Ziel, aufgrund der zurückgelegten Distanz aber gewertet |
| sonstige | ()                 | Streichresultate                                                 |
| sonstige | unterstrichen      | Führender in der Gesamtwertung                                   |

#### Rekorde in der Formel 1
- Die meisten WM-Titel: 7 (1994, 1995, 2000, 2001, 2002, 2003, 2004) 1
- Die meisten WM-Titel in Folge: 5 (2000–2004)
- Die meisten schnellsten Runden: 77
- Die meisten schnellsten Runden auf einer Strecke: 7 (Circuit de Catalunya)
- Die schnellste WM-Entscheidung: nach 11 von 17 Rennen (64,7 %) im Jahr 2002
- Die meisten Hattricks: 22
- Die meisten Saisons in Folge mit mindestens einem Sieg: 15 (1992–2006) 2
- Die meisten schnellsten Runden in einer Saison: 10 bei 18 Starts (55,6 %) im Jahr 2004 3
- Die meisten Podestplatzierungen in Folge: 19 (2001–2002)
- Die meisten Podestplatzierungen pro Rennen in einer Saison: 100 % (17 in 17 Rennen) im Jahr 2002
- Die meisten Zielankünfte pro Rennen in einer Saison: 100 % (17 in 17 Rennen) im Jahr 2002 4
- Die höchste Durchschnittsgeschwindigkeit in einem Grand Prix: 247,586 km/h in Monza (2003)

Ehemalige Rekorde
- Die meisten Doppelsiege von Teamkollegen: 24 (mit Rubens Barrichello, davon 19 Siege für Schumacher) – überboten am 1. Mai 2016 in Russland durch Lewis Hamilton und Nico Rosberg[148]
- Die meisten Pole-Positions: 68 – überboten am 2. September 2017 in Italien durch Lewis Hamilton[149]
- Die meisten Startplätze in der ersten Reihe: 116 – überboten am 22. Oktober 2017 in den USA durch Lewis Hamilton[150]
- Die meisten Siege von der Pole-Position: 40 – überboten am 13. Mai 2018 in Spanien durch Lewis Hamilton[151]
- Die meisten Siege bei unterschiedlichen Grand Prix: 22 – überboten am 24. Juni 2018 in Frankreich durch Lewis Hamilton[152]
- Die meisten angeführten Rennen: 142 – überboten am 29. September 2019 in Russland durch Lewis Hamilton[153]
- Die meisten Führungskilometer: 24.110 – überboten am 30. August 2020 in Belgien durch Lewis Hamilton[154]
- Die meisten Podestplätze: 155 – überboten am 16. August 2020 in Spanien durch Lewis Hamilton[155]
- Die meisten Punkteplatzierungen: 221 – überboten am 13. September 2020 in der Toskana durch Lewis Hamilton[156]
- Die meisten Punkte (bei nachträglicher Umrechnung auf das 2010er-System) 5: 3890 – überboten am 16. August 2020 in Spanien durch Lewis Hamilton[157]
- Die meisten Siege: 91 – überboten am 25. Oktober 2020 in Portugal durch Lewis Hamilton[158]
- Die meisten zweiten Plätze: 43 – überboten am 1. August 2021 in Ungarn durch Lewis Hamilton
- Die meisten Siege mit demselben Team: 72 (Ferrari) – überboten am 15. November 2020 in der Türkei durch Lewis Hamilton
- Die meisten Führungsrunden: 5.111 – überboten am 28. März 2021 in Bahrain durch Lewis Hamilton
- Die meisten Podestplatzierungen in einer Saison: 17 – überboten am 12. Dezember 2021 in Abu Dhabi durch Max Verstappen
- Die meisten Grand-Prix-Siege in einer Saison: 13 (2004) – überboten am 30. Oktober 2022 in Mexiko-Stadt durch Max Verstappen
- Die meisten Pole-Positions bei einem Grand Prix: 8 (GP Japan) – überboten am 23. Juli 2023 in Ungarn durch Lewis Hamilton
- Der längste Zeitraum zwischen erstem und letztem Podium: 7399 Tage (GP Mexiko 1992 – GP Europa 2012) – überboten am 27. August 2023 in den Niederlanden durch Fernando Alonso
- Die meisten Hattricks in einer Saison: 5 (2004) – überboten am 26. November 2023 in Abu Dhabi durch Max Verstappen
- Die meisten Siege bei einem Grand Prix: 8 (GP Frankreich) – überboten am 7. Juli 2024 in Großbritannien durch Lewis Hamilton

Anmerkungen:

### Le-Mans-Ergebnisse
| Jahr | Team                 | Fahrzeug          | Teamkollege     | Teamkollege          | Platzierung |
| ---- | -------------------- | ----------------- | --------------- | -------------------- | ----------- |
| 1991 | Team Sauber Mercedes | Mercedes-Benz C11 | Karl Wendlinger | Fritz Kreutzpointner | Rang 5      |

### Einzelergebnisse in der Sportwagen-Weltmeisterschaft
| Saison | Team        | Rennwagen          | 1   | 2   | 3   | 4   | 5   | 6   | 7   | 8   | 9   |
| ------ | ----------- | ------------------ | --- | --- | --- | --- | --- | --- | --- | --- | --- |
| 1990   | Team Sauber | Mercedes-Benz C11  | SUZ | MON | SIL | SPA | DIJ | NÜR | DON | MOT | MEX |
| 1990   | Team Sauber | Mercedes-Benz C11  |     |     |     |     | 2   | 2   |     |     | 1   |
| 1991   | Team Sauber | Mercedes-Benz C291 | SUZ | MON | SIL | LEM | NÜR | MAG | MEX | AUT |     |
| 1991   | Team Sauber | Mercedes-Benz C291 | DNF | DNF | 2   | 5   | DNF | DNF | DNF | 1   |     |

## Dokumentarfilme
- Ein Leben am Limit – das Ausnahmetalent Michael Schumacher. 60 Min., Produktion: Premiere. Deutschland 2006.[160]
- Michael Schumacher – The Red Baron. 78 Min. Regie: Peter Warren. Australien 2012 (englisch).[161]
- Michael Schumacher – Einem Phänomen auf der Spur. 45 Min., Regie: Andreas Troll. Deutschland 2019.[162]
- Die Michael-Schumacher-Story. 45 Min., Produktion: RTL. Deutschland 2019.[163]
- Schumi – Legende der Formel 1. 24:50 Min. Produktion: Bild. Deutschland 2020.[164]
- Schumacher. 112 Min., Regie: Hanns-Bruno Kammertöns, Vanessa Nöcker, Michael Wech, Produktion: B|14 FILM GmbH. Deutschland 2021.[165][166]
- Being Michael Schumacher. 5 Folgen. 155 Min. Drehbuch und Regie: Andreas Troll. Deutschland 2023.[167]